# Pécs
Pécs (németül: Fünfkirchen, horvátul: Pečuh, szerbül: Печуј/Pečuj, a középkorban latinul: Quinque Ecclesiae, az ókorban latinul: Sopianae) megyei jogú város Magyarország délnyugati részén, az ország ötödik legnagyobb települése Budapest, Debrecen, Szeged és Miskolc után, a Dunántúlon pedig a legnagyobb település. Baranya vármegye, a Pécsi egyházmegye és a Pécsi járás székhelye, a Dél-Dunántúl központja.
A kelta és pannon törzsek lakta vidéken a 2. század elején a rómaiak alapítottak várost Sopianae néven. A település a 4. századra tartományi székhellyé és a korai kereszténység egyik jelentős központjává vált. Az ebből az időszakból származó ókeresztény temetői építményegyüttest az UNESCO Világörökségi Bizottsága 2000 decemberében felvette a világörökségi listára. A püspökséget 1009-ben Szent István király, az ország első egyetemét 1367-ben Nagy Lajos király alapította a városban. (Ma is itt működik az ország legnagyobb létszámú egyeteme, közel 34 ezer hallgatóval.) A középkori Pécset az ország kulturális, művészeti életének egyik központjává tette Janus Pannonius püspök, a magyar humanizmus nagy költője, a latin nyelvű magyar költészet legjelesebb képviselője. A 150 éves török hódoltság után – e korszakból olyan gazdag építészeti emlékeinek maradtak fent, mint a Gázi Kászim pasa dzsámija a város főterén –, 1780-ban Pécs szabad királyi városi rangot kapott Mária Terézia királynőtől. Ezt követően erőteljes polgárosodás, gazdasági fejlődés indult el. Az iparosodás a 19. század első felében jelentősen felgyorsult, a Zsolnay-kerámia, a Littke-pezsgő, az Angster-orgona világhírűvé váltak.
Pécs mindig soknemzetiségű település volt, kulturális rétegek rakódtak egymásra, nemzetiségek hagyományai, értékei ötvöződtek két évezredes története során. Magyarok, horvátok és svábok ma is békében élnek egymással gazdag kulturális polaritásban, így nem meglepő, hogy a város 2010-ben Essennel és Isztambullal együtt Európa egyik kulturális fővárosa lett. A 2005-ben elfogadott és győztesnek hirdetett pályázat döntő részét a civilek írták, így a Pécs2010 Kulturális Főváros projekt valóban Pécs programja volt. A program 4 kulturális beruházásra épült: Pécsi konferencia- és koncertközpont, Dél-dunántúli Regionális Könyvtár és Tudásközpont, Múzeumok utcája és a Zsolnay Kulturális Negyed. Ezeket még kiegészítették közterek és parkok újjáélesztése, amelyek mind az Európai Unió társfinanszírozásában valósultak meg. A megtisztelő cím hatalmas fejlesztéseket indított el a városban. Új, modern szállodák, bevásárlóközpont és irodaházak épültek.
Pécs 1998-ban elnyerte az UNESCO Városok a békéért-díját a kisebbségi kultúrák ápolása, valamint a délszláv háború menekültjei iránt tanúsított befogadó, toleráns hozzáállása miatt. A város 2007-ben harmadik, 2008-ban pedig második lett az „Élhető Települések” (The LivCom Awards) nemzetközi versenyének 75 ezer és 200 ezer lélekszám közötti települések kategóriájában.

## Nevének eredete
Pécs ókori neve Sopianæ. E latin képzésmódú név vitatott eredetű alapszava (kelta sop: „mocsár”) minden bizonnyal kapcsolatban van azzal, hogy a Pécs helyén álló római kori város déli oldala akkor lenyúlt a vízjárta, mocsaras rétig. Ez a korábbi feltételezés akkor igazolódott, amikor 1980 táján építkezések során a régészek feltárták Sopianae déli városrészének romjait.
A magyar Pécs név először egy 1235-ből való oklevélben szerepel ebben formában: Pechuth (azaz „pécsi út”), majd 1290 körül önálló névként: Ponch villicus de Peech (Pécs olvasattal). A Pécs név eredete bizonytalan. Többek érvelése szerint a Pécs szó etimológiailag azonos a Bécs, illetve a Bény szavakkal és körülbástyázott erődítményt jelent. A peć közszó, meg a belőle alakult helynév is a „kemence, kályha, magányos szikla” jelentést őrzi (lásd még: Pest nevének eredetét). Némelyek török vonatkozásokra gondolnak, ebben az esetben a beş szó merül fel, amely törökül ötöt jelent. Ha a beş szót vesszük alapul, akkor feltehetőleg már a honfoglalást megelőző időkben ott élt avar esetlegesen volgai bolgár népeken keresztül kerülhetett a magyarba, akik szintén türk nyelveket beszéltek. Más vélemények szerint egy „öt” jelentésű indoeurópai számnévre mehet vissza, de nyelvi hovatartozása közelebbről nem határozható meg. Van egy város Koszovóban, aminek szerb neve szintén Peć.
A város középkori latin neve Quinque Ecclesiae (azaz „öt templom”) volt. Ennek korábbi előzménye a Quinque Basilicae („öt bazilika”) változat volt, amely már egy 871-es frank dokumentumban szerepel. Az elnevezés a város öt ókeresztény kápolnájának romjaira utalt.
A német Fünfkirchen és a szlovák Päťkostolie (mindkettő jelentése „öt templom”) a latin mintát követi.
Horvátul a város hivatalos neve Pečuh. Több faluban más alakokban használták Pečuj (nagyhajmási), Pečuv (hercegszántói), Peču (kökényi), Petocrikva (szentpéterfai) A város neve németül: Fünfkirchen, szerbül: Печуј/Pečuj.

## Földrajza
Pécs Közép-Európában, a Kárpát-medencében fekszik. Magyarország legdélebbi megyéje, Baranya vármegye központjában található, északról a Mecsek magasodik a város fölé, délkelet felől a Baranyai-dombság lankái övezik, délnyugati irányban pedig a Pécsi-síkság terül el. Jelentős ásványkincs lelőhely. Pécs szénbányászati múltja jelentős. A mecseki karsztvíz méltán híres a benne egyensúlyban lévő ásványanyag tartalma miatt.

### Fekvése
Pécs városa az ország délnyugati szélén, a horvát határ közelében található, a Dunától 45–50 km-re nyugatra. Viszonylag közel fekszik a városhoz Magyarország, Horvátország és Szerbia hármashatára. Budapesttől 200 km-re délre található, a legközelebbi nagyobb város a 66 km-re található Kaposvár, míg a legközelebbi másik megyeszékhely a 60 km-re fekvő Szekszárd. A legközelebbi nem Baranya vármegyében található település a Bács-Kiskun vármegye délnyugati részén található Dávod. Déli fele sík, míg az északi része a Mecsek-hegység déli lankáira kúszik fel, és völgyeibe nyúlik be.
A város délről nyitott, északról védi a Mecsek vonulata, amely dél felől, a Pécsi-síkság átlag 120-130 méter közötti magasságából hirtelen emelkedik 400-600 méter magasságig. A Nyugati-Mecsekben található Jakab-hegy 593 m magas, közvetlen Pécs felett a Közép-Mecsekben a Tubes 612 m, a Misina 534 m. A településrészek átlagosan 200–250 m magasságig kúsznak fel a hegy lejtőire, vonatkozik ez Pécsbányára, Mecsekszabolcsra, Vasasra és Somogyra is. A szőlőterület egy viszonylag keskeny sávra húzódott vissza. A Mecsek erdei általában 300 méter magasságban kezdődnek. A hegyvidéket több völgy tagolja, az onnan érkező vizeket az ÉK-DNY irányban futó Pécsi-víz gyűjti össze és vezeti a Fekete-vízbe, az pedig a Drávába torkollik.

### Éghajlata
Pécs a 46. földrajzi szélességi és a 18. hosszúság fokon helyezkedik el, a tengerszint feletti átlagosan 201 méteres magasságban. A várost három éghajlati hatás éri: kontinentális, mediterrán, és óceáni. Nyugat felől az óceáni, északkelet felől a száraz kontinentális, és dél felől a mediterrán éghajlat fejti ki hatását, ennek köszönhetően Pécs három éghajlattípus ütközőzónájában található. Az átlagos évi középhőmérséklet 8,9 Celsius-fok, az átlagos évi csapadékmennyiség 624 mm, az éves napsütéses órák száma 2081. Földrajzi helyzete klimatikus szempontból kiemelkedően kedvező a még ma is számottevő arányban erdővel borított Mecsek határán. A fülledt nyári napokon esténként a hegyek irányából meginduló hűvös légáramlás hűti és tisztítja a város levegőjét.
| Hónap                                           | Jan. | Feb. | Már. | Ápr. | Máj. | Jún. | Júl. | Aug. | Szep. | Okt. | Nov. | Dec. | Év   |
| ----------------------------------------------- | ---- | ---- | ---- | ---- | ---- | ---- | ---- | ---- | ----- | ---- | ---- | ---- | ---- |
| Átlagos max. hőmérséklet (°C)                   | 2,7  | 5,5  | 10,9 | 16,0 | 21,3 | 24,3 | 26,7 | 26,6 | 21,8  | 15,8 | 8,3  | 3,9  | 15,4 |
| Átlaghőmérséklet (°C)                           | −0,3 | 1,7  | 6,1  | 10,7 | 15,8 | 18,8 | 20,8 | 20,7 | 16,5  | 11,1 | 4,8  | 1,1  | 10,7 |
| Átlagos min. hőmérséklet (°C)                   | −2,9 | −1,5 | 1,9  | 6,0  | 11,0 | 13,7 | 15,0 | 15,2 | 11,7  | 6,9  | 1,9  | −1,3 | 6,5  |
| Átl. csapadékmennyiség (mm)                     | 34   | 29   | 32   | 51   | 62   | 84   | 62   | 61   | 55    | 49   | 58   | 47   | 624  |
| Havi napsütéses órák száma                      | 68   | 105  | 151  | 183  | 245  | 259  | 289  | 269  | 203   | 159  | 85   | 65   | 2081 |
| Forrás: Országos Meteorológiai Szolgálat (OMSZ) |      |      |      |      |      |      |      |      |       |      |      |      |      |

## Története

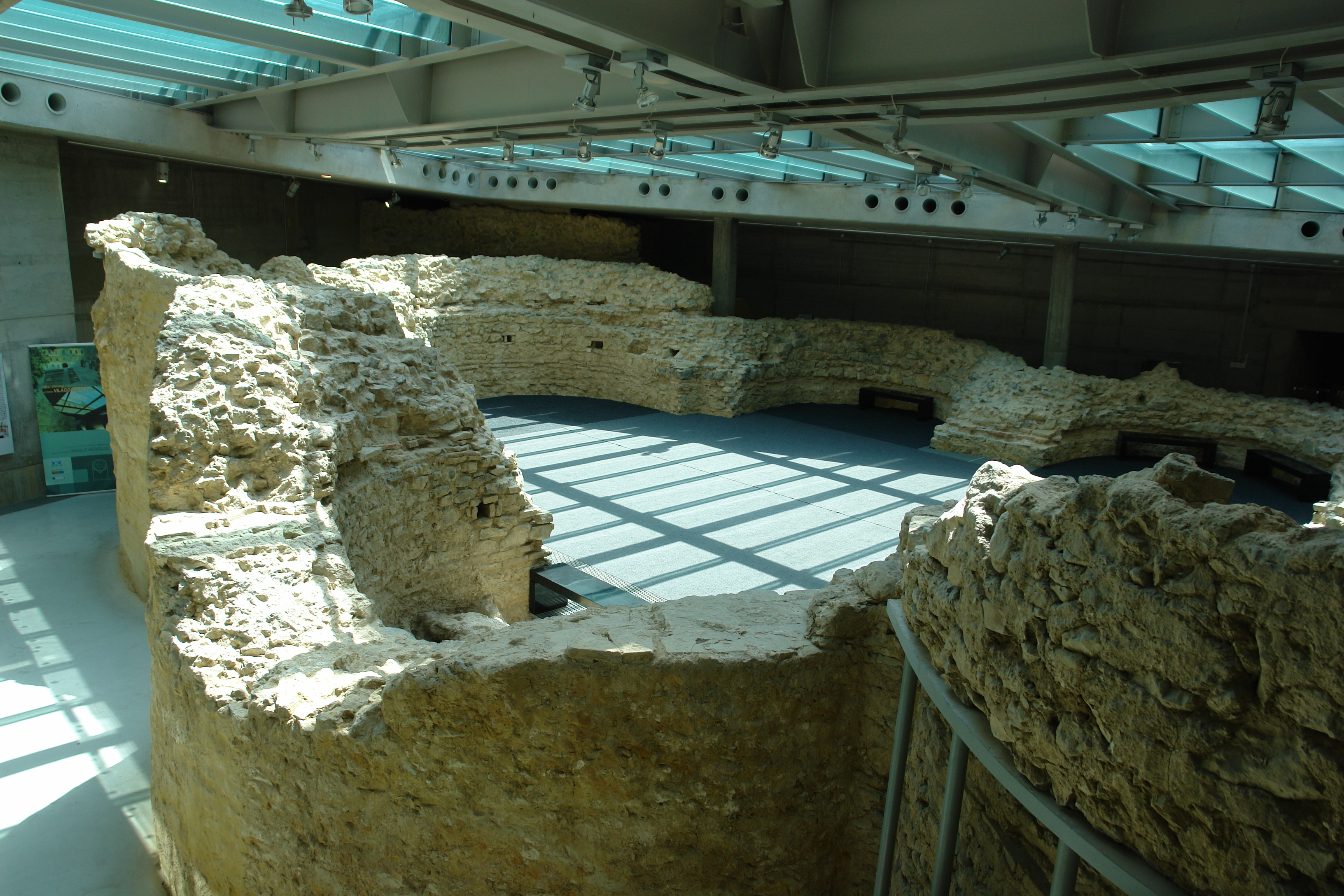
A Cella Septichora (hétkaréjos sírkápolna) Sopianae egykori ókeresztény temetőjében
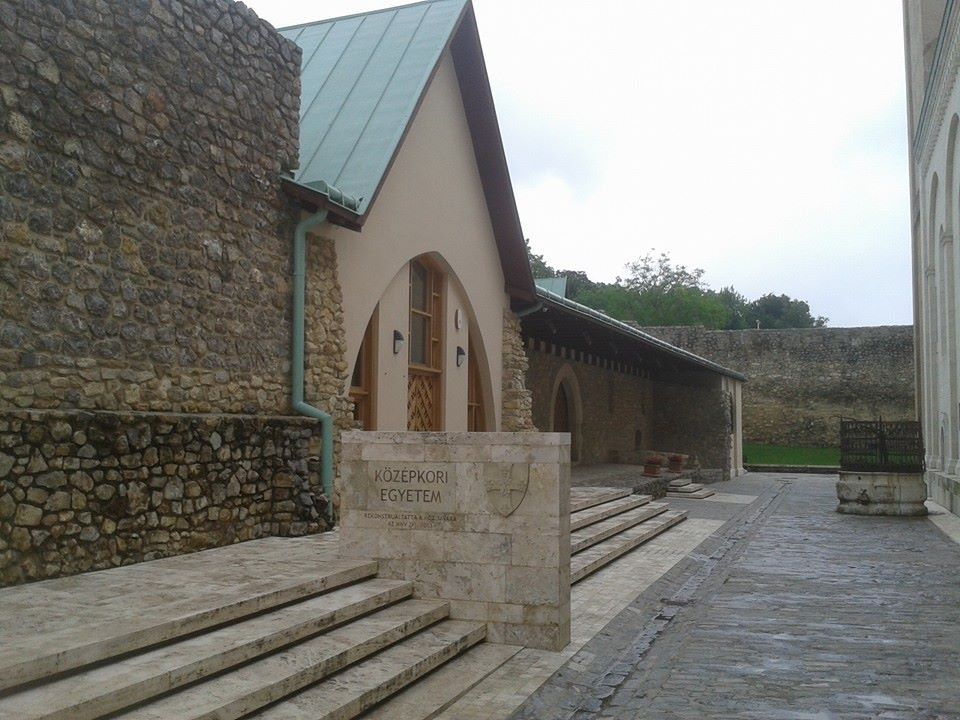
A Pécsi középkori egyetem feltételezett épülete
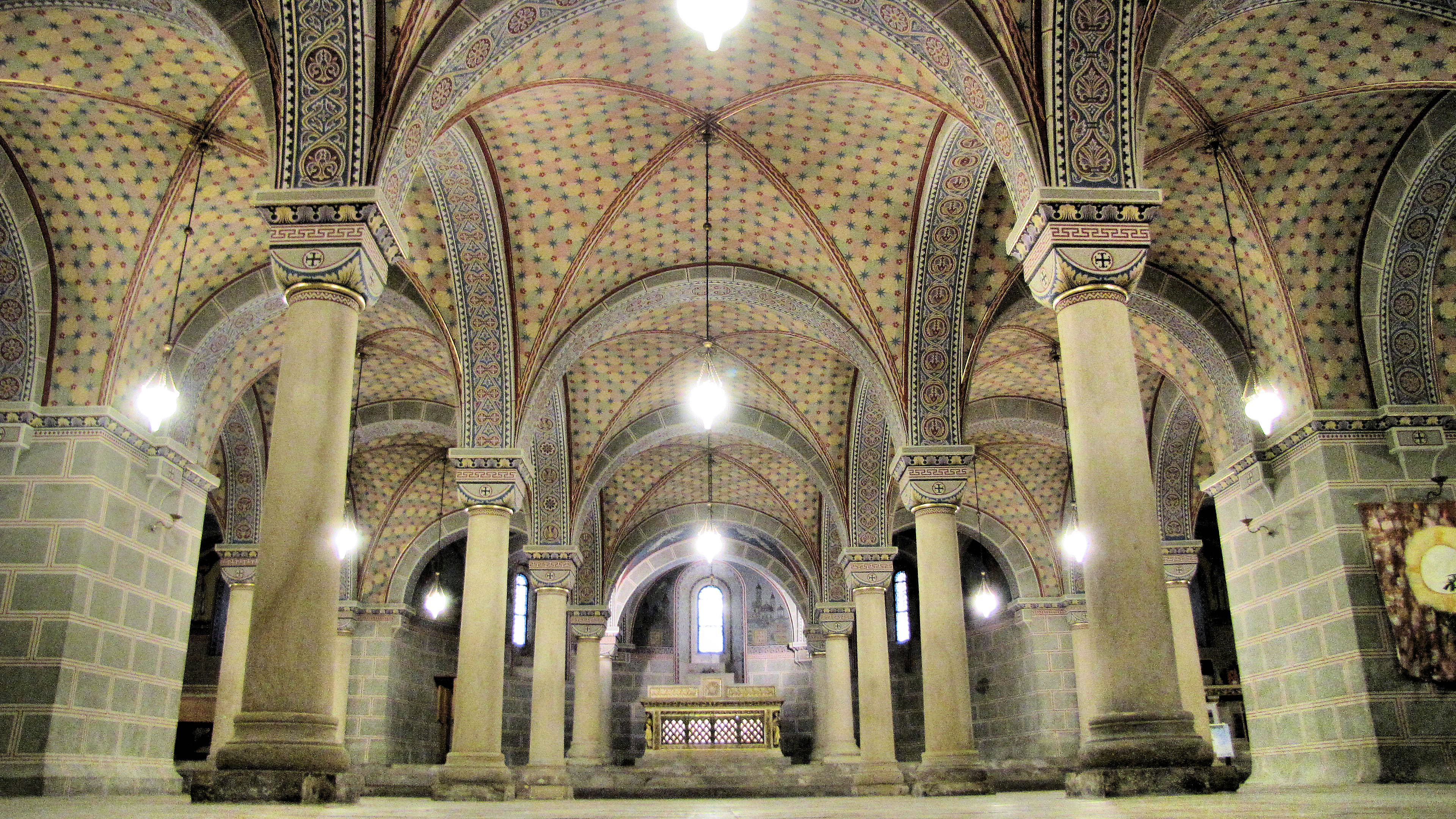
A székesegyház altemploma
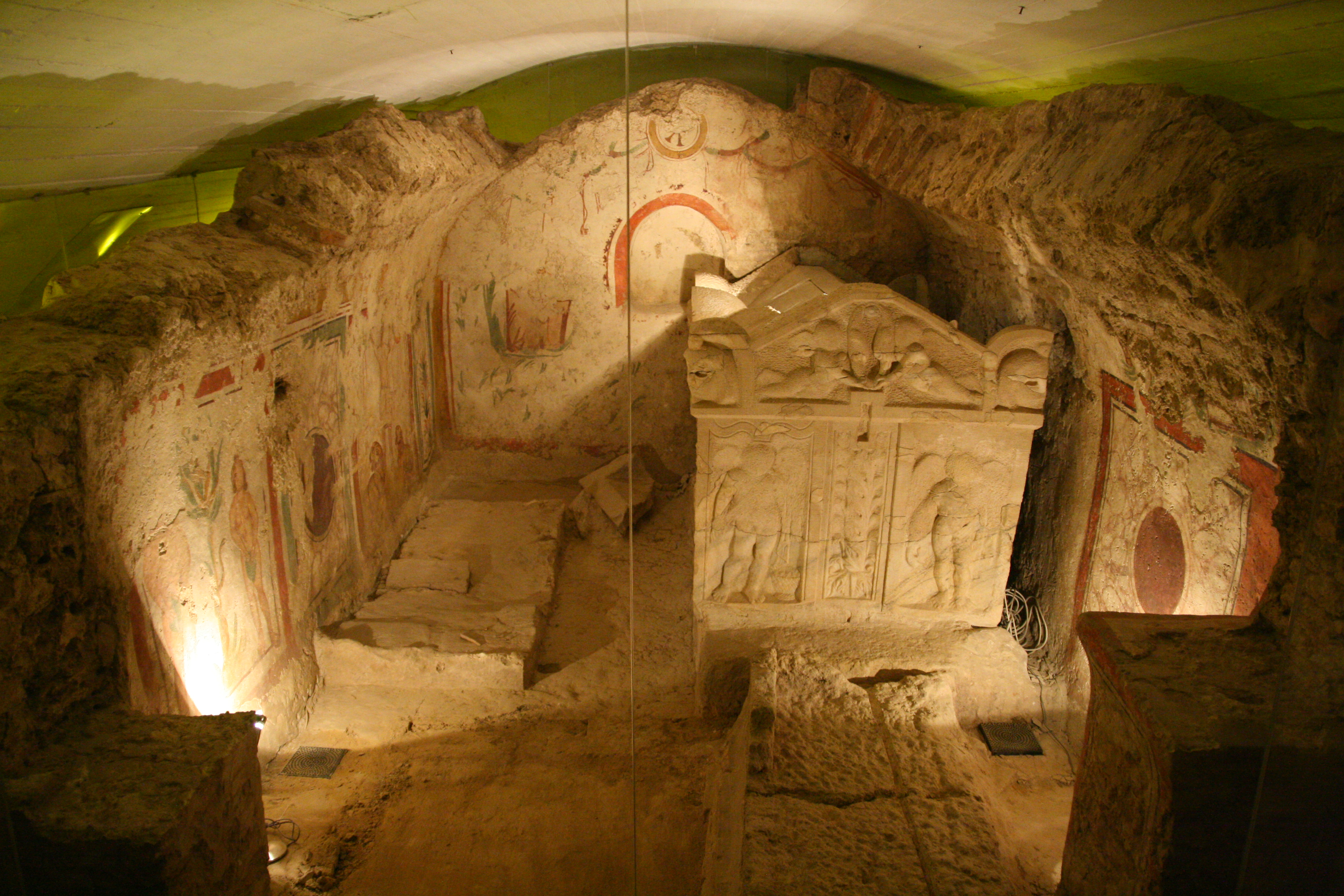
A Pécsi ókeresztény sírkamrák egyik kamrája
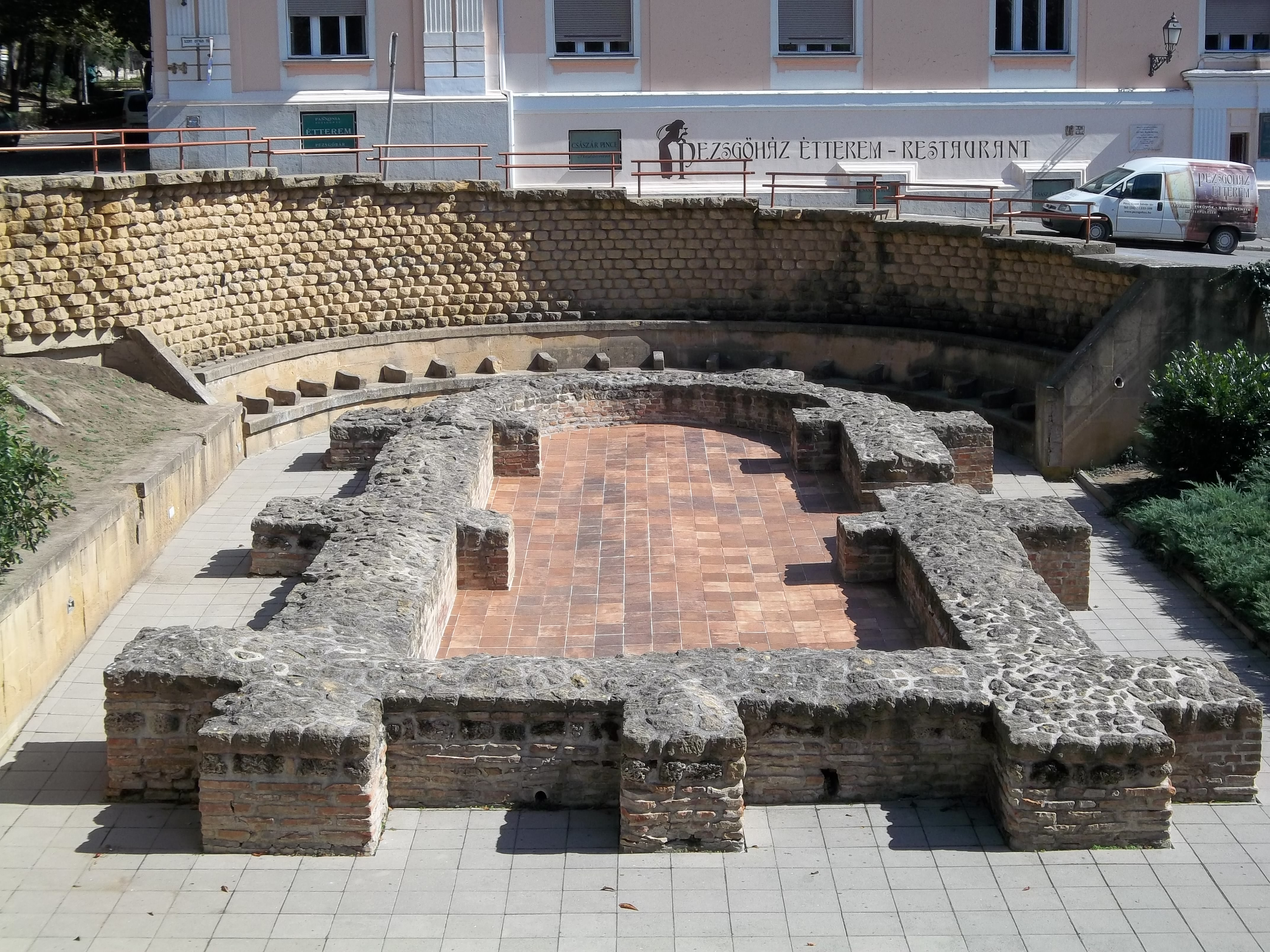
Az Ókeresztény Mauzóleum épülete a Szent István téren

A Mecsek barlangjaiban már 60-80 ezer évvel ezelőtt is éltek emberek, a Makár-hegy körülbelül hatezer éves neolitikus településnek adott otthont, a Jakab-hegyen pedig kelta sáncrendszer állt. A rómaiak előtt (a keltákon kívül) illírek is laktak a környéken. Sopianae városát a rómaiak alapították a Kr. u. első század második felében, amikor a Dunántúl a Római Birodalom Pannonia provinciája volt. Városi rangot Hadrianus császár uralkodása idején (117–138) kapott, majd a 3. században Diocletianus ideje alatt, Sopianae lett Valeria tartomány fővárosa. A római vízvezeték egyes részei a mai napig láthatóak.
A 4. század első felében terjedt el a kereszténység. Az első keresztény temetők a városban ebben a korban keletkeztek, azon a helyen, ahol ma a székesegyház áll. A század végére a barbár betörések és a hunok hódításai következtében a rómaiak hatalma gyengült a térségben. Mikor Nagy Károly csapatai megérkeztek, a várost már avarok és szlávok lakták. Nagy Károly rövid időre a Frank Birodalomhoz csatolta a területet. Egyházi szempontból a salzburgi püspökséghez tartozott.

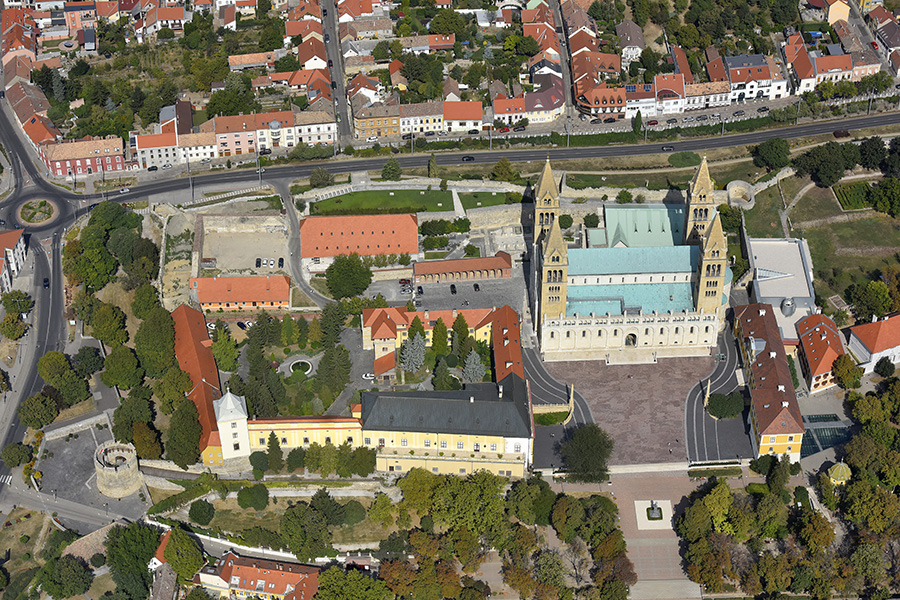
A székesegyház – légi felvétel (Pécs)

A kora középkorban egy salzburgi dokumentum említi először a várost Quinque Basilicae („öt székesegyház”) néven, 871-ben. A honfoglalás után nem Pécs, hanem a közeli Baranyavár lett az újonnan megalapított Baranya vármegye központja, Pécs azonban fontos egyházi központ, püspöki székhely maradt. Latin nyelvű dokumentumok Quinque Ecclesiae („öt templom”) néven említik. I. István király 1009-ben megalapította a pécsi püspökséget, amelynek Orseolo Péter magyar király építtetett székesegyházat. 1065-ben a székesegyház leégett és csak ezután épült a ma is létező székesegyház.
A várost 1235-ben említik először Pécs néven; egy feljegyzésben fordul elő a Pechyut (pécsi út) név. A városban több szerzetesrend is megtelepedett, elsőként a bencések 1076-ban. 1181-ben már kórház állt a városban. Az első dominikánus kolostor 1238-ban épült Pécsett. Nagy Lajos 1367-ben egyetemet alapított Pécsett, alkancellárja, Vilmos pécsi püspök tanácsára. Ez volt Magyarország első egyeteme. Szívesen tartózkodott a városban Mátyás király, s fia, Corvin János herceg is. 1459-ben Janus Pannonius humanista költő lett Pécs püspöke; ő tovább erősítette a város kulturális jellegét. 1476-ban itt ülésezett az országgyűlés, majd 1485-ben II. Ulászló magyar király és a török porta 3 évi fegyverszünetet kötött a városban. A mohácsi csata után (1526) Nagy Szulejmán seregei kifosztották Pécset, lemészárolták a lakosságot, és felégették a várost. 1543 júniusában Pécs önként megnyitotta a kapuit az oszmán sereg előtt. Az oszmánok megerősítették és igazi keleti várossá formálták Pécset. A templomokat mecsetté alakították, török fürdők, türbék épültek, Korán-iskolákat alapítottak (medresze) és a Tettyén szufi kolostort is építettek (tekke). Pecsuj (Pécs) jelentős balkáni kereskedővárossá alakult, aminek szépségét a híres török utazó, Evlija Cselebi Isztambulhoz hasonlítja.

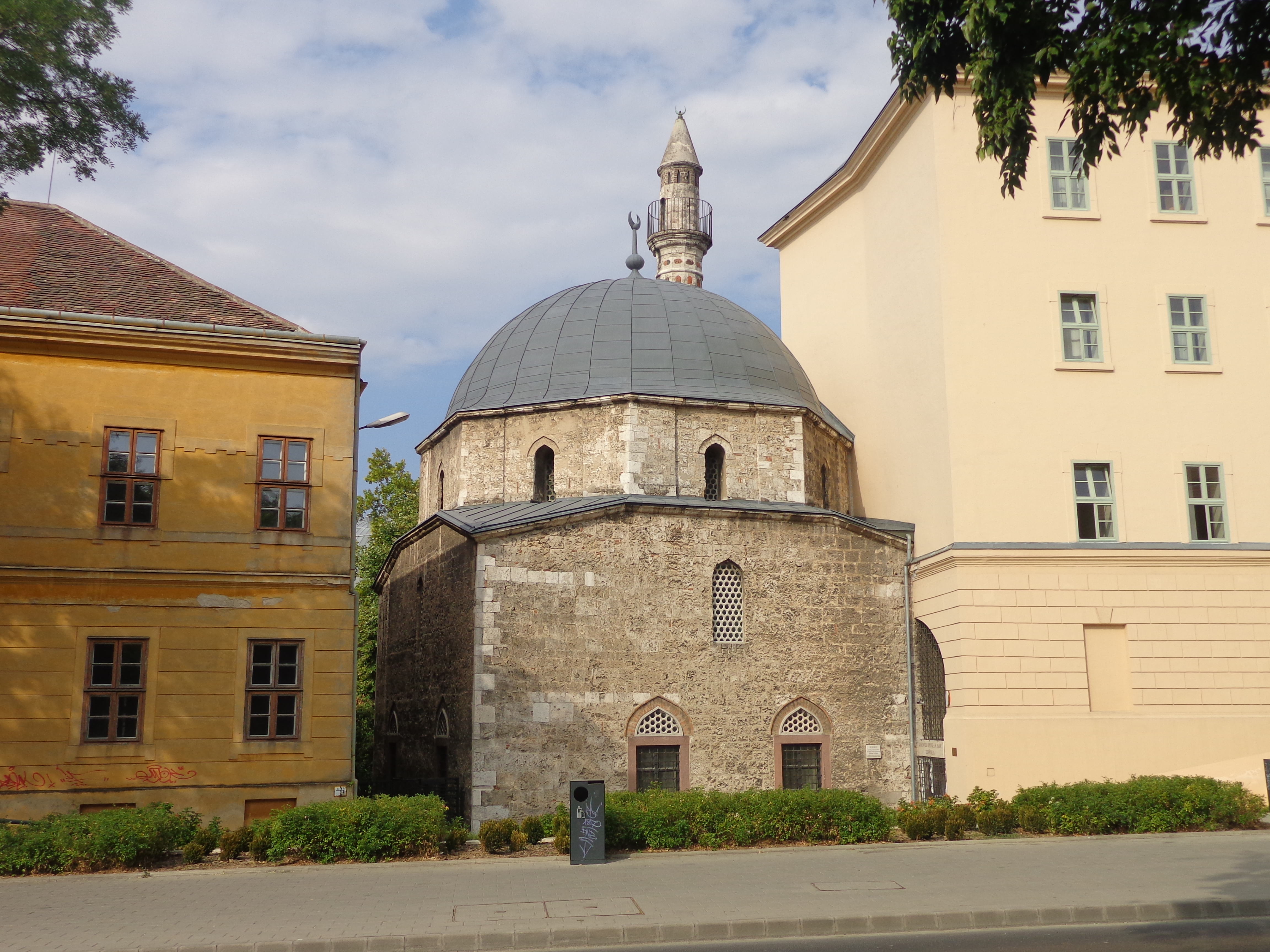
Jakováli Hasszán dzsámija a Kórház téren

1664-ben Zrínyi Miklós csapatai a Mecsekről mozsárágyúkkal lőtték szét a várost, majd kifosztották és felégették; a pécsi várat viszont nem sikerült bevenniük. Ekkor azonban elpusztult a középkori Pécs (lásd bővebben: Pécs ostroma 1664-ben). Buda felszabadítása után (1686) a keresztény felszabadító sereg szintén hatalmas rombolás árán tudta visszaszerezni a várat október 22-én. A városban uralkodó haditörvényszék Karl von Thüngen parancsnok irányítása alatt először el akarta pusztítani Pécset, de később úgy döntöttek, hogy megtartják a még mindig török kézen lévő Szigetvár ellensúlyozása végett. A 2011-es kutatások szerint a török korban Pécs lakosságának 2/5-e volt magyar és a lakosság több mint fele volt délszláv. A város vezetői muzulmán délszlávok voltak.
1688-ban a dél-német tartományokból telepesek érkeztek a városba az elmenekült és legyilkolt lakosság pótlására. Az elkövetkezendő időkben Pécs népességének körülbelül egynegyede volt magyar, a többiek németek, illetve délszlávok voltak. A fallal körülvett belvárosba jellemzően német lakosság költözött, a délszlávok a falon kívüli külvárosokban telepedtek le, míg a magyar kisebbség nagyrészt a város környéki szőlőhegyeken lakott. Pécs nem támogatta a Rákóczi-szabadságharcot, ezért II. Rákóczi Ferenc seregei 1704-ben kifosztották a várost. A 18. században fejlődésnek indult az ipar, céhek alakultak és fellendült a kereskedelem.

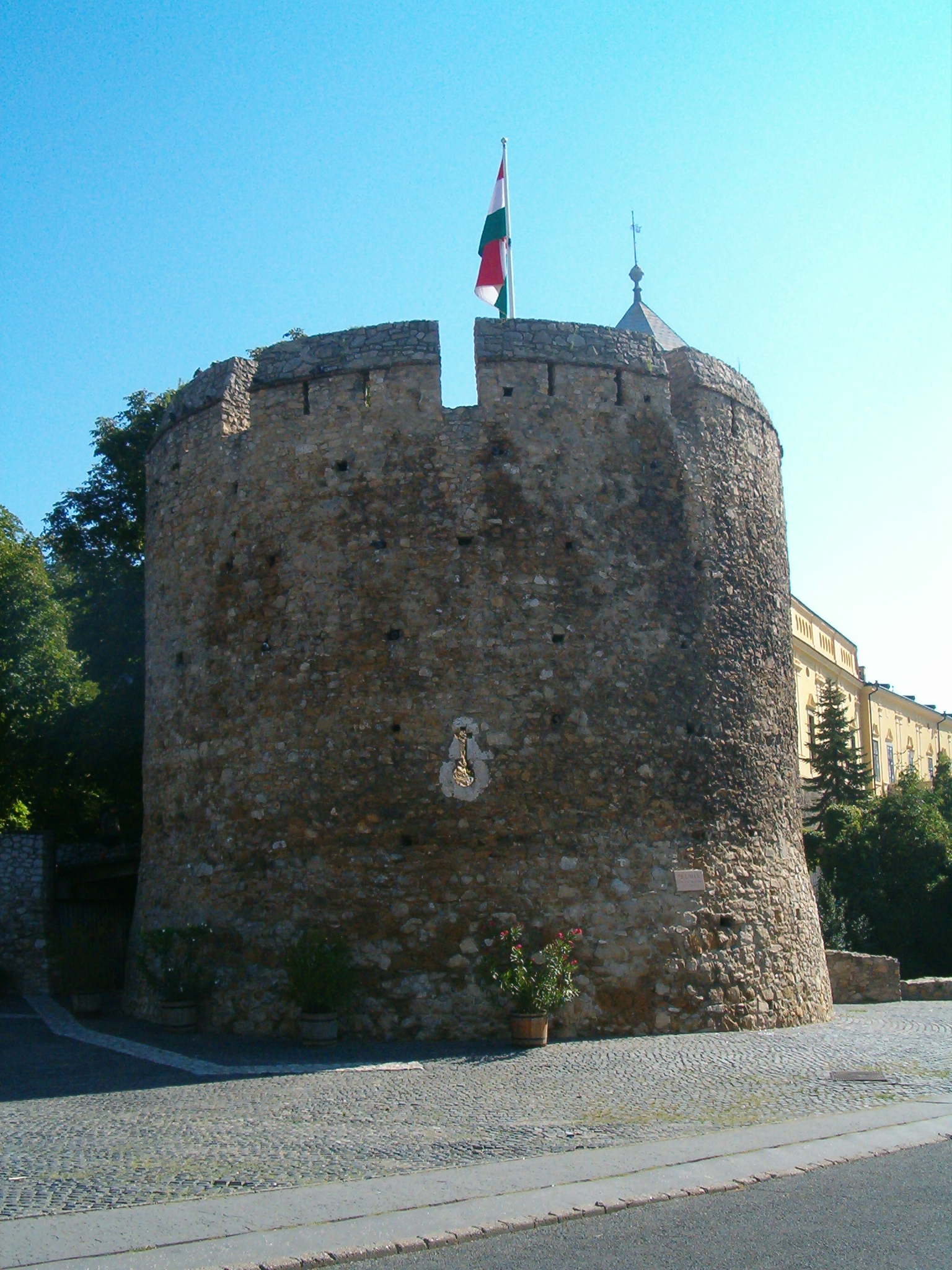
A Barbakán

A város szeretett volna megszabadulni hűbérurától, a pécsi püspöktől és szabad királyi várossá válni. Klimó György püspök ebbe bele is egyezett volna, azonban Róma megtiltotta neki. Végül Mária Terézia idején 1780-ban, miután a püspök meghalt, a várost szabad királyi város rangra emelte, még mielőtt az új püspököt kinevezték volna. A 19. század eleje a polgárság meggazdagodásának korszaka volt. 1839-ben felépült a város első kőszínháza és a manufaktúrák némelyike országszerte ismert volt. A legfontosabb vállalkozók a Hamerli-, a Höfler-, az Erreth-, az Angster-, és a Zsolnay családok voltak. A várost I. Ferenc József két alkalommal is meglátogatta. Az 1848–49-es forradalom és szabadságharc idején Pécset rövid ideig horvát sereg tartotta megszállva, majd 1849 januárjában Habsburg-csapatok élén Jellasics császári vezér vonult be a városba. A kiegyezés (1867) és az alkotmány helyreállítása után Pécs gyorsan fejlődött, mint az ország legtöbb városa. 1868-tól vasút kötötte össze Barccsal, 1882-tól Budapesttel is.
Az első világháború végén Baranya déli részét szerb-antant csapatok foglalták el, akik megszállva tartották a várost 1921-ig; ez idő alatt a Baranya–bajai Szerb–Magyar Köztársaság része. A szerb megszállás és rablás visszavetette a pécsi ipar és kereskedelem fejlődését. A második világháború alatt Pécs csak kisebb károkat szenvedett, annak ellenére, hogy 20-25 kilométerre délre, Villány környékén nagy tankcsata zajlott. Ez annak köszönhető, hogy a város nyugalmazott katonai parancsnoka, Péchy Kálmán, rábeszélte az akkori német vezetést a város katonai kiürítésére. Így a várost csupán egy kisebb bombatámadás érte a vasútállomás környékén. Az 1940-es évek vége felé az addigi magántulajdonosokat megfosztották vagyonuktól, az ipari üzemek pedig állami tulajdonba kerültek.
A háború után addig soha nem látott mértéket öltött Pécs fejlődése. A város Magyarország egyik ipari központjává nőtte ki magát. Óriásit fejlődött a bányaipar – feketeszén, majd uránérc. A város lakossága emiatt jelentősen megnőtt. Az 1980-as években már 180 000 lakója volt. Sikeres volt az építőipar. Tevékenysége révén két új városrész született meg (Kertváros és Uránváros), valamint kiépült a távfűtés rendszere is. Fejlődött a Mecseki Parkerdő, ahol társadalmi munkában felépült a vidámpark, az állatkert, és a mostani Mecseki kisvasút elődje az Úttörővasút. Számos új kirándulóhely, üdülőfalu épült ki a város környékén. A Misinatetőn a korábbi televíziós torony és kilátó helyére új tornyot építettek, ami azóta Pécs egyik jelképévé vált.
A Magyar Néphadsereg átalakítása Pécs városát is érintette. A kertvárosi Bajcsy-Zsilinszky Endre Laktanyában állomásozó 22. Gépesített Lövészezred felszámolásra került 1987-ben, majd 4 évvel később maga a laktanya is bezárt.

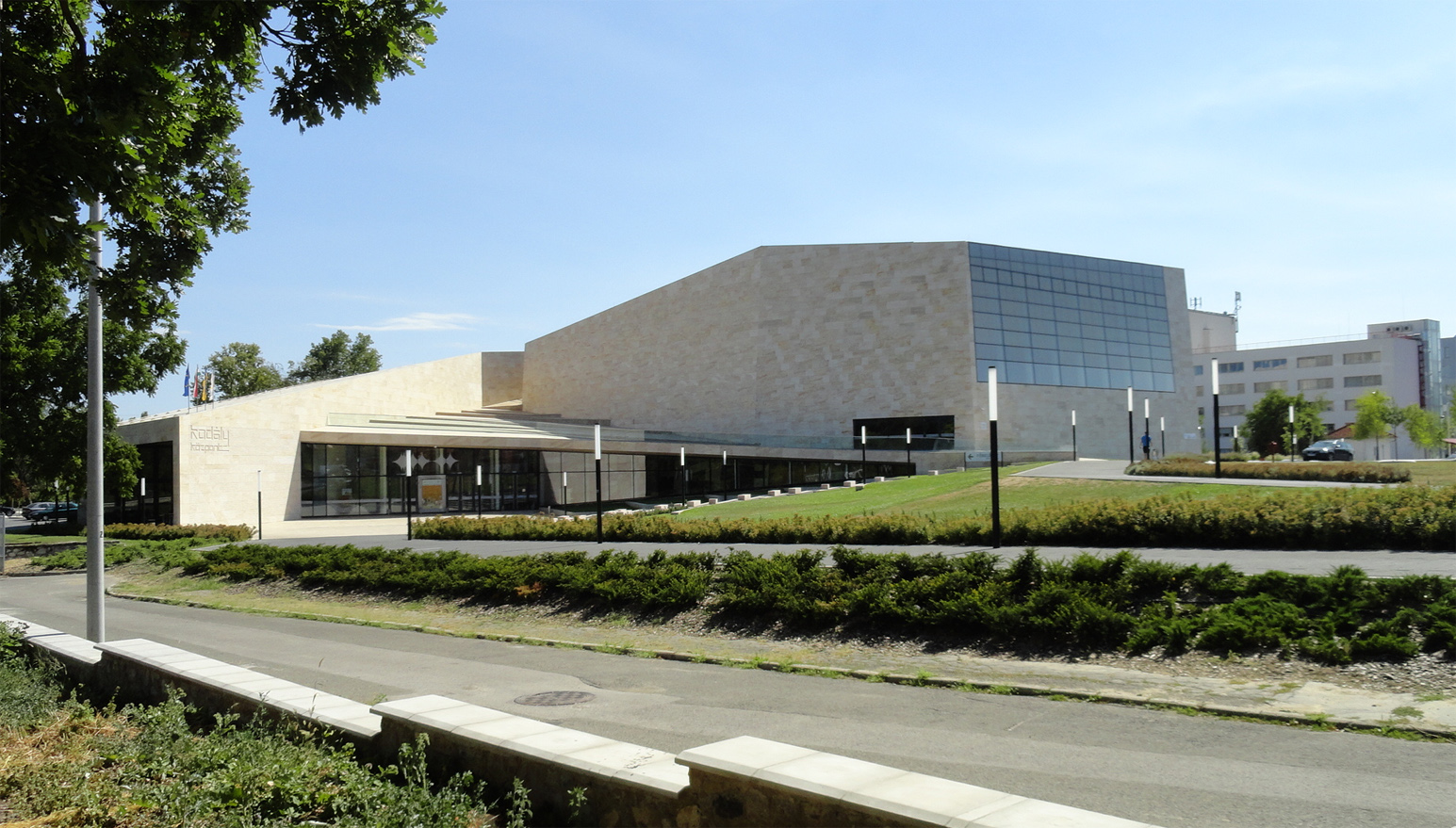
A 2010-ben épült Kodály Központ

A rendszerváltás utáni idők Pécset érzékenyen érintették, az ipari üzemeket a gazdaságtalanságra hivatkozva szinte kivétel nélkül bezárták, az új ipartelepítések jelentéktelen szinten maradtak a korábbiakhoz képest, a munkanélküliség hatalmasra nőtt. Az 1990-es években a délszláv háború közelsége a turizmust is jelentősen visszavetette. Az utolsó időkben már csak jelentéktelen szinten működő szénbányászat 2004 májusában szűnt meg. A 2000-es években megváltozott a város gazdasági szerkezete – egyre inkább a tudás-, az egészségügyi és a kulturális ipar lépett előtérbe. Magyarországon Pécs viselte 2010-ben Európa kulturális fővárosa (EKF) címet, amelynek keretében nagy beruházások történtek a városban, amelyek közül a legkiemelkedőbbek a Kodály Központ, a Dél-dunántúli Regionális Könyvtár és Tudásközpont, a Múzeumok utcája és a Zsolnay Kulturális Negyed voltak. A Pécsi ókeresztény sírkamrákat az UNESCO a világörökség részeként jegyezte be és elkészült az M6-os és az M60-as autópálya, amelyek Pécset Budapesttel kötik össze.

## Címere

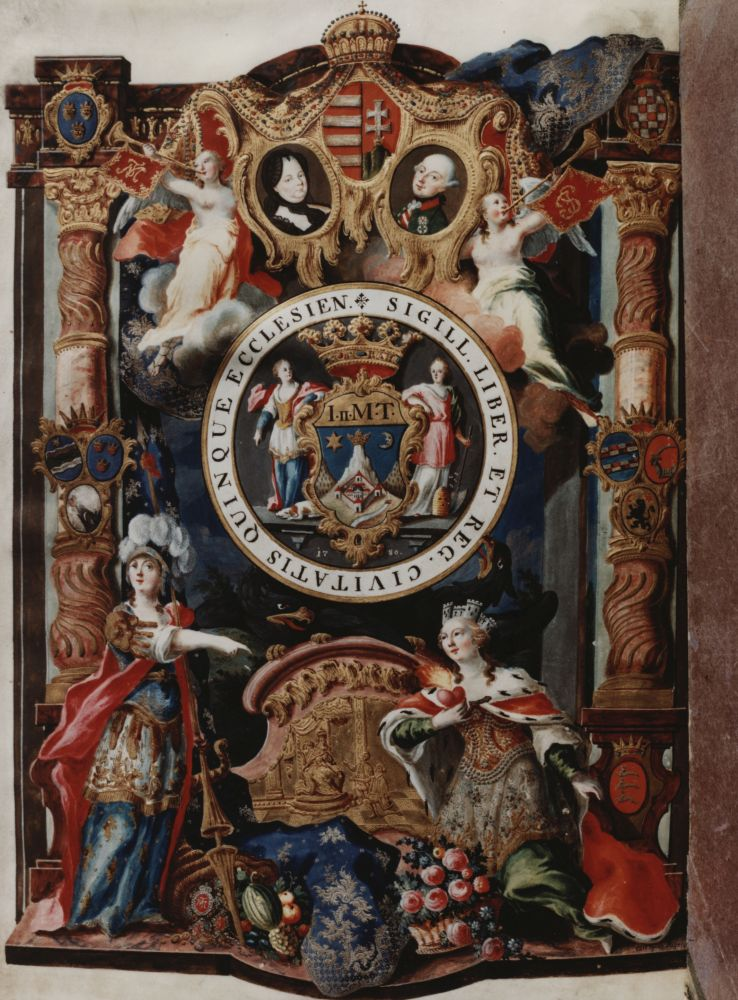
A címeren három hegycsúcs található, a fallal körülvett város, nyitott kapukkal, egy híd, egy csillag, a hold, és „I II. M T” kezdőbetűk

Az 1780. évben Mária Terézia által adományozott, szabad királyi városi státuszt biztosító szabadalomlevél közepén lévő címer, két változatban – címerpajzs és a nagycímer – használható.
A címerpajzs: „…a pajzs kék színű, melynek zöld alsó részéből három hegycsúcs emelkedik ki. Ezek egymástól elkülönülnek. A középső, mely a város felé fekszik, a Mecseknek nevezett hegyet ábrázolja és egyszerű arany koronával van ékesítve. Ennek tövénél a nevére való utalással látható ugyanaz a szabad és királyi város, melyet fal vesz körül, négy sarkánál ugyanannyi tárt kapu, csúcsos tornyocskákkal, piros tetőzettel. Feltűnő az ötödik, a középen lévő székesegyház tornyának arannyal és szabályos rendben elhelyezett ablakainak rajzával díszített építménye. Jobb oldalról az Aranyhegy nevezetű, bal oldalról a másik hegy, a Tettye látszik, melynek tövéből ugyanazon nevű folyócska csörgedezik, zöld réten át.
A bal oldali csúcsos tornyocska vidékéről aranyozott szalag vezet, mely hidat jelez. A felső részen egyik oldalról arany színű hatágú csillag, a másik oldalon ezüst színű felkelő hold tündököl. A pajzs homlokrészén felül van elhelyezve, nemesebb színnel festve, a mi különleges kegyelmünkből a legfenségesebb császárnak, a mi legdrágább fiunknak és a mi saját kezdőbetűink I(osephus) II. M(aria) T(heresia) olvashatók.”
A nagycímer a címerpajzson kívül az alábbiakat is tartalmazza: „Az egész pajzsot egyszerű arany korona fedi, kétoldalt oszlopok szerepét betöltő alakok állnak egymással szemben. Két nőalak tartja a pajzsot. Innét (jobbról) a hűség, arany mellvértben, kék tógában, hátul lebegő, skarlátszerű uszályban öltözötten. Lábainál homályos foltokkal tarkázott fehér kutya hever, melynek nyakát piros örv veszi körül. Amonnét (balról) az ipar, hosszú fehér ruhába öltözötten, mely felett a másik, a rövidebb mínium színű. Zöldes uszály a bal vállán átvetve. Baljában ásót tart, lábainál aranyozott méhkas helyezkedik el, felül négy méhecske röpköd. További négy méhecske a méhkas előtt látható. Két oldalról egymással szemben az alakok a pajzsot tartják.” A teljes hivatalos városcímernek karimája is van, amelyen a következő felirat olvasható: „S.IGILLUM LIBERAE REGIAEQUE CIVITATIS QUINQUE ECCLESIENSIS”.
A címert 1780 és 1950 között, valamint 1989 óta használják, 1974 és 1989 között – a szocialista gyakorlatnak megfelelően – antiheraldikus címert használtak.

## Politikai élete

### A 2024-es önkormányzati választás eredménye
- A polgármester-választás eredménye[49]

| Jelölt neve           | Jelölő szervezet(ek) | Jelölő szervezet(ek)                                                       | Szavazatok száma | Szavazatok aránya |
| --------------------- | -------------------- | -------------------------------------------------------------------------- | ---------------- | ----------------- |
| Péterffy Attila       |                      | Pécs Jövőjéért Egyesület – DK – Jobbik – Momentum – MSZP – Forum Sophianae | 28 029           | 46,05%            |
| Csizmadia Péter       |                      | Fidesz – KDNP – ÖPE                                                        | 21 778           | 35,78%            |
| Szentgyörgyváry Péter |                      | Független                                                                  | 5572             | 9,15%             |
| Dr. Sándor Zoltán     |                      | Mi Hazánk                                                                  | 2346             | 3,85%             |
| Bognár Szilvia        |                      | TEE Egyesület                                                              | 2262             | 3,72%             |
| Lajos Milán           |                      | Független                                                                  | 883              | 1,45%             |
| Összesen              |                      |                                                                            | 60 870           | 100%              |

- A 2024-es időközi önkormányzati választás eredménye[50][51]

| Párt | Párt                                                                       | Mandátumok | Képviselő-testület | Képviselő-testület | Képviselő-testület | Képviselő-testület | Képviselő-testület | Képviselő-testület | Képviselő-testület | Képviselő-testület | Képviselő-testület | Képviselő-testület | Képviselő-testület | Képviselő-testület | Képviselő-testület | Képviselő-testület | Képviselő-testület | Képviselő-testület | Képviselő-testület | Képviselő-testület |
| ---- | -------------------------------------------------------------------------- | ---------- | ------------------ | ------------------ | ------------------ | ------------------ | ------------------ | ------------------ | ------------------ | ------------------ | ------------------ | ------------------ | ------------------ | ------------------ | ------------------ | ------------------ | ------------------ | ------------------ | ------------------ | ------------------ |
|      | Pécs Jövőjéért Egyesület – DK – Jobbik – Momentum – MSZP – Forum Sophianae | 10         | P                  |                    |                    |                    |                    |                    |                    |                    |                    |                    |                    |                    |                    |                    |                    |                    |                    |                    |
|      | Fidesz – KDNP                                                              | 10         |                    |                    |                    |                    |                    |                    |                    |                    |                    |                    |                    |                    |                    |                    |                    |                    |                    |                    |
|      | MKKP                                                                       | 1          |                    |                    |                    |                    |                    |                    |                    |                    |                    |                    |                    |                    |                    |                    |                    |                    |                    |                    |
|      | Mi Hazánk                                                                  | 1          |                    |                    |                    |                    |                    |                    |                    |                    |                    |                    |                    |                    |                    |                    |                    |                    |                    |                    |
|      | TEE Egyesület                                                              | 1          |                    |                    |                    |                    |                    |                    |                    |                    |                    |                    |                    |                    |                    |                    |                    |                    |                    |                    |
|      | Mindenki Pécsért Egyesület                                                 | 1          |                    |                    |                    |                    |                    |                    |                    |                    |                    |                    |                    |                    |                    |                    |                    |                    |                    |                    |

### Országgyűlési képviselői

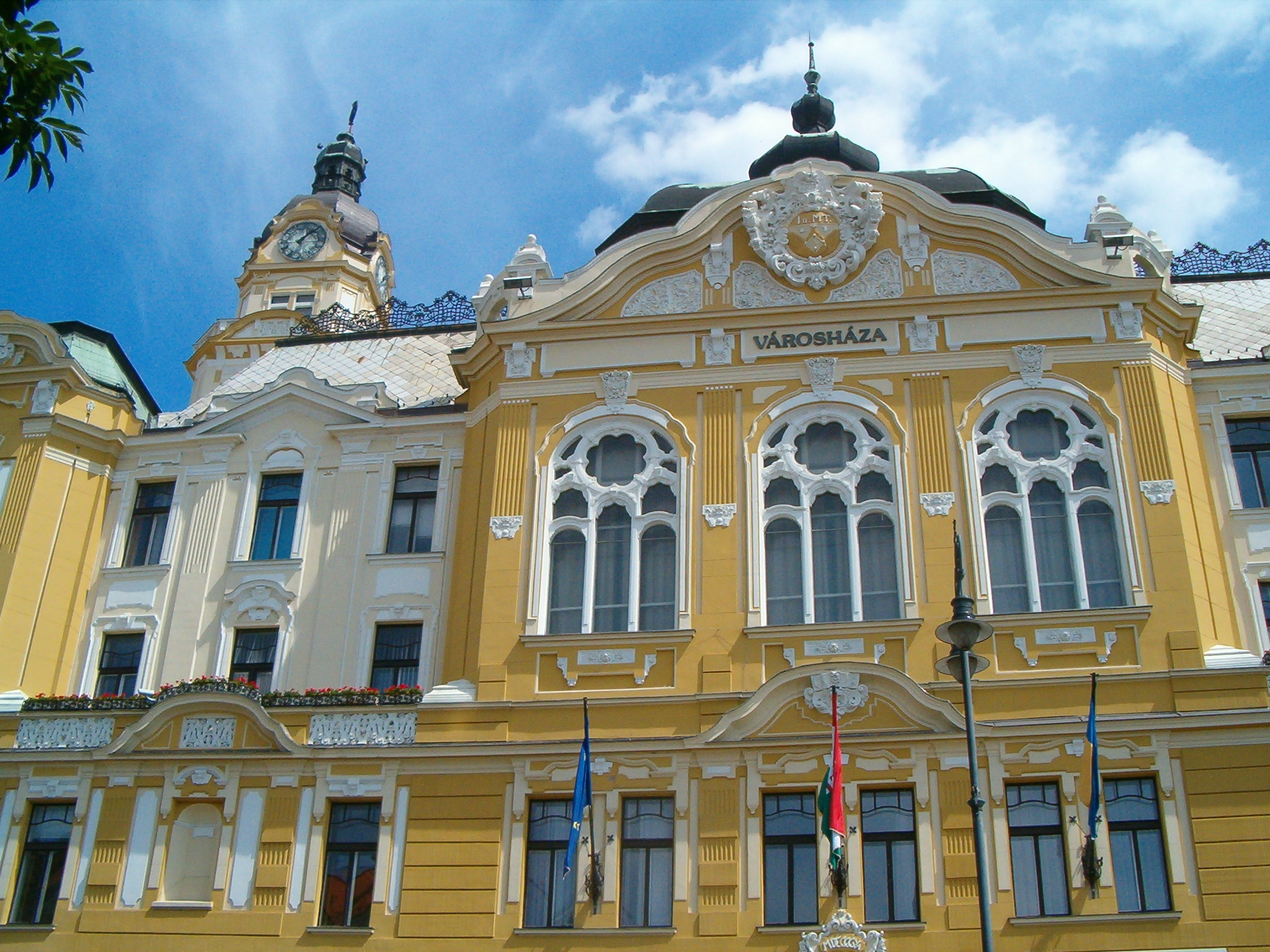
A pécsi városháza épülete a Széchenyi téren

A régi választójogi törvény, az 1989. évi XXXIV. törvény hatálya alatt a város három választókerülethez tartozott.
| Név                      |  | Párt   | Terminus  | Választókerület                            |
| ------------------------ |  | ------ | --------- | ------------------------------------------ |
| dr. Andrásfalvy Bertalan |  | MDF    | 1990–1994 | Régi Baranya megyei 1. sz. választókerület |
| Lusztig Péter            |  | MSZP   | 1994–1998 | Régi Baranya megyei 1. sz. választókerület |
| dr. Mikes Éva            |  | Fidesz | 1998–2002 | Régi Baranya megyei 1. sz. választókerület |
| dr. Kékes Ferenc         |  | MSZP   | 2002–2006 | Régi Baranya megyei 1. sz. választókerület |
| Bókay Endre              |  | MSZP   | 2006–2010 | Régi Baranya megyei 1. sz. választókerület |
| dr. Hoppál Péter         |  | Fidesz | 2010–2014 | Régi Baranya megyei 1. sz. választókerület |
| Pap András               |  | MDF    | 1990–1994 | Régi Baranya megyei 2. sz. választókerület |
| dr. Szili Katalin        |  | MSZP   | 1994–2010 | Régi Baranya megyei 2. sz. választókerület |
| Nagy Csaba               |  | Fidesz | 2010–2014 | Régi Baranya megyei 2. sz. választókerület |
| Bretter Zoltán           |  | SZDSZ  | 1990–1994 | Régi Baranya megyei 3. sz. választókerület |
| dr. Toller László        |  | MSZP   | 1994–2009 | Régi Baranya megyei 3. sz. választókerület |
| Kővári János             |  | Fidesz | 2010–2014 | Régi Baranya megyei 3. sz. választókerület |

Jelenleg a 2011. évi CCIII. törvény értelmében Pécs két országgyűlési egyéni választókerülethez tartozik, a Baranya vármegyei 1. sz. és a Baranya vármegyei 2. sz.-hoz
| Név              |  | Párt      | Terminus  | Választókerület                                                                 |
| ---------------- |  | --------- | --------- | ------------------------------------------------------------------------------- |
| Csizi Péter      |  | Fidesz    | 2014–2018 | Baranya vármegyei (2022-ig: megyei) 1. sz. országgyűlési egyéni választókerület |
| dr. Mellár Tamás |  | Párbeszéd | 2018–     | Baranya vármegyei (2022-ig: megyei) 1. sz. országgyűlési egyéni választókerület |
| dr. Hoppál Péter |  | Fidesz    | 2014–     | Baranya vármegyei (2022-ig: megyei) 2. sz. országgyűlési egyéni választókerület |

További pécsi kötődésű országgyűlési képviselők a 2018–2022-es parlamenti ciklusban:
- Dr. Keresztes László Lóránt (LMP) – az LMP országos listáján szerzett mandátumot.
- Dr. Tóth Bertalan (MSZP) – az MSZP országos listáján szerzett mandátumot.
- Dr. Szakács László (MSZP, 2021-ig) az MSZP országos listáján szerzett mandátumot (a 2021-es magyarországi ellenzéki előválasztáson a Baranya megyei 2. sz. országgyűlési egyéni választókerületben nyert).

### Polgármesterei (1990 óta)
- 1990–1994: Krippl Zoltán[56] (SZDSZ)
- 1994–1998: Dr. Páva Zsolt (SZDSZ-MDF-Fidesz-FKgP)[57]
- 1998–2002: Dr. Toller László (MSZP)[58]
- 2002–2006: Dr. Toller László (MSZP)[59]
- 2006–2009: Tasnádi Péter (MSZP)[60]
- 2009–2010: Dr. Páva Zsolt (Fidesz-KDNP)[61]
- 2010–2014: Dr. Páva Zsolt (Fidesz)[62]
- 2014–2019: Dr. Páva Zsolt (Fidesz-KDNP)[63]
- 2019–2024: Péterffy Attila (Mindenki Pécsért Egyesület;[64] később, 2021 júniusától Pécs Jövőjéért Frakciószövetség)[65]
- 2024– : Péterffy Attila (Pécs Jövőjéért Egyesület-DK-Jobbik-Momentum-MSZP-Forum Sopianae)[66]

Pécsett 2009. május 10-én azért kellett időközi polgármester-választást tartani, mert az előző polgármester 2009. január 27-én elhunyt.

### Nemzetiségi önkormányzatok
Pécsett a 2006-os választáson a Magyarországon elismert 13 nemzeti és etnikai kisebbség közül kilenc választott saját kisebbségi önkormányzatot. (Az alábbi táblázat utoljára 2009-ben frissült, így elavult lehet!)
| Pécsi kisebbségi önkormányzatok és elnökeik | Pécsi kisebbségi önkormányzatok és elnökeik |
| ------------------------------------------- | ------------------------------------------- |
| Pécsi Bolgár Kisebbségi Önkormányzat        | Bonev Jordan                                |
| Pécsi Cigány Kisebbségi Önkormányzat        | dr. Kosztics István                         |
| Pécsi Görög Kisebbségi Önkormányzat         | Georgiou Grigorisz                          |
| Pécsi Horvát Kisebbségi Önkormányzat        | dr. Gyurok János                            |
| Pécsi Lengyel Kisebbségi Önkormányzat       | Zemplényi Mária Jolanta                     |
| Pécsi Német Kisebbségi Önkormányzat         | dr. Frank Gábor                             |
| Pécsi Ruszin Kisebbségi Önkormányzat        | Csehily József Joszifovics                  |
| Pécsi Szerb Kisebbségi Önkormányzat         | Gorjánác Radován                            |
| Pécsi Ukrán Kisebbségi Önkormányzat         | dr. Petrov Anatolij                         |

### Városrészek
Pécs városrészeit öt nagy csoportra osztják. Belső városrészek (36 184), Mecsekoldal városrészei (31 421), Nyugati kereskedelmi övezet, Meszes és Uránváros részei (27 894), Pécs dél városrészei (59 662) és a csatolt falvak (6070). A sárga vonalak a főútvonalakat jelölik.

## Népesség
Pécs lakónépessége 2011. január 1-jén 156.049 fő volt, ami Baranya megye össznépességének 40,4%-át tette ki. Pécs a Dunántúl legnagyobb lakónépességű települése, országos viszonylatban pedig az 5. (csak Budapest, Debrecen, Szeged és Miskolc előzik meg). A város Baranya vármegye legsűrűbben lakott települése, abban az évben az egy km²-en lakók száma, átlagosan 958,7 fő volt. A népesség korösszetétele kedvezőtlen: A 2011-es év elején a 19 évesnél fiatalabbak népességen belüli súlya 20%, a 60 éven felülieké 24% volt. A nemek aránya kedvezőtlen, ugyanis ezer férfira 1181 nő jut. 2019-ben a férfiaknál 73,02, a nőknél 79,53 év volt a születéskor várható átlagos élettartam, mely kedvezőbb az országos átlagnál. A népszámlálás adatai alapján a város lakónépességének 10%-a, mintegy 15 870 személy vallotta magát valamely kisebbséghez tartozónak. Közülük német, cigány és horvát nemzetiséginek vallották magukat a legtöbben.
A 20. század felétől Pécs lakossága viharos gyorsasággal növekedett, egészen 1990-ig. Népességnövekedése – a legtöbb megyeszékhelyhez hasonlóan – az 1960-as években felgyorsult a szocializmus évei alatt. A legtöbben 1990-ben éltek a városban, 170.039-en, azóta egészen napjainkig csökken a város népessége, ma már kevesebben laknak Pécsett, mint 1970-ben.
A 2011-es népszámlálási adatok szerint a magukat vallási közösséghez tartozónak valló pécsiek túlnyomó többsége római katolikusnak tartja magát. Emellett jelentős egyház a városban, még a református és az evangélikus.

### Etnikai összetétel

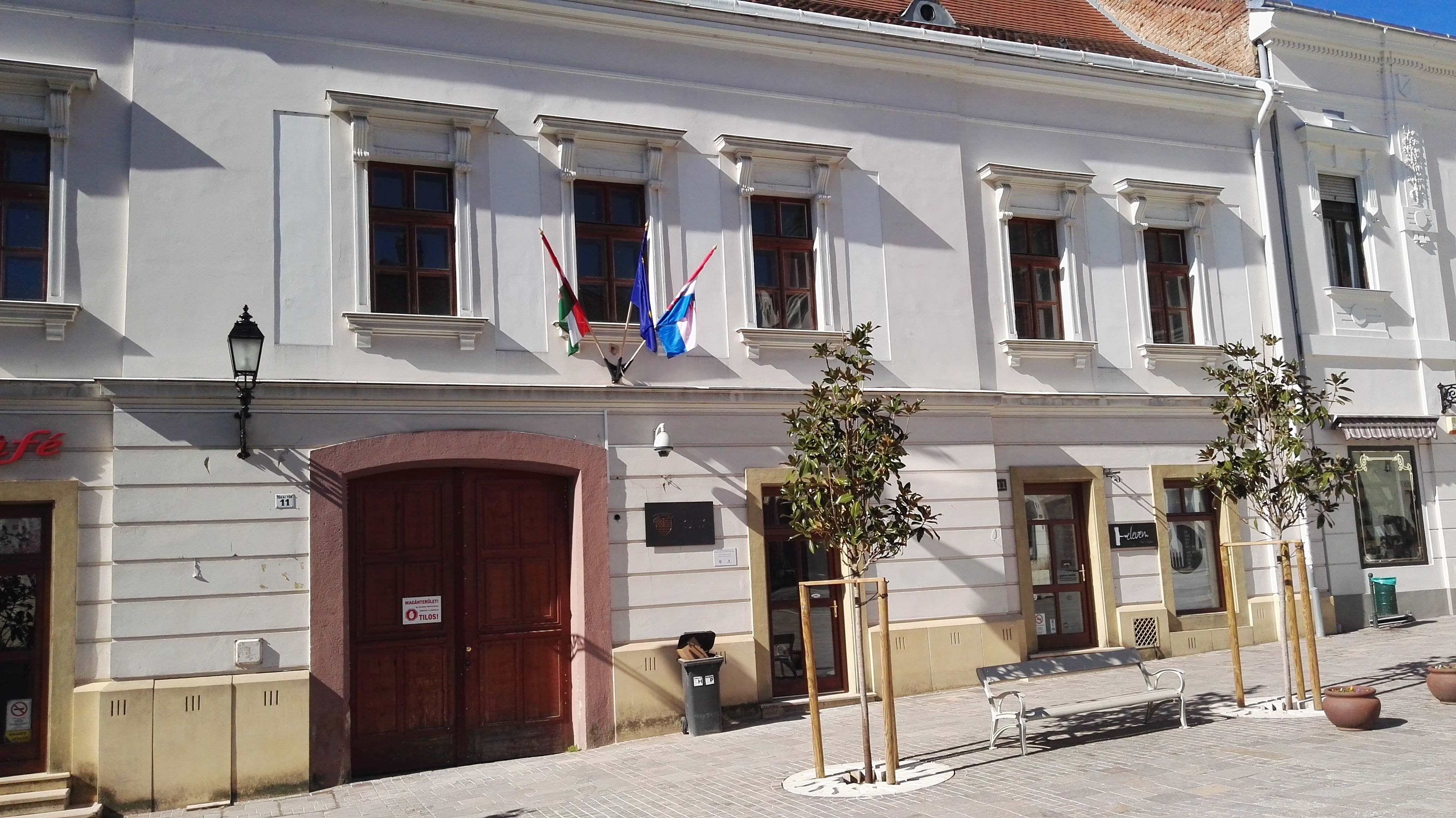
A Horvát Ház a Jókai téren

Pécs városa két, Magyarországon hivatalosan elismert nemzeti kisebbségnek is az egyik legjelentősebb központja: a németeknek és a horvátoknak. Érdekes megjegyezni, hogy amíg Pécs városának lakossága egész Magyarországhoz hasonlóan csökken, addig a kisebbségek száma kis mértékben növekedett az utóbbi néhány évtized alatt, azonban a cigányokat kivéve csak statisztikailag. A németek száma 1980-ban 996 volt, 1990-re 1704-re növekedett. A horvátok száma is kismértékben gyarapodott: 1980-ban 629-en, 1990-ben 637-en, 2001-ben 820-an vallották magukat horvát nemzetiségűnek a városban. A statisztikai adatokban a nemzetiségek számának növekedése főleg a megváltozott társadalmi légkörnek és az új népszámlálási kérdőívnek köszönhető. Pécsett horvát tannyelvű iskola is működik az első elemitől a gimnáziumig bezárólag. A Baranya és Tanac táncegyüttesek többek között horvát népi énekeket és táncokat adnak elő, és az utánpótlás is folyamatosnak mondható már évtizedek óta. Az August Šenoa Club szintén segíti a horvát nyelv megőrzését a városban. Pécsett horvát nyelvű színház, rádióadások, és katolikus istentiszteletek is hallgathatóak minden vasárnap.
A 2001-es népszámlálás adatok szerint a város lakossága 162 498 fő volt, ebből a válaszadók 160 217 fő volt, 150 417 fő magyarnak, míg 1869 fő cigánynak vallotta magát, azonban meg kell jegyezni, hogy a magyarországi cigányok (romák) aránya a népszámlálásokban szereplőnél lényegesen magasabb. 5061 fő német, 1702 fő horvát és 292 fő szerb etnikumnak vallotta magát.
A 2011-es népszámlálás adatok szerint a város lakossága 156 049 fő volt, ebből a válaszadók 146 990 fő volt, 131 120 fő magyarnak vallotta magát, az adatokból az derül ki, hogy a magyarnak vallók száma jelentősen csökkent tíz év alatt, ennek egyik fő oka, hogy többen nem válaszoltak. Az elmúlt tíz év alatt, a nemzetiségiek közül a jelentősen a németek (6565 fő) száma nőtt Pécsett. A cigány (3145 fő) nemzetiségűek száma szinte megkétszereződött. Horvátnak (1922 fő), szerbnek (306 fő) és románnak (258 fő) vallók száma kismértékben nőtt, az elmúlt tíz év alatt. A megyén belül, Pécsett él a legtöbb magát németnek, horvátnak, szerbnek és románnak valló nemzetiségi.

### Vallási összetétel
Pécs vallási összetétele 2022-ben
A 2011-es népszámlálás adatai alapján, Pécsett a lakosság kevesebb mint a fele (49%) kötődik valamelyik vallási felekezethez. Az elmúlt tíz év alatt a városi lakosság vallási felekezethez tartozása jelentősen csökkent, ennek egyik oka, hogy sokan nem válaszoltak. A legnagyobb vallás a városban a kereszténység, melynek legelterjedtebb formája a katolicizmus (39,7%). Az elmúlt tíz év alatt, a katolikus valláshoz tartozók száma negyedével esett vissza. A katolikus egyházon belül a római katolikusok száma 61 906 fő, míg a görögkatolikusok 528 fő. A városban népes protestáns közösségek is élnek, főleg reformátusok (8 142 fő) és evangélikusok (2 094 fő). Az ortodox vallás inkább az országban élő egyes nemzeti kisebbségek (oroszok, románok, szerbek, bolgárok, görögök) felekezetének számít, számuk elenyésző az egész városi lakosságához képest (160 fő). Szerte a városban számos egyéb kisebb keresztény közösség működik. A zsidó vallási közösséghez tartózók száma 95 fő. Összességében elmondható, hogy az elmúlt tíz év során minden egyházi felekezetekhez tartozók száma jelentősen csökkent. Jelentős a száma azoknak a városban, akik vallási hovatartozásukat illetően nem kívántak válaszolni (29,8%), tíz év alatt a triplájára nőtt a számuk. Felekezeten kívülinek a város lakosságának 21,2%-a vallotta magát.[forrás?]

## Gazdaság
Pécs leghíresebb terméke a Zsolnay-porcelán, melynek legkülönlegesebb változata az eozin máz használatának köszönheti jellegzetes fémes színét és csillogását. A századfordulón a kerámiaedények mellett leghíresebb gyártmánya az épületkerámia volt, amelyet a bécsi és pesti szecesszió előszeretettel alkalmazott. Zsolnay épületkerámiák sokfelé megtalálhatók máig a volt Osztrák-Magyar birodalom területén, díszítik a jelentős középületeket Lembergtől (Lviv) Triesztig, Bécstől Pestig. Pécsett a legszebb Zsolnay kerámiával díszített épület a Postapalota, a Dozsó, és a Zsolnay-mauzóleum. A Pécsi Sörfőzde a leghíresebb négy magyar sörgyár egyike, 1848-ban alapították Pannónia Sörgyár néven. Szokás Pécset a hazai bőripar fővárosaként is említeni. A közelmúltig a város mellett szén- és uránércbányászat is volt.
Pécs város legnagyobb foglalkoztatói között van a Pécsi Tudományegyetem, a Hauni Hungária Gépgyártó Kft., illetve a British American Tobacco is. Az utóbbi pár évben újra felélénkült a befektetői aktivitás, melyet a repülőgépgyártó Magnus Aircraft és a japán autóipari Seiren jelentős beruházásai is fémjeleznek.
Fontosabb események:

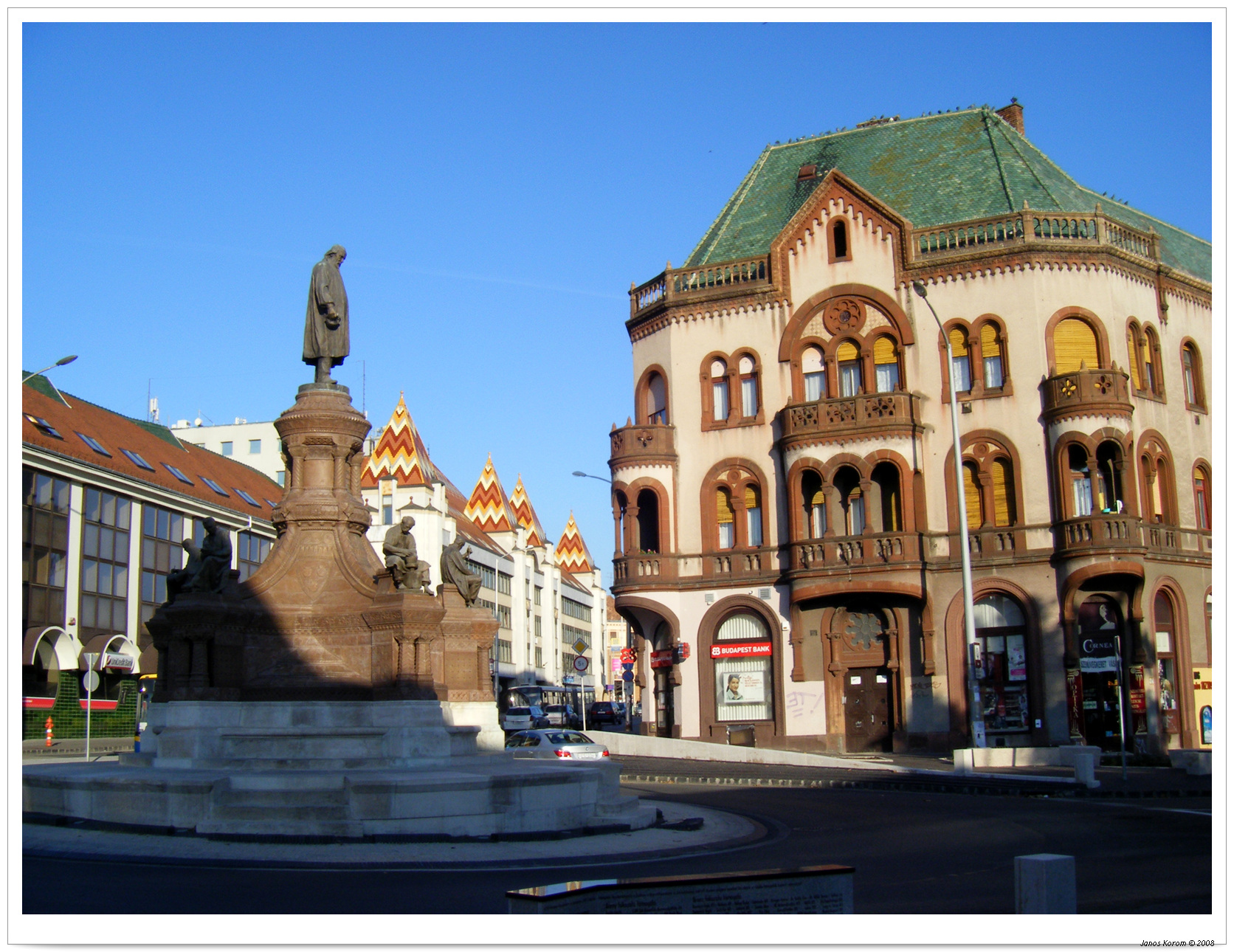
Pécsett mindenhol jelen vannak a Zsolnay család hagyatékai

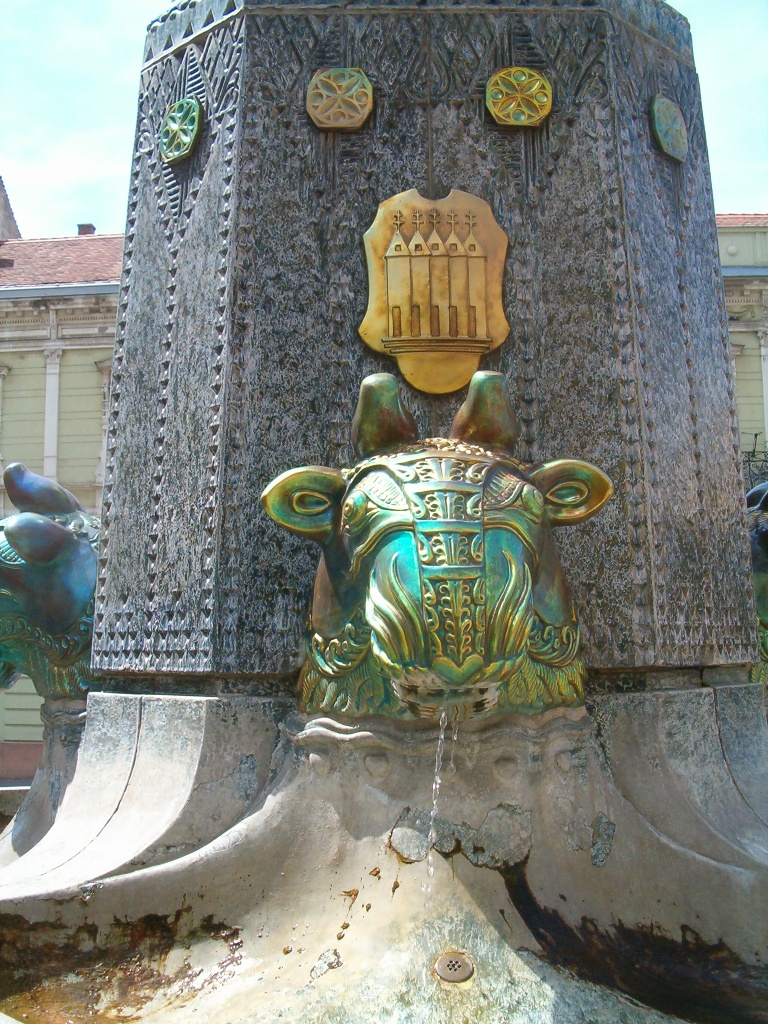
Zsolnay-kút a Széchenyi téren (Zsolnay Vilmos alkotása 1900 körül)

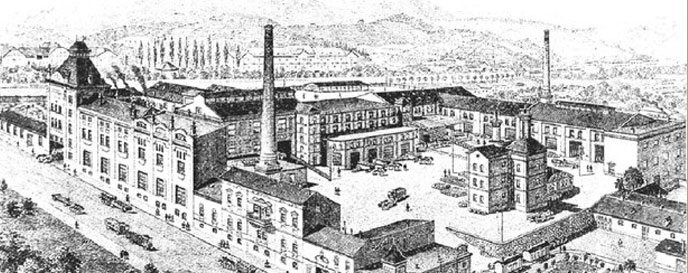
A Pécsi Sörfőzde az 1860-as években

- 1773 – Klimó György papírmalmot és nyomdát alapított a tudományok támogatására.
- 1780 – Pécs szabad királyi városi rangot kapott Mária Teréziától, ezzel felszabadult a püspökök földesúri hatalma alól, ami megindította a fejlődés útján. Sorban épültek a különböző gyárak.
- 1782 – Vasason megnyílt az első szénbánya.
- 1844 – Megalapították a Limberger-féle cukorgyárat.
- 1845 – Megalakult a Madarász-féle vasgyár, amely 1889-ben tönkrement, de helyén létrehozták az Első Pécsi Bőrgyárat.
- 1850 – Megépült az Első Pécsi Mész- és Téglagyár.
- 1852 – Megnyílt Zsolnay Ignác fazekasműhelye.
- 1853 – Scholz és Hirschfeld Sörgyárak alapításának éve.
- 1858 – Ekkor épült a Weidinger-féle gőzmalom, mely az új évezred elején tűz martalékává lett.[77]
- 1859 – Littke Lőrinc bornagykereskedő pezsgőgyárát fia, József (1840–1902) a világhírnévre emelte. Ferenc József császár és Frigyes főherceg udvari szállítója lett, raktárai, telepei és ügynökségei működtek Európa számos országában.[78]
- 1861 – Hamerli János tímárságát és kesztyűkészítő műhelyét két évtized alatt jól jövedelmező gyárrá fejlesztette.
- 1862 – Engel Adolf faipari üzemet, parkettagyárat hozott létre, a Duna Gőzhajózási Társaság sorra megnyitott bányáit ő látta el fával.
- 1862 – Erre az évre datálható a Havas és Ritter-féle gépgyár, valamint a Haberényi gépgyár.
- 1867 – Angster orgonagyár (alapítója: Angster József)
- 1868 – A Zsolnay porcelángyár a város talán leghíresebb gyára lett.
- 1880 – Pécs-Mohács Vasúttársaság önálló gépgyára.
- 1980 – Átadták a második pécsi felüljárót.
- 2000 – A Pécs Pláza átadása.
- 2003 – A Pécs-Pogány repülőtér megnyitása a nemzetközi forgalom előtt.
- 2004 – Átadták a pécsi Árkád bevásárlóközpontot, mely 25 milliárd forintba került.[79]
- 2010 – Pécs Európa kulturális fővárosa.

## Közlekedés

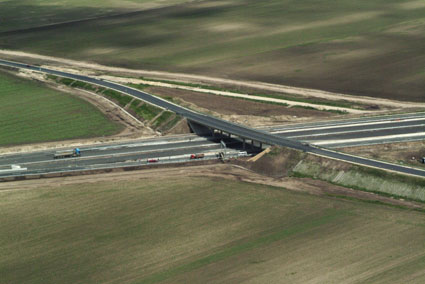
Csomópont az M6-os autópályán

### Közúthálózat
Pécs a Dél-dunántúli régió, és Baranya vármegye központjaként az országos, és megyei jelentőségű utak gyűjtőpontja. A város a fővárosból az M6-os, illetve az M60-as autópályán közelíthető meg. A Pécsen áthaladó 6-os főút a város fő kelet–nyugati közúti tengelye, mely nyugati irányban Barcsnál lépi át a magyar–horvát határt, szintén Budapestről indul, és útja során Pécsig olyan jelentős városokat is érint, mint Dunaújváros vagy Paks. A várost további három, másodrendű országos főútvonal érinti:
- az 57-es főút Pécs – Mohács (és az ehhez kapcsolódó keleti elkerülő szakasz, az 578-as főút),
- az 58-as főút Pécs – Drávaszabolcs (országhatár),
- valamint a 66-os főút, amely a várost Kaposvárral köti össze.

Bár az elmúlt évtizedben az átmenő főutak városon belüli összekapcsolása, a belváros tehermentesítése érdekében több közúti beruházás megépült, a kelet–nyugati irányban azonban ezen nyomvonalak a hosszuk miatt csak részben képesek tehermentesíteni megfelelően a belvárost az átmenő forgalom alól.

#### Alsóbbrendű közutak (mellékutak)
A város közigazgatási területén a fentieken túl jó néhány útszakasz minősül négy vagy öt számjegyű országos közútnak, ezek az alábbiak:
- 5611-es út: Szederkény térségével köti össze a megyeszékhelyet.
- 5617-es út: Kozármislenytől húzódik a megyeszékhely keleti városrészeiig.
- 5619-es út: alig 750 méteres útszakasz, mely a 66-oson közlekedőknek teremt összeköttetést a 6-ostól az 578-as elkerülő szakasz felé.
- 5711-es út: a megyeszékhely déli határszélétől húzódik Siklósig.
- 5716-os út: a megyeszékhely déli határszélétől indul, s Pécsudvardot szolgálja ki.
- 5801-es út: Fogadó városrésztől vezet az ormánsági Vajszlóig.
- 5816-os út: Megyer városrésztől vezet Keszü-Pellérd felé.
- 5826-os és 5827-es út: belső tehermentesítő utak a város délnyugati peremvidékein.
- 6541-es út: Hird településrész északkeleti szélén ágazik ki a 6-os főútból és Hosszúhetény-Magyaregregy érintésével Szászvárig tart, ahol a 6534-es útba torkollik.
- 6544-es út: Pécsvárad felől vezet a városba Hird-Újtelepen keresztül.
- 6545-ös út: a jelenlegi állapotában egy mindössze 340 méteres útszakasz a 6-os főút 188+400-as és a 6544-es út 10+250-es kilométerszelvényei között. Dél felé tovább folytatódik Romonya községig, észak felé pedig Kerékhegy külterületi városrész érintésével Vasas városrészig, de mindkét irányban önkormányzati útként.
- 6603-as út: a 66-osból a város északi határvidékén ágazik ki nyugatra és a Mecsek Pécshez tartozó magaslatai között húzódik, érintve a Tubest is, Remeterétig.
- 6604-es út: Uránváros északi szélétől indul a Mecsekoldal városrészei felé, Magyarürögi út, majd Ranga László út néven, Abaligetig vezet.

### Vasúthálózat

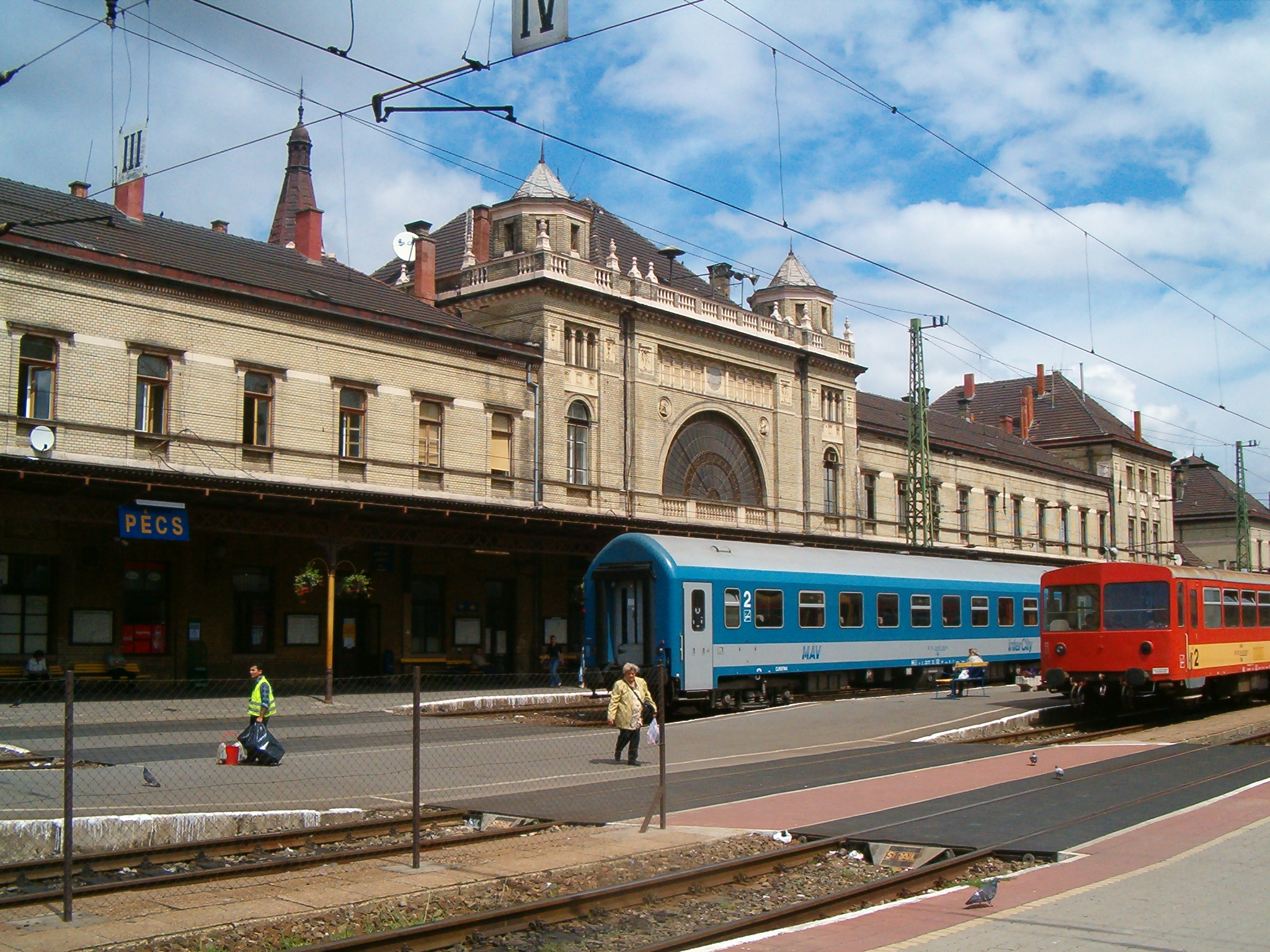
A pécsi Főpályaudvar

A város a Budapest–Pécs-vasútvonal egyvágányú, villamosított vasútvonal végpontja. A vasúti fővonalon a fővárossal való kapcsolatot InterCity szerelvények biztosítják. A szomszédos megyeszékhelyek közül Kaposvárra napi 2-3 közvetlen szerelvény közlekedik, a két város közti vasúti összeköttetést dombóvári átszállással ütemes menetrend biztosítja. Pécsről közvetlenül el lehet vonattal jutni Villányba, Barcsra, Szombathelyre, Nagykanizsára, Győrbe (napi 1-2 vonat). A pusztuló Pécs-Pécsvárad vonalszakaszon 2009-től szünetel a személyforgalom. A jövője jelenleg is tárgyalások témája. A harkányi vonal 1976-ban szűnt meg.
A város kerámiákkal dúsan díszített vasúti főpályaudvara 1898-ban épült, a híres Pfaff Ferenc építész tervei alapján. A sárga téglaépület rózsaszín árnyalatú kerámia díszítőelemei az épület egészén végigvonulnak. A legdúsabb díszítés a középső homlokzatrészen koncentrálódik, itt látható a James Wattot és George Stephensont ábrázoló kör alakú pirogránit domborművek, melyek Klein Ármin tervei alapján a Zsolnay gyárban készültek. A vasútállomás mögött helyi buszvégállomás található, ám a távolsági buszpályaudvar nem itt van, hanem a 2008 januárjában műemlékké nyilvánított épülettől kb. 1000 méter távolságban. 2015 októberétől immáron a felújított, de eredeti formájában pompázó vasútállomás fogadja a Pécsre érkező utazókat.

### Helyi tömegközlekedés

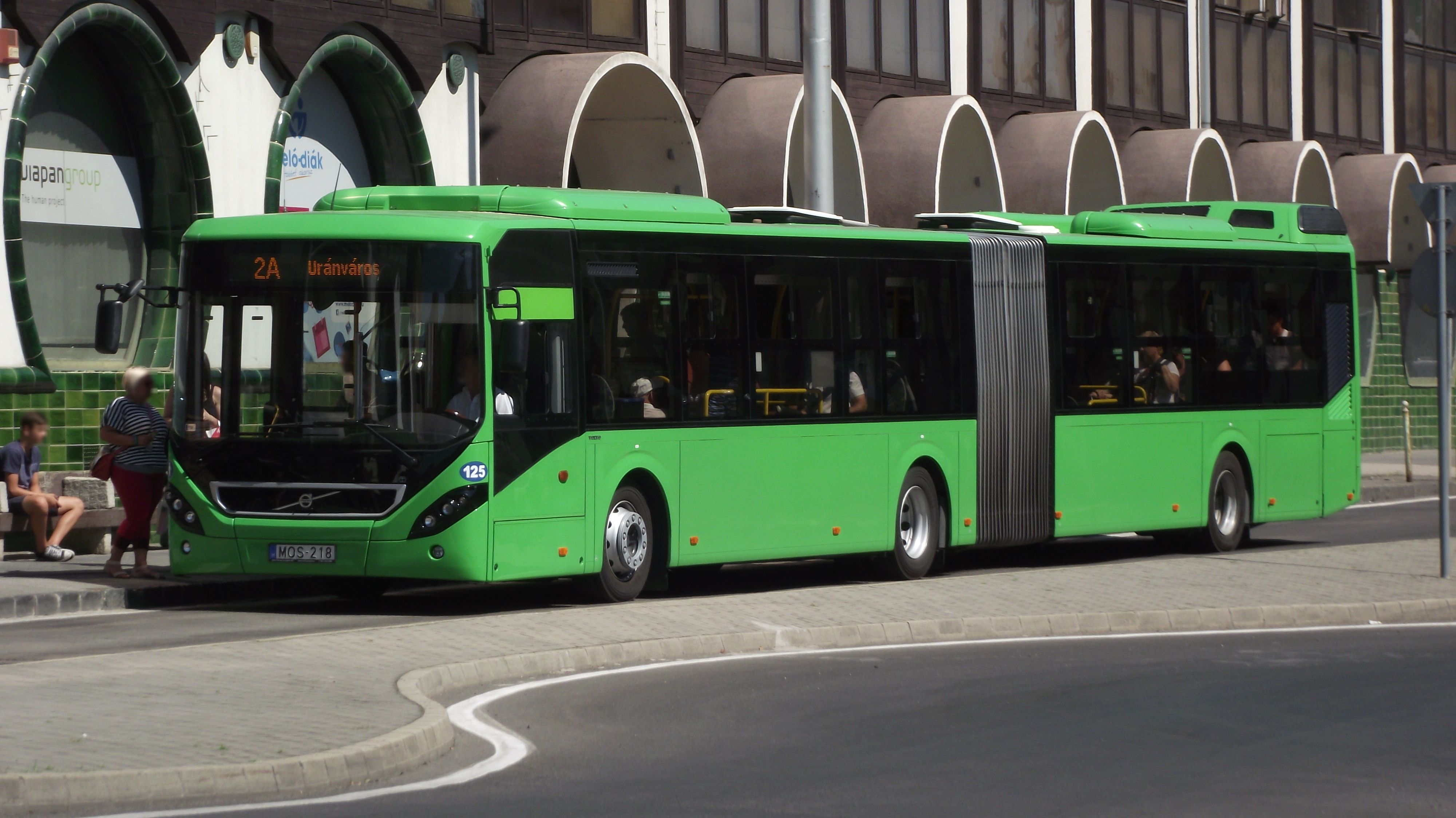
Volvo autóbusz a belvárosban

Pécsett az autóbuszparkot régebbi Mercedes-Benz, valamint modernebb Credo és Volvo típusú flotta alkotja, melyet 2020-tól 10 darab BYD, 2023-tól pedig további 8 Mercedes-Benz elektromos busz egészít ki, ezzel Magyarország legnagyobb elektromos buszparkját üzemeltetve. A városnak jelenleg az autóbusz az egyetlen tömegközlekedési eszköze, mivel az 1913-tól beindult villamosforgalmat 1960-ban közlekedéspolitikai okok miatt beszüntették, a síneket mindenfelé felszedték. Néhány rövid vágány emlékeztet az egykori villamoshálózatra, amelyeket a város több pontján utólag építettek vissza.
2012 októberében a város új tömegközlekedési cége, a Tüke Busz Zrt. a Pécs és Térsége Közösségi Közlekedéséért Egyesülettel karöltve egy hosszú autóbuszvonalakból álló, a kényszerű átszállások számát mintegy harmadával csökkentő hálózat bevezetését helyezte előtérbe. A járatreform a 2014 februári menetrend-váltással lépett életbe. A peremterületek lakossága kényelmesebben, átszállás nélkül juthat el a belvárosba, így a város centrális jellegét erősítve, legfeljebb egy átszállással el lehet jutni Pécs egyik végéből a másikba. Az intézkedés jelentős nemzetgazdasági és helyi szinten is érvényesülő megtakarítást ért el, továbbá hozzájárult az utasszám tendenciózus növekedéséhez.

### Távolsági autóbuszok
A városból sok más városba indul naponta rendszeres távolsági buszjárat, például Szekszárdon és Székesfehérváron át Győrbe, Tatabányára, illetve Baja, Budapest, Kaposvár, Kecskemét és Szeged irányába. Helyközi autóbuszjáratok közlekednek a szomszédos falvakba, és olyan baranyai városokba, mint Mohács, Komló, Szigetvár, és Siklós. A Volánbusz Zrt. által üzemeltetett helyközi és távolsági autóbusz-pályaudvar a Siklósi városrészben található.

### Repülőtér

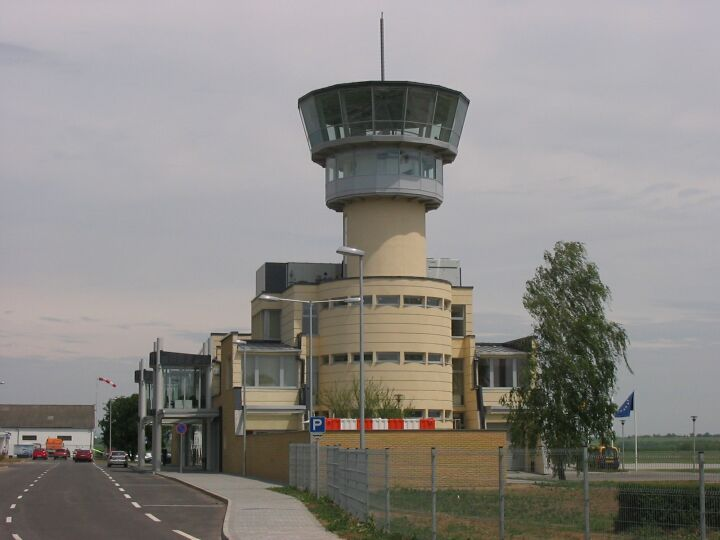
Pécs–Pogány repülőtér

Pécs nemzetközi, regionális szerepet betöltő reptere Pogány település közigazgatási területén helyezkedik el. Üzemeltetését a község a megyeszékhellyel együtt végzi, forgalmát elsősorban chartergépek adják. A reptér ma üzletemberek kisgépeit fogadja, illetve a nyári turisztikai szezonban néhány utazási iroda közösen a reptérről indít gépeket több célpontra is. 2008. január és november között a kimutatások szerint a belföldi forgalomban 2061 induló és 2057 érkező utast regisztráltak, míg a külföldi ágazat 1783 induló és 1731 érkező személyt tett ki.

## Kultúra

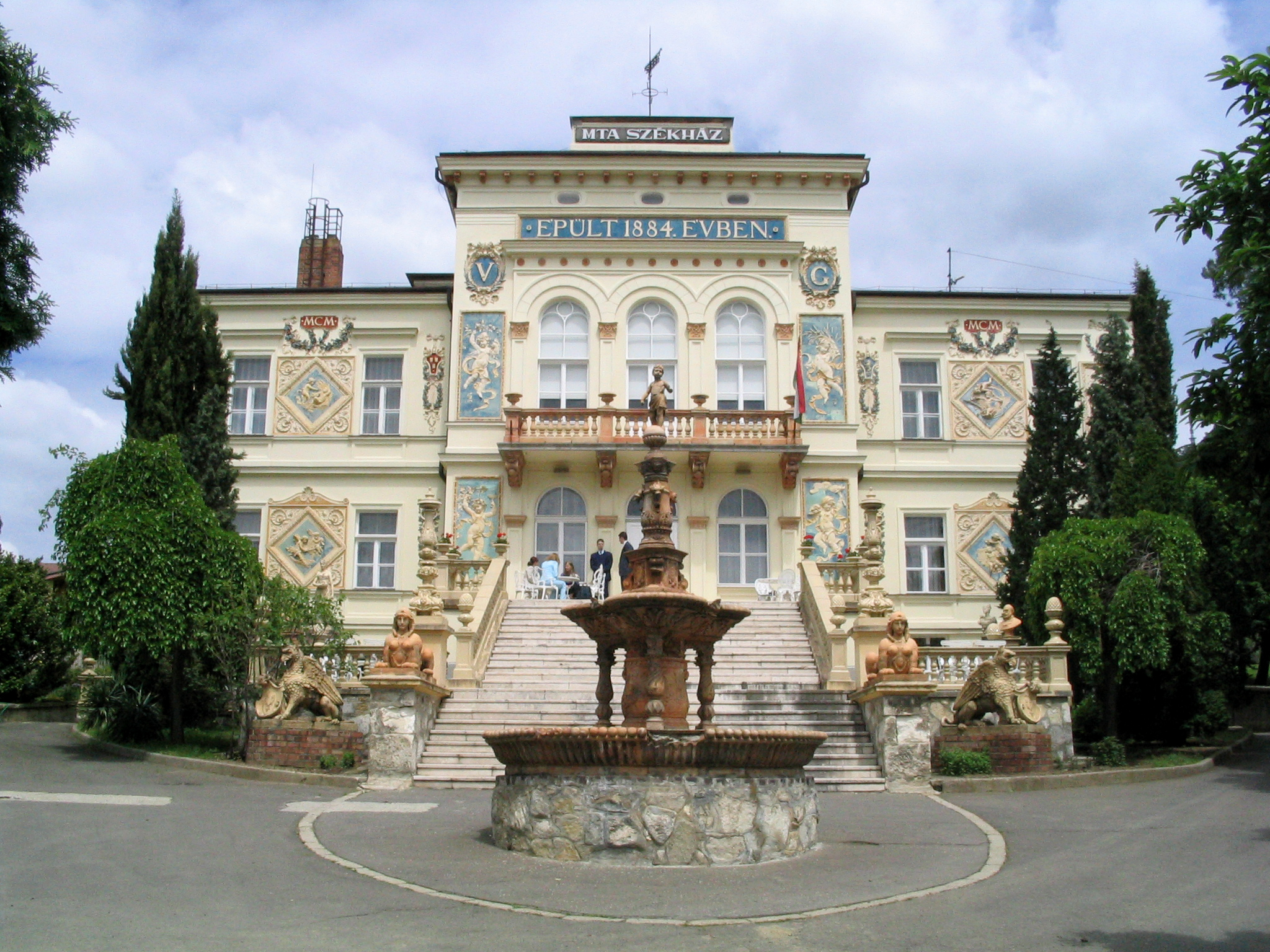
A Magyar Tudományos Akadémia pécsi épülete
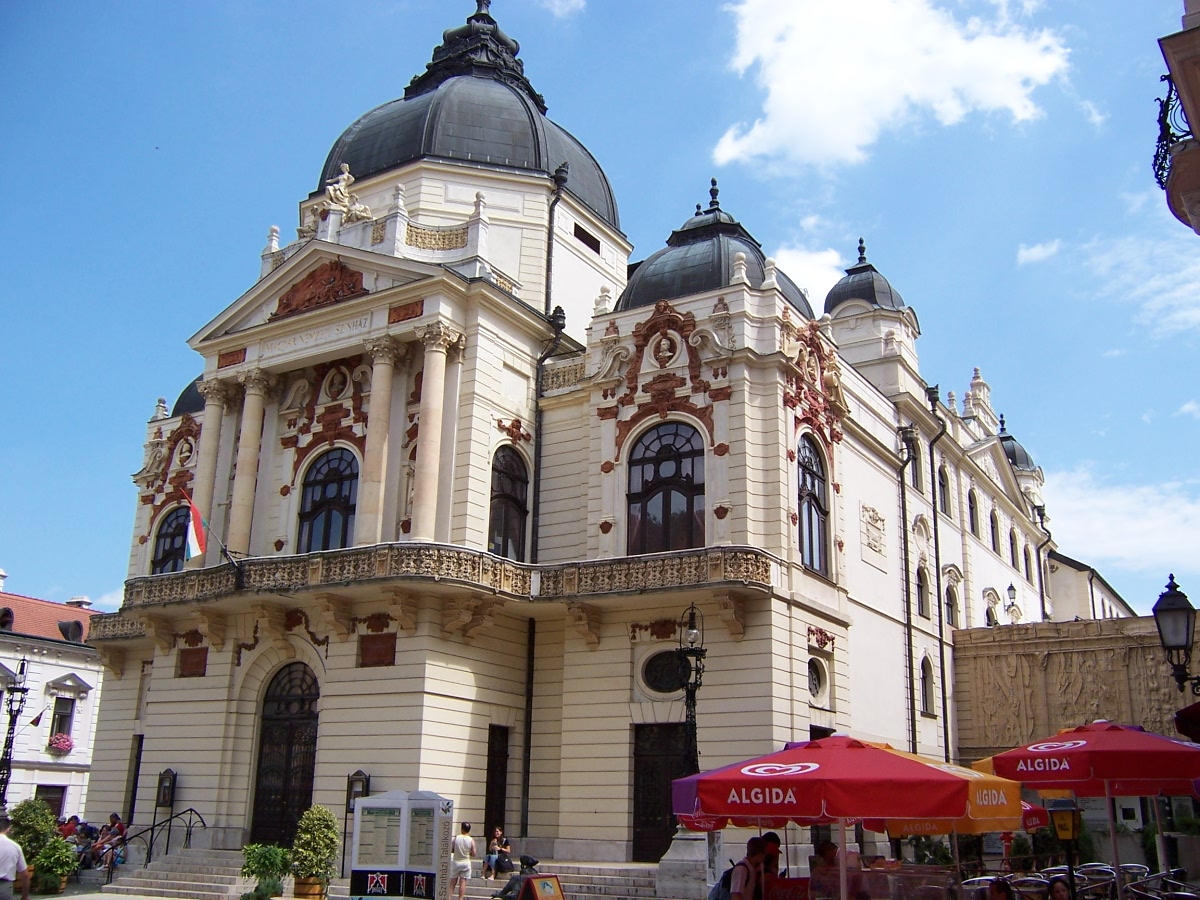
A Pécsi Nemzeti Színház épülete
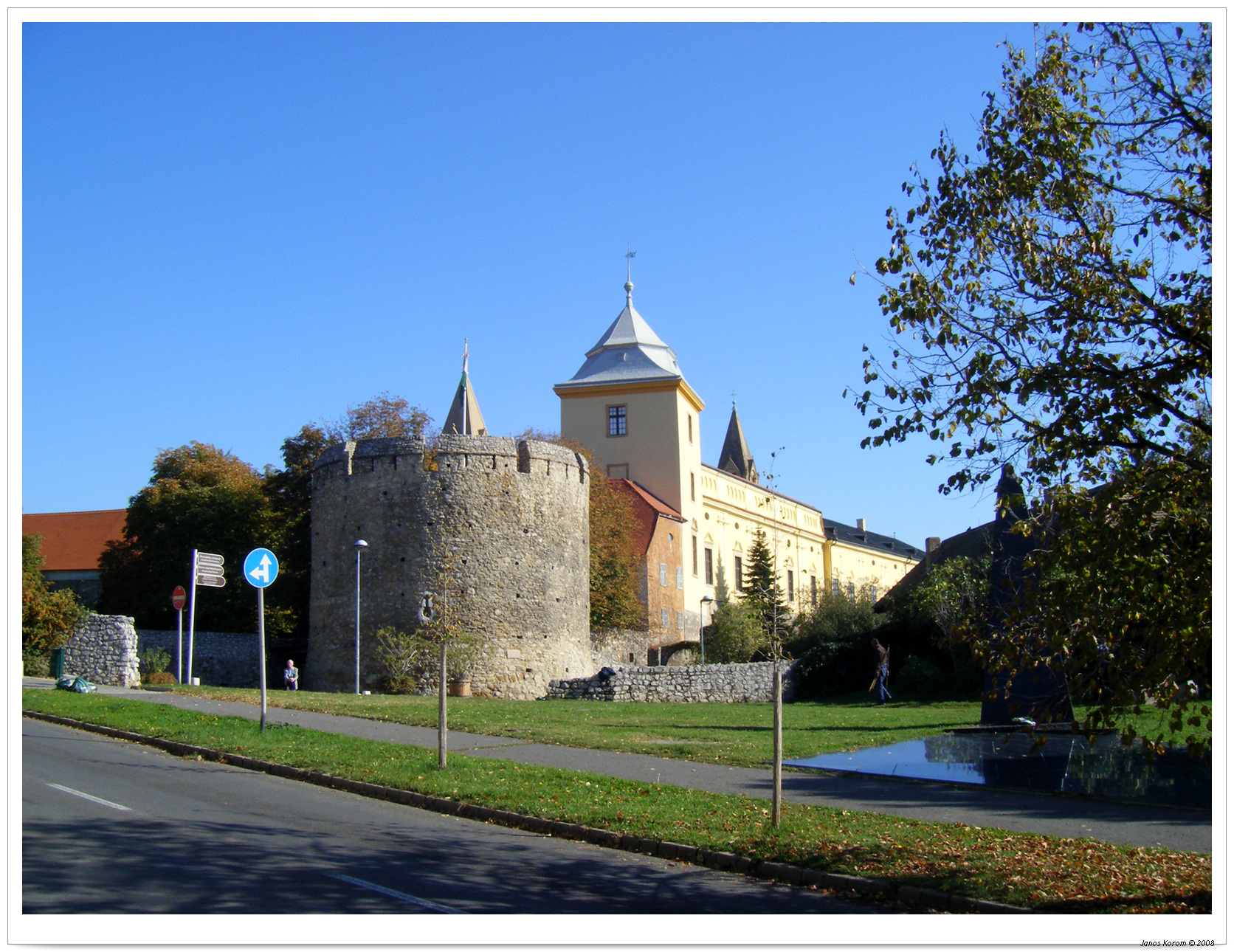
A Barbakán és környéke
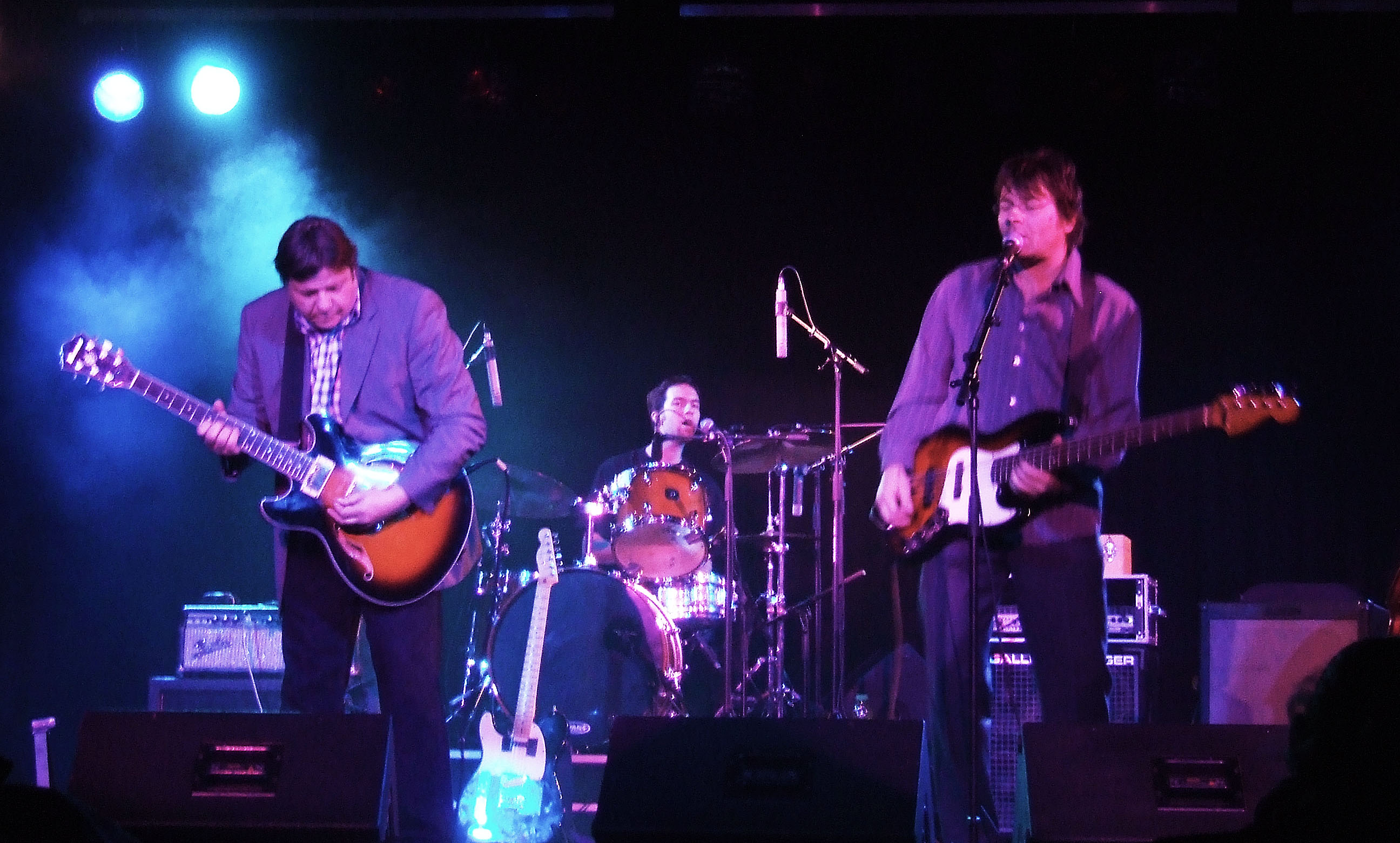
A Kispál és a Borz együttes 2010-ig Pécs kulturális életének szerves része volt
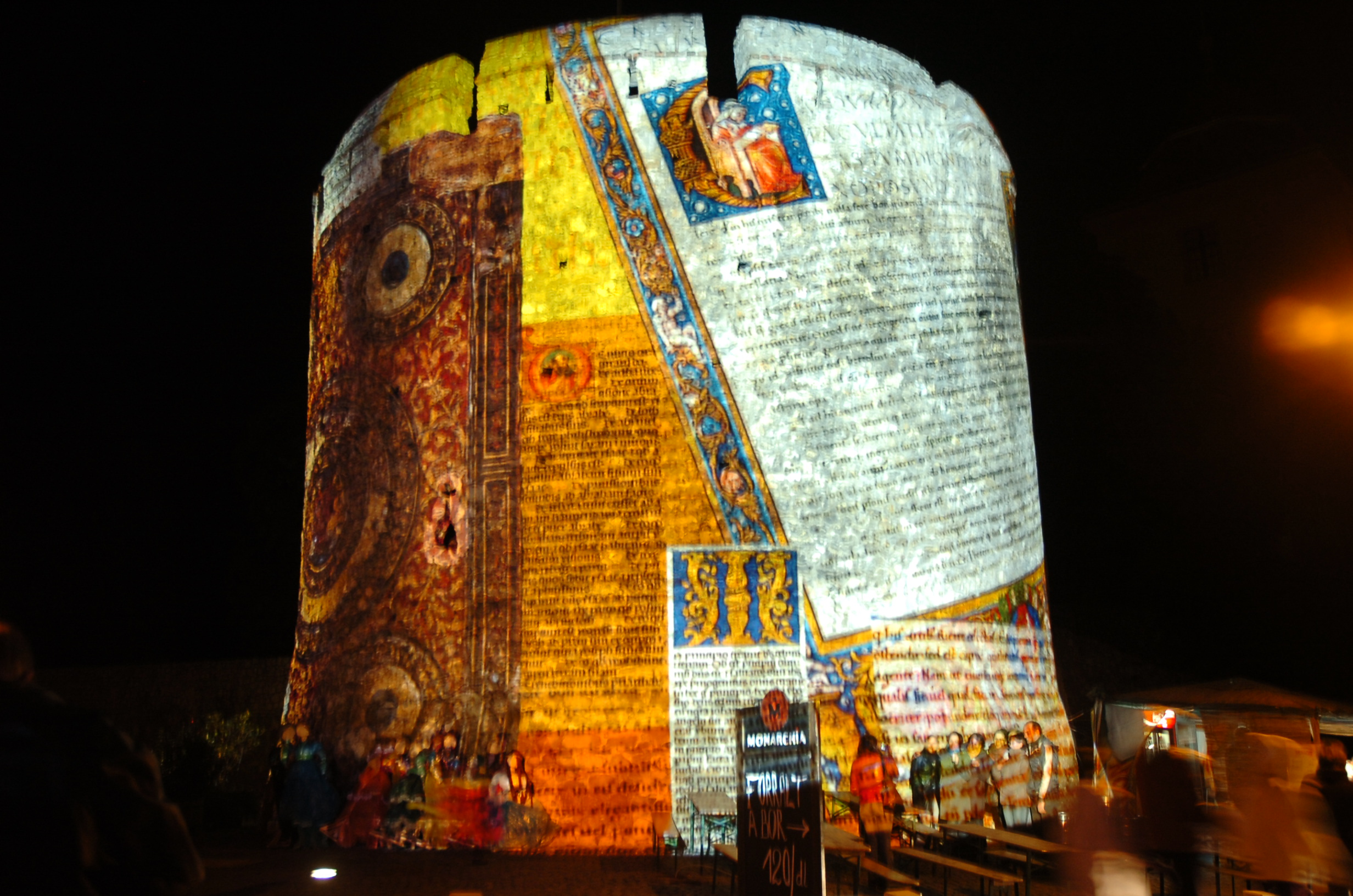
Színes fények játszanak a Barbakán falán egy pécsi fesztiválon

Pécs Magyarország egyik legrégibb, műemlékekben is gazdag települése, a dél-dunántúli régió közigazgatási és szellemi központja. A város kulturális élete mind a zene- mind a képzőművészet területén országos szempontból is kiemelkedő. Gyűjteményei – Modern Magyar Képtár, Csontváry Múzeum, Martyn Ferenc Múzeum, Victor Vasarely Múzeum, Amerigo Tot Múzeum, Schaár Erzsébet: „Utca” –, városi és magángalériái a 20. századi magyar művészet egyedülállóan teljes bemutatását kínálják. A városban operatársulat és szimfonikus zenekar működik, hangversenyélete ugyancsak országosan is jelentős, amely szimfonikus zenekarának, a 2011-ben 200 éves fennállását ünneplő Pannon Filharmonikusoknak köszönhető. A város tradicionálisan pezsgő szellemi életét jellemzi, hogy otthont ad többek között a Pécsi Egyetemi Napok, a Pécsi Napok, vagy a Pécsi Országos Színházi Találkozó (POSZT) fesztiváljainak is. Itt működik az ország egyik legnagyobb hallgatói létszámú egyeteme, a Pécsi Tudományegyetem 20 000 hallgatóval.
2010-ben Isztambul és Essen városával egyetemben Pécs Európa egyik kulturális fővárosa volt. A cím elnyerésével számos beruházásra nyílt lehetőség Európai Unió támogatásával. A Pécs2010 Kulturális Főváros projekt négy kulturális beruházásra épült: Kodály Központ, Dél-dunántúli Regionális Könyvtár és Tudásközpont, Múzeumok utcája és a Zsolnay Kulturális Negyed. Számos közteret és parkot újítottak fel.

### Színházak
| - Bóbita Bábszínház - Janus Egyetemi Színház - Pécsi Harmadik Színház | - Pécsi Horvát Színház - Pécsi Nemzeti Színház - Pécsi Playback Színház |

### Oktatás

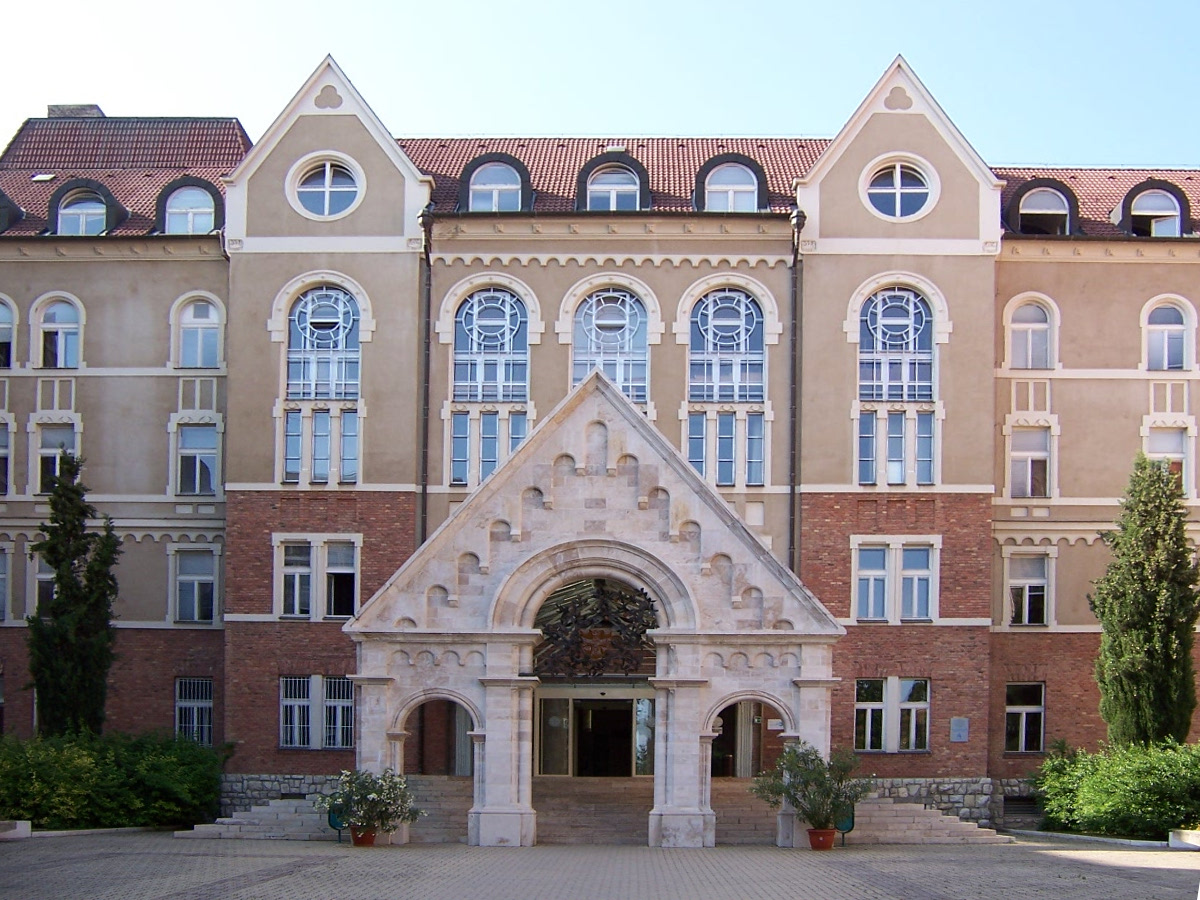
A Bölcsészet- és Természettudományi Kar épülete
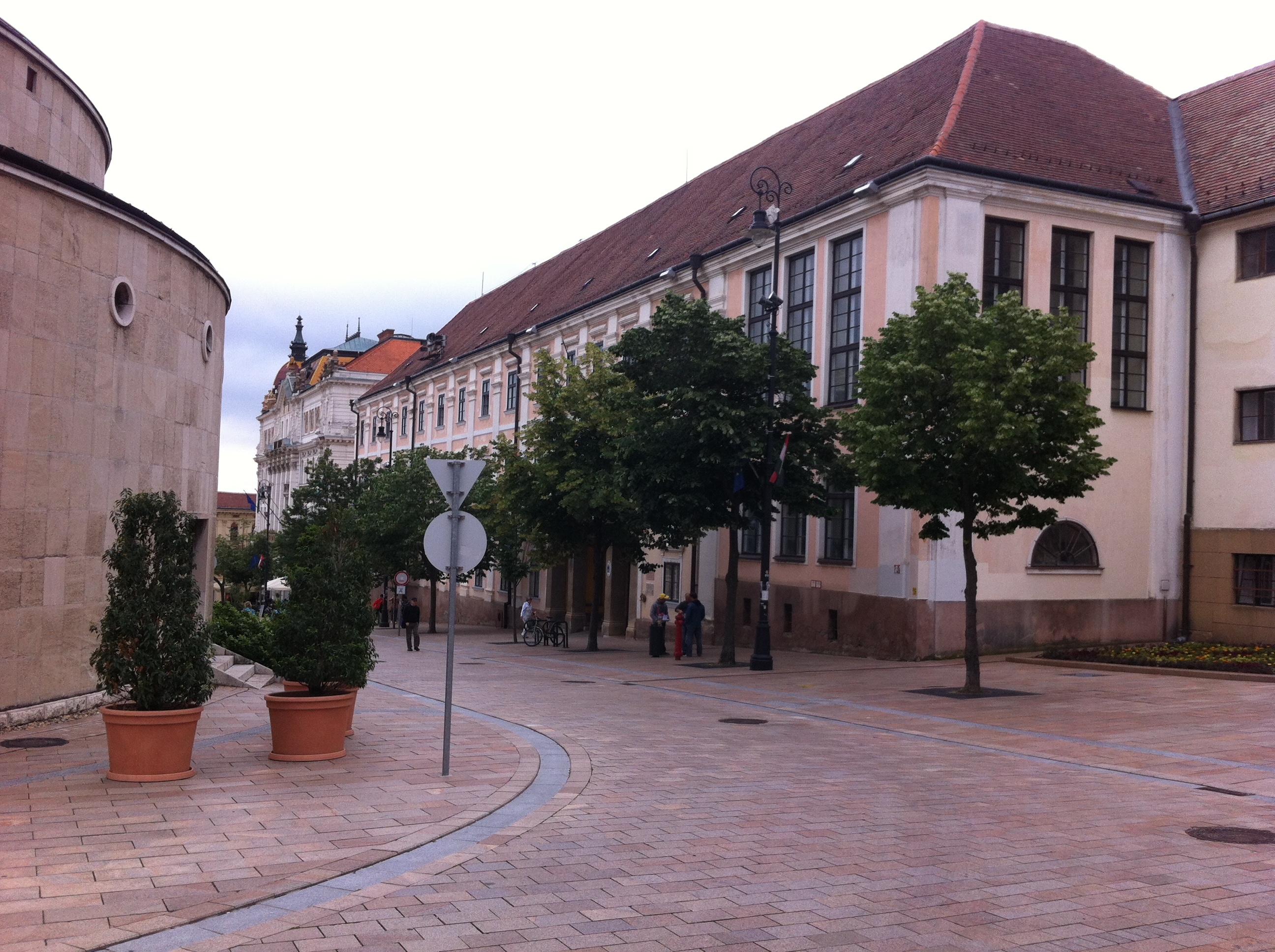
A Nagy Lajos Gimnázium épülete észak felől.
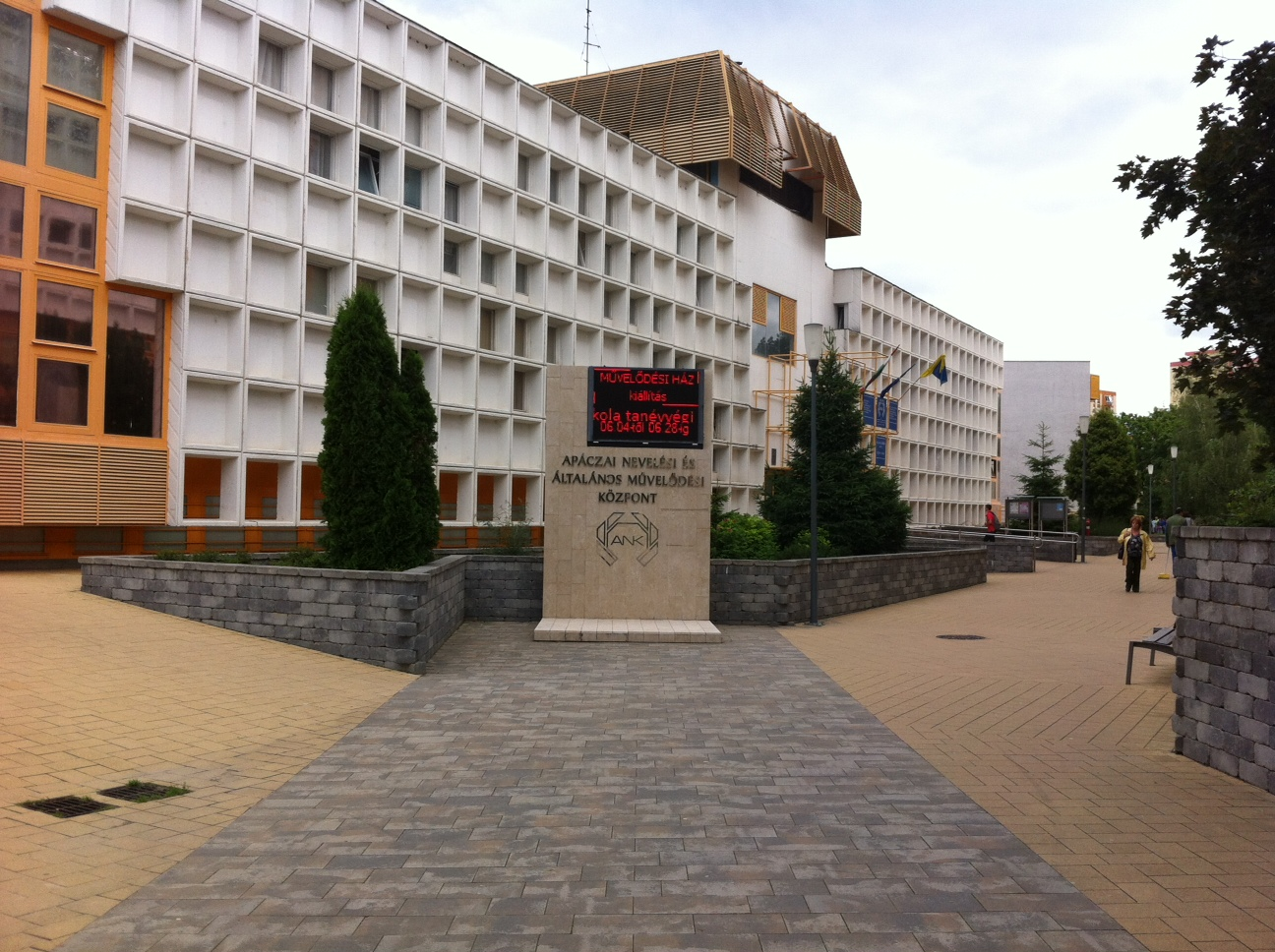
A kertvárosban működő Apáczai Nevelési és Általános Művelődési Központ
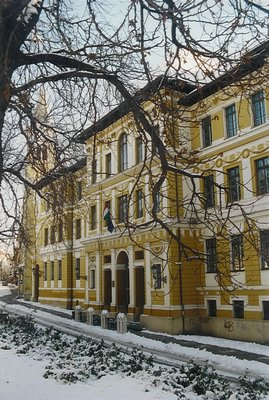
A Leőwey Klára Gimnázium
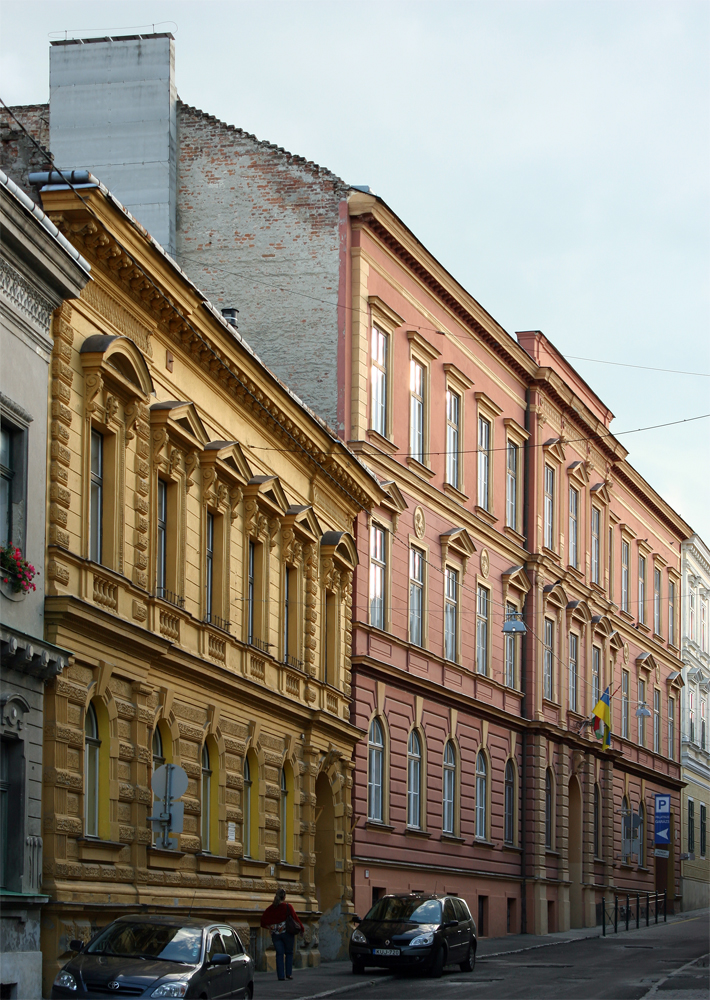
A Pécsi Janus Pannonius Gimnázium
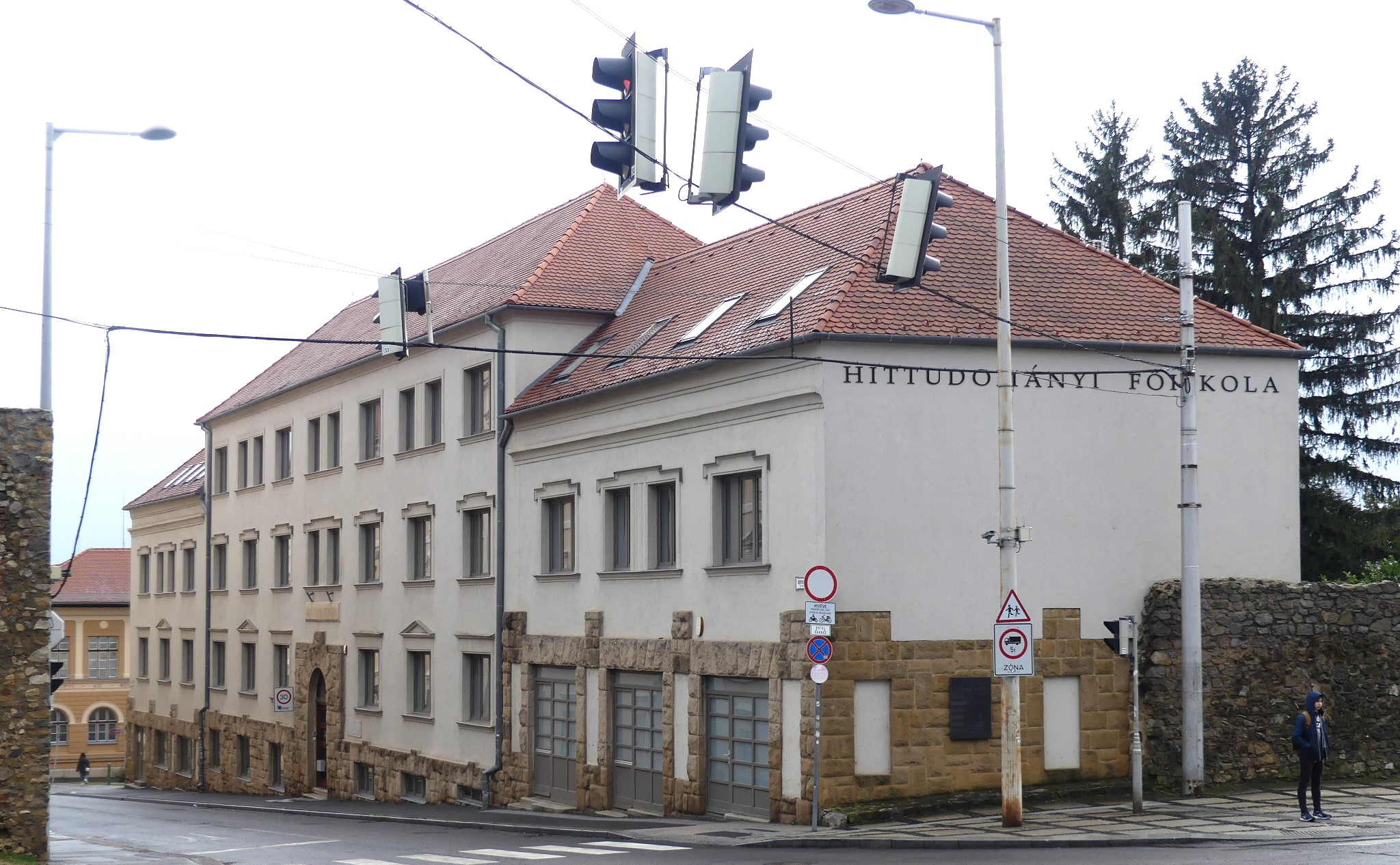
A Pécsi Püspöki Hittudományi Főiskola
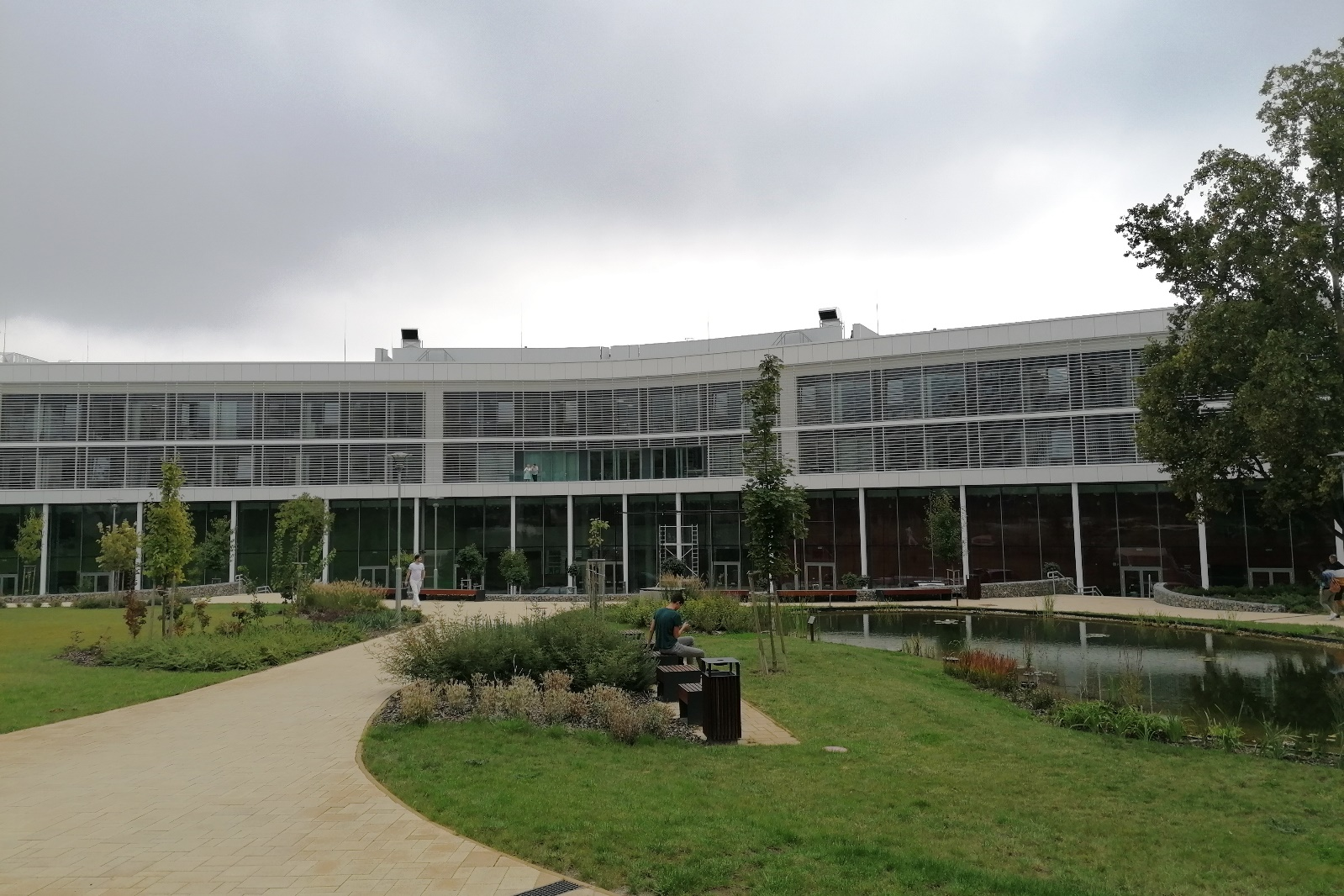
Az orvostudományi kar épülete
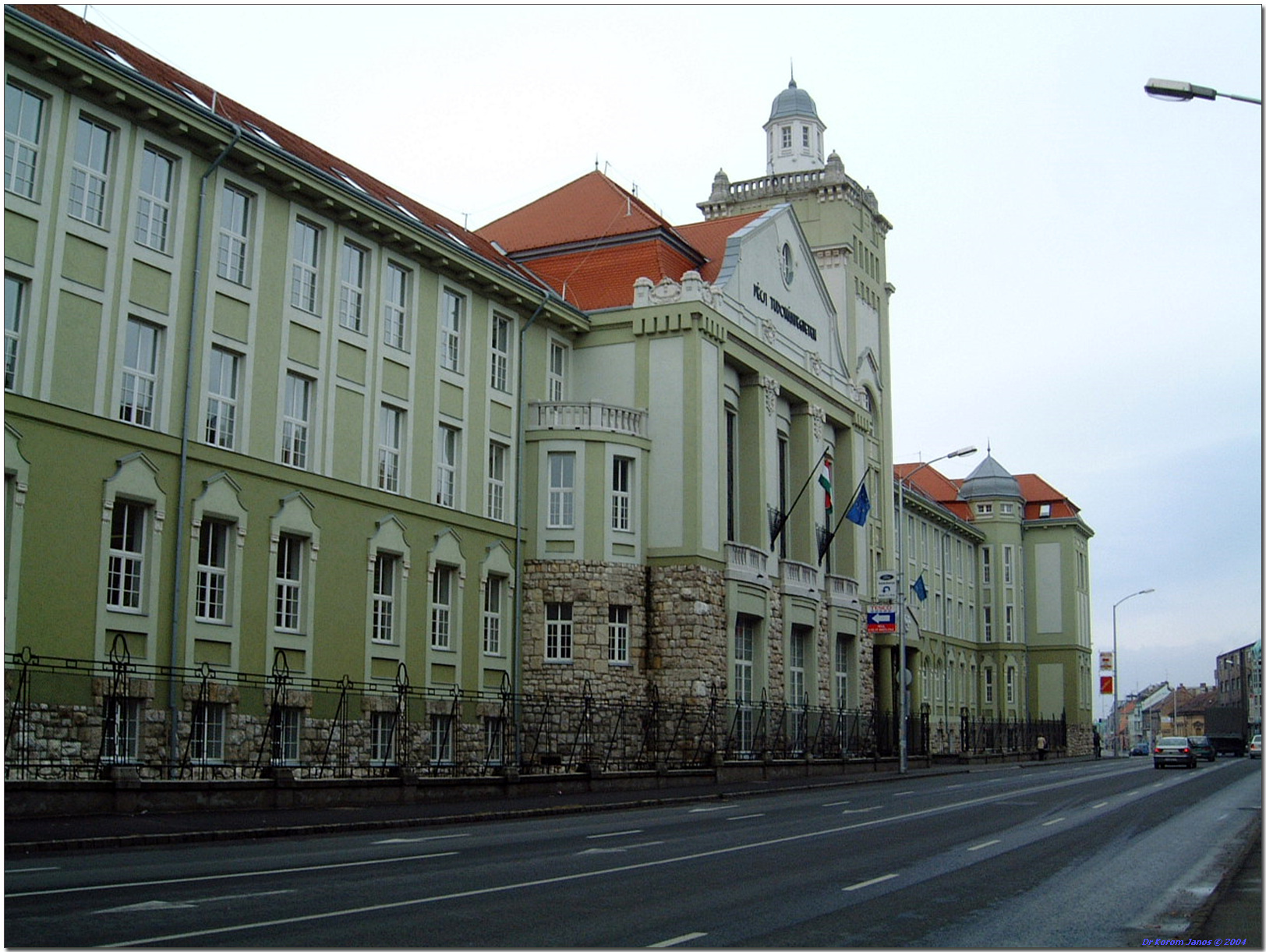
A Közgazdaságtudományi Kar
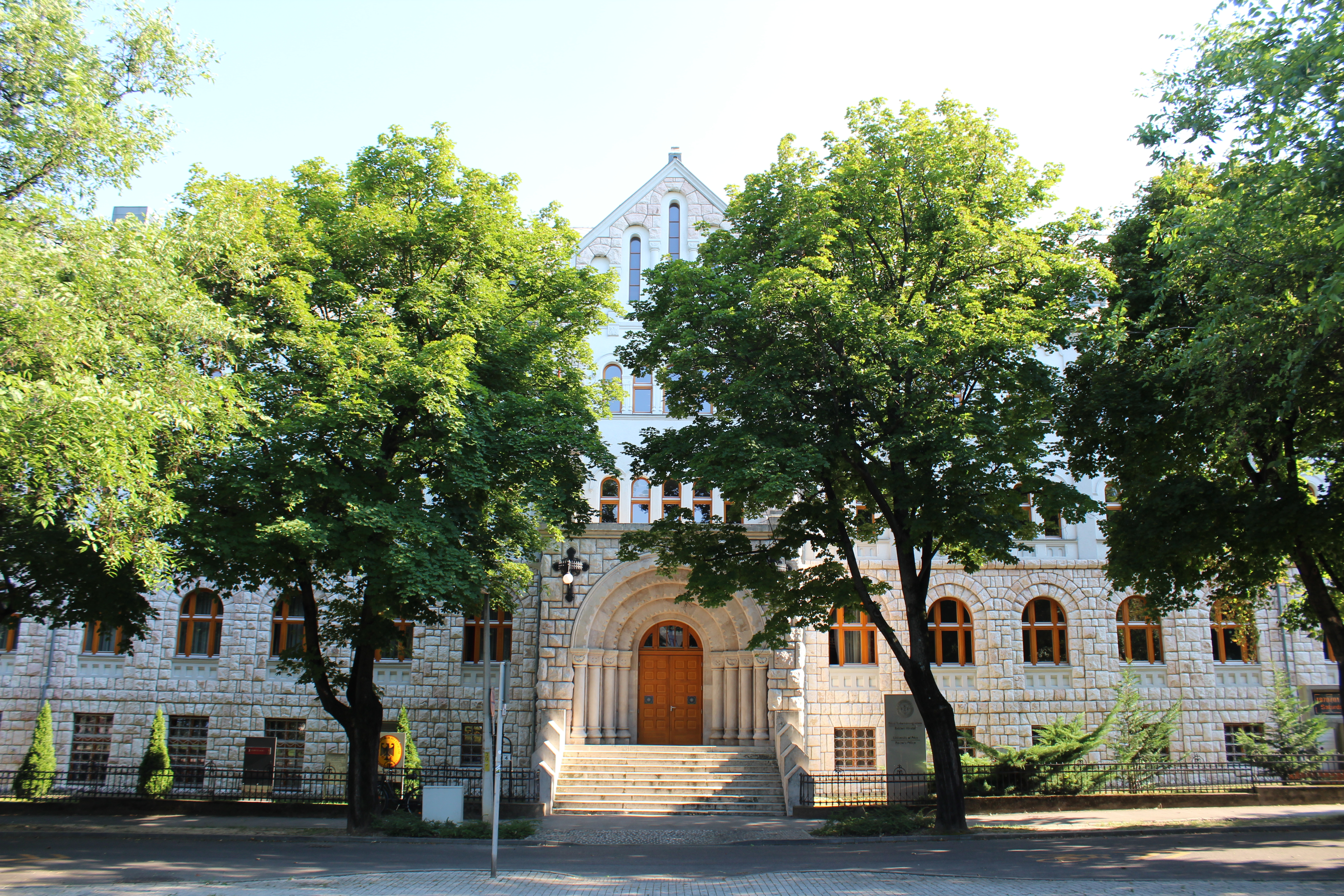
A PTE Rektori Hivatala

Az önkormányzati óvodák 10 intézményben 4585 férőhellyel működnek. A jegyzői adatszolgáltatás szerint 4408 gyermek van az önkormányzati óvodákba beíratva.(2008-as adat) 2008-ban Pécsett az általános iskolások száma 9342 volt, a középiskolásoké 10493. Pécs Megyei Jogú Város Önkormányzata Közgyűlésének felmérése szerint az óvodások, általános iskolások és középiskolások száma összesen 24182 volt az elmúlt évben (ebbe bele tartoznak a többcélú intézmények is).
Nagy Lajos király alapított először egyetemet Pécsett 1367-ben, ez volt az ország első egyeteme. Nagyon keveset tudunk róla, azt sem tudjuk pontosan, mikor szűnt meg. Az intézmény 1982-ben vette fel a Janus Pannonius Tudományegyetem (JPTE) nevet majd Pécsi Tudományegyetemre (PTE) nevezték át. 2006 szeptemberében bevezették az Európai Unió által kezdeményezett modern oktatási struktúrát, a bolognai folyamat néven ismert felsőoktatási rendszert, mely lehetőséget ad a hallgatóknak, hogy részesei lehessenek egy dinamikusan fejlődő, átjárható európai felsőoktatási rendszernek. Ebben a rendszerben a hagyományos főiskolai és egyetemi képzések helyett a diákok előbb alapképzési (BA, BSc) végzettséget kapnak, majd mesterképzési diplomát (MA, MSc) szerezhetnek, s ha a tudomány érdekli őket, akár doktori képzésbe (PhD, DLA) is léphetnek.
Az egyetemen kívül még itt működik a Pécsi Püspöki Hittudományi Főiskola is.
Pécsett található Magyarország első, kifejezetten romák számára létrehozott középfokú oktatási intézménye, a Gandhi Gimnázium.

### Múzeumok
1904-ben nyílt meg Pécsett az első állandó múzeum, amely a polgárosodó közösség öntudatosodását jelentette. A Várostörténeti Múzeum 2004-ben ünnepelte fennállásának 100. évfordulóját. A pécsi állandó, nagy múzeumok jelentős része a Janus Pannonius Múzeum (korábban Baranya Megyei Tanács Múzeumi Igazgatósága) igazgatása alá tartozik. Az évente 200 000 fős látogatóival az ország legfontosabb múzeumai közé tartozik. Pécsen is megrendezik minden évben (2009. óta évente kétszer) a Múzeumok Éjszakája programot. 2014-ben a leglátogatottabb tárlat a „Leonardo, a reneszánsz zseni" című kiállítás volt, amelyen az összlátogatószám egy éjszaka alatt több mint nyolcezer fő volt. A Gyugyi-gyűjtemény 2010-es megnyitása óta a baranyai megyeszékhely leglátogatottabb kiállításának számít (2014).
Pécsi múzeumok, galériák és kiállítóterek ábécésorrendben:
- Amerigo Tot Múzeum
- Arthus Galéria
- Bánkúti Galéria
- Baranya Galéria
- Café Zacc
- Gebauer Galéria
- Csontváry Múzeum
- Csopor(t) Horda Galéria
- Gyöngyszem Galéria
- Gyugyi-féle Zsolnay-kiállítás
- IH Galéria
- Janus Pannonius Múzeum
- Képcsarnok
- Lenau Ház
- JPM Martyn–Lantos Múzeum
- Mecseki Bányászati Kiállítások
- Mecseki Fotóklub galériája
- Modern Magyar Képtár
- Múzeumutca
- Múzeum Galéria
- Műhelygaléria
- Műtár Galéria
- Nemes Endre Múzeum
- Néprajzi Múzeum
- Ókeresztény sírkamrák
- Pécsi Galéria
- Pécsi Kisgaléria
- Postapalota
- Reneszánsz Kőtár
- Re:public galéria
- Régészeti Múzeum
- Rózsaszín Zsolnay
- Schaár Erzsébet: „Utca”
- Szerecsen Patikamúzeum
- Természettudományi Múzeum
- Várostörténeti Múzeum
- Városi Képtár Pécs
- Victor Vasarely Múzeum
- Zsolnay-mauzóleum
- Zsolnay Múzeum

### Egyéb művelődési intézmények
- Konfuciusz Intézet
- Apáczai Nevelési és Általános Művelődési Központ
- Civil Közösségek Háza
- Ifjúsági Ház
- Lenau Ház
- Művészetek és Irodalom Háza
- Pécsi Kulturális Központ
- Zsolnay Kulturális Negyed

### Kulturális események
| - Pécsi Egyetemi Napok - Pécsi Bordalfesztivál - Pécsi Szabadtéri Játékok - Pécsi fényfesztivál | - Pécsi Nemzetközi Summertime Blues & Jazz Fesztivál - Pécsi Nemzetközi Felnőttbábfesztivál - Pécsi Országos Színházi Találkozó | - PTE Táncoló Egyetem - Pécsi sörmajális - Rockmaraton - ICWiP |

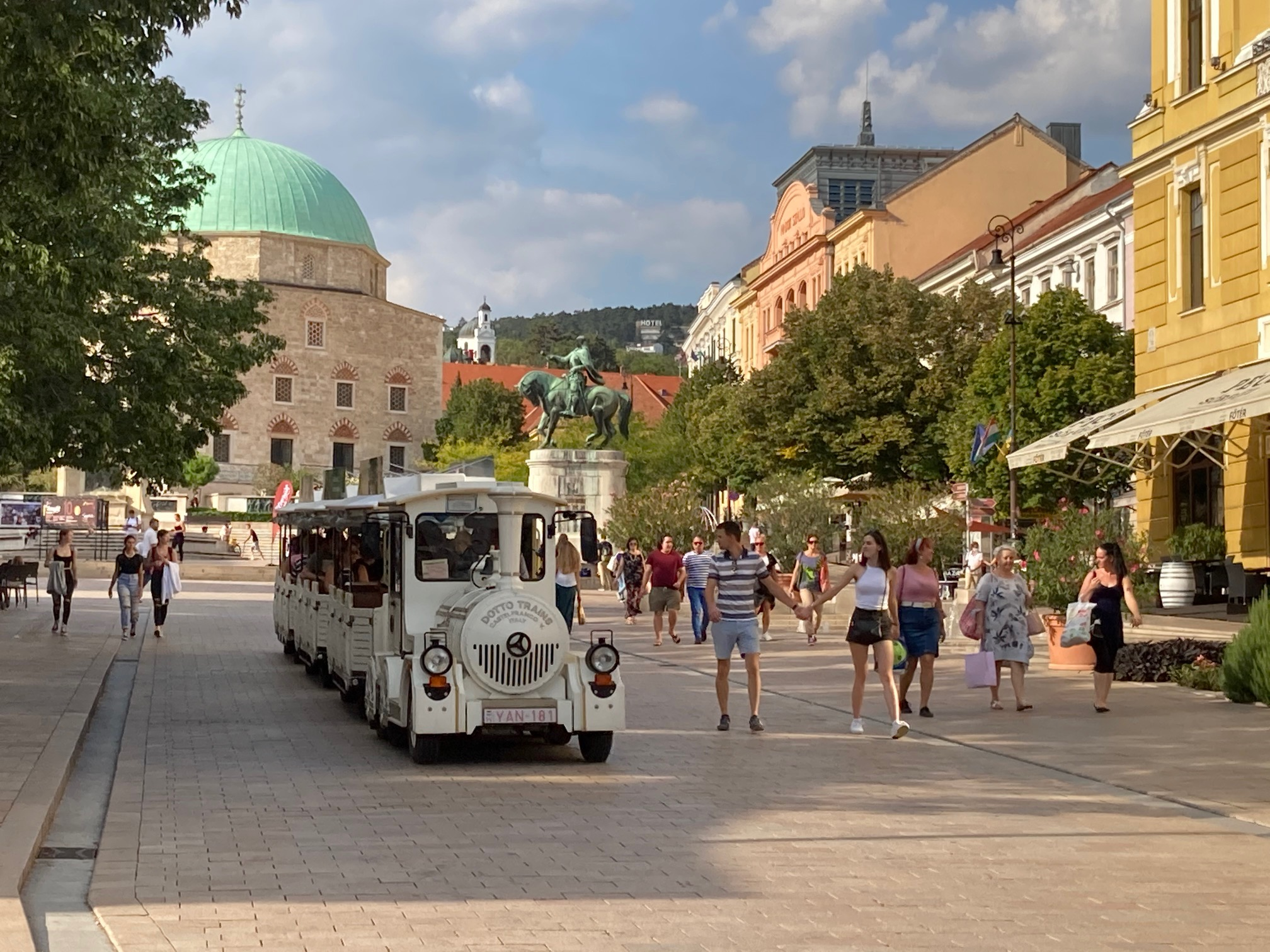
Pécs főtere
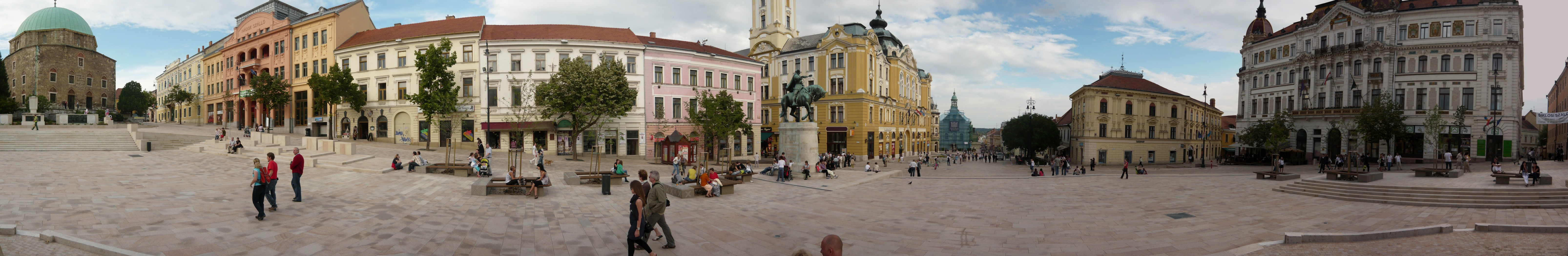
Az új Széchenyi tér
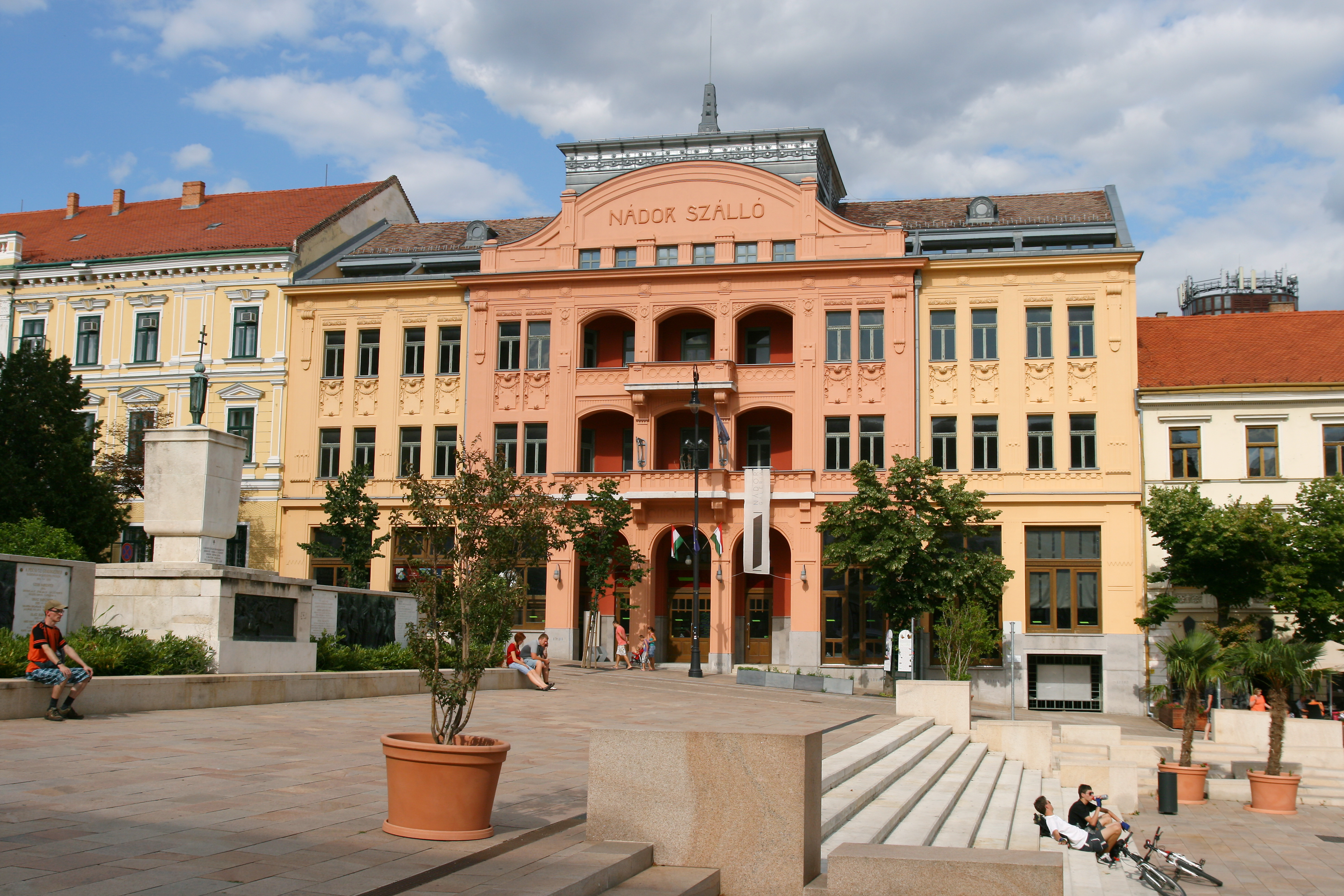
Nádor hotel

## Gasztronómia

### Szőlő és bor

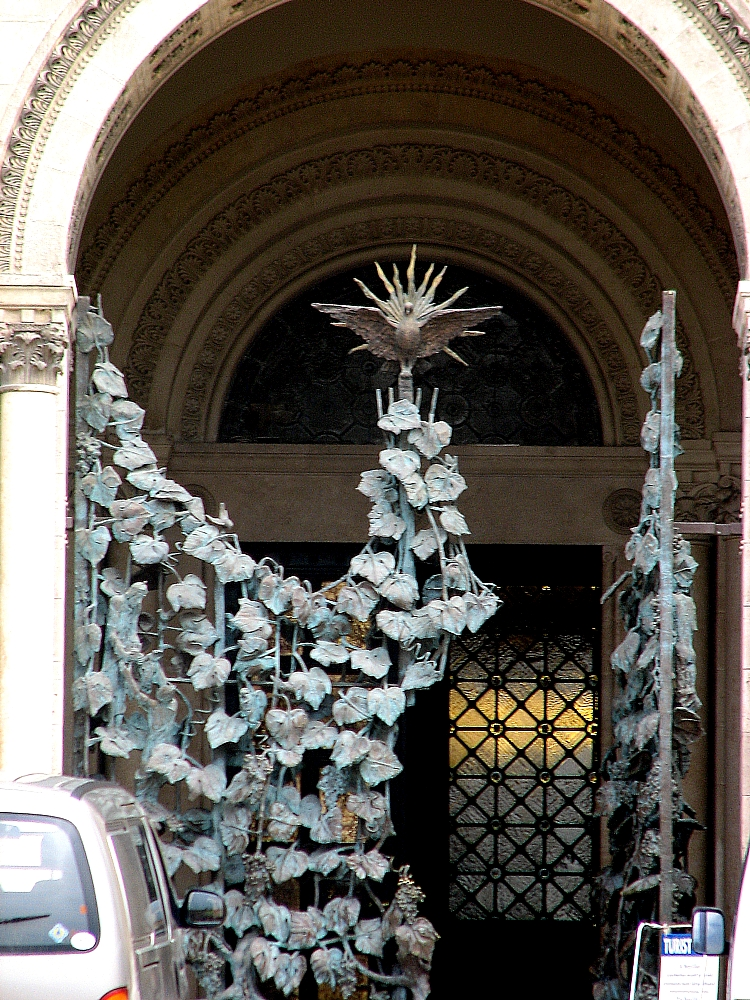
Szőlő levelek a székesegyház kapuján

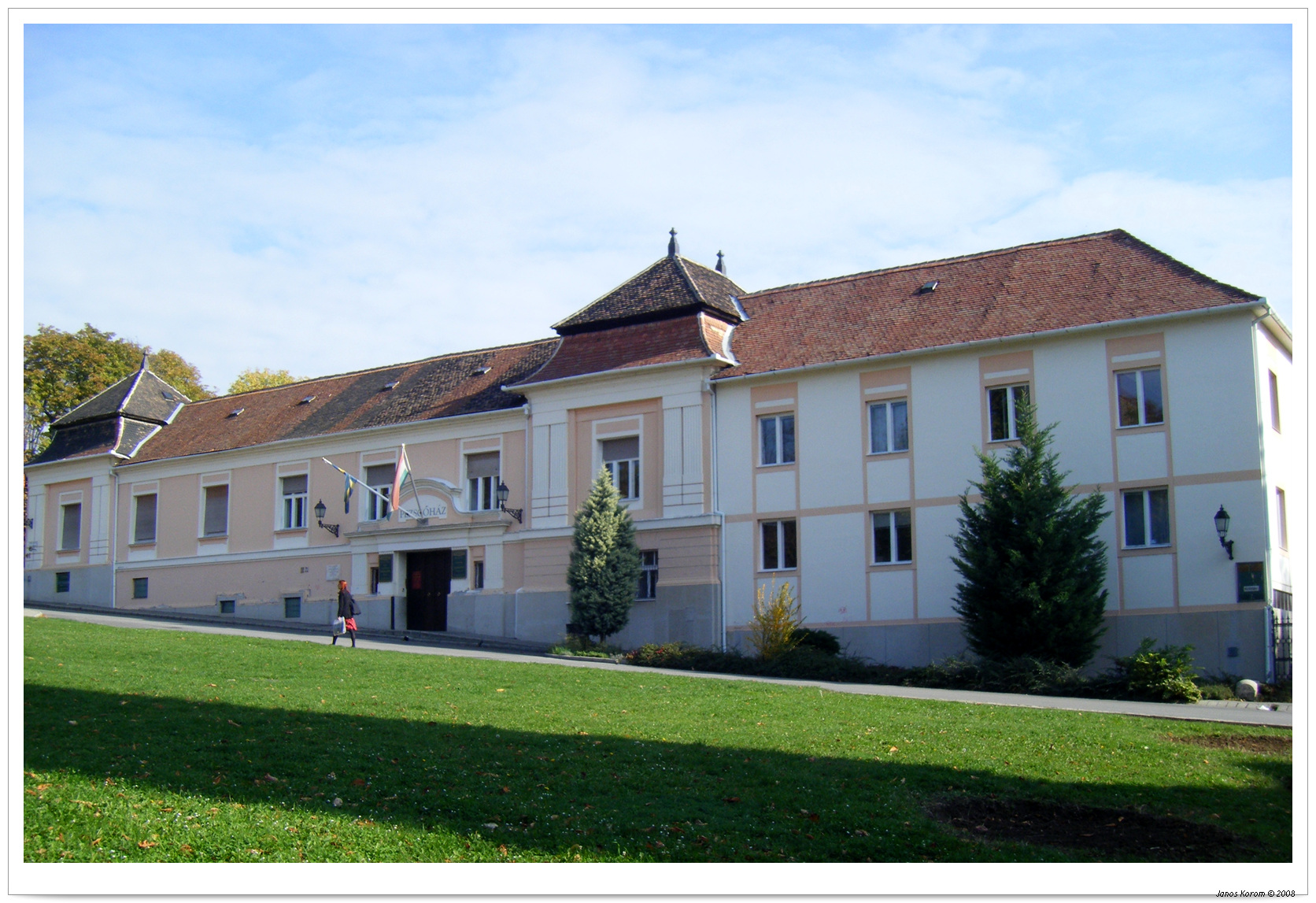
A Pezsgőház épülete a Szent István téren

A mai Magyarország területén a pezsgőgyártást a Littke család indította el 1859-ben Pécsett. A Littke pezsgőgyár az 1900-as évek elejére érte el fénykorát. Napjainkban is palackos erjesztésű és érlelésű pezsgőket, valamint saját termelésű borokat készítenek. A Szent István téren található Pezsgőház alatt húzódó, Európában a legmélyebb, közel 2 km hosszúságú, ötszintes pincerendszer eredete egészen a 14. századig vezethető vissza.
Szőlőfürtökkel díszített római oltár-kő, szőlőindákkal és fürtökkel ékesített bronzlemezes ékszerszekrény, a borok fogyasztására szolgáló kecses formájú üvegpoharak, valamint írásos dokumentumok egyértelműen bizonyítják, hogy Probus császár (276–282) uralkodása idején már folyt a szőlőtermelés Pécsett. Bizonyítékok vannak a Frank Birodalom időszakából is a pécsi szőlőtermesztésre. Mivel a honfoglaló magyarok vándorlásaik során találkoztak már a szőlővel (a bor szavunk is ótörök eredetű), így nem csoda, hogy az itt talált szőlőt megbecsülték. A Szent István által 1015-ben Pécsváradon létesített bencés apátság alapítólevelében a király által adományozott 41 falu lakói között „110 vinoratis” szerepelt. A török hódoltság, a Rákóczi-szabadságharc alatti rácdúlás és a szabad királyi városi korszak előtti püspökséggel folytatott csatározások visszavetették a szőlőtermelést, s ezzel együtt a bortermelést is. Csak azután, hogy Pécs szabad királyi városi rangra emelkedett alakult ki, hogy családi és közösségi események kezdtek kötődni a szőlőkbe járáshoz, a szürethez, a pinceszerekhez. Ekkor alakult ki a „pécsi tüke” fogalma. A város legelismertebb személyei voltak, visszamenően igazolható városi polgári léttel és család tulajdonában lévő szőlővel. Az 1840-es években nagyjából 1460 hektáron termesztettek szőlőt, s évente 3600 hektoliter körüli bor került a pincékbe. A pécsi szőlőtermesztésre nagy csapást mért az itt is megjelenő filoxéra, mely 1887 tavaszán jelent meg először. Amerikai vadalanyokba oltott vesszőkkel történő újratelepítéssel sikerült megfékezni a hatalmas anyagi károkkal járó vészt. A 20. században az államosítás és privatizáció után talán nyugodtabb vizekre evez a borkultúra a térségben. A borhoz és a gasztronómiához egész sor esemény kapcsolódik Pécsett, mint például a világon egyedülálló Pécsi Bordalfesztivál, valamint országos és nemzetközi hírű borpincék nőtték ki magukat a térségben.

## Turizmus

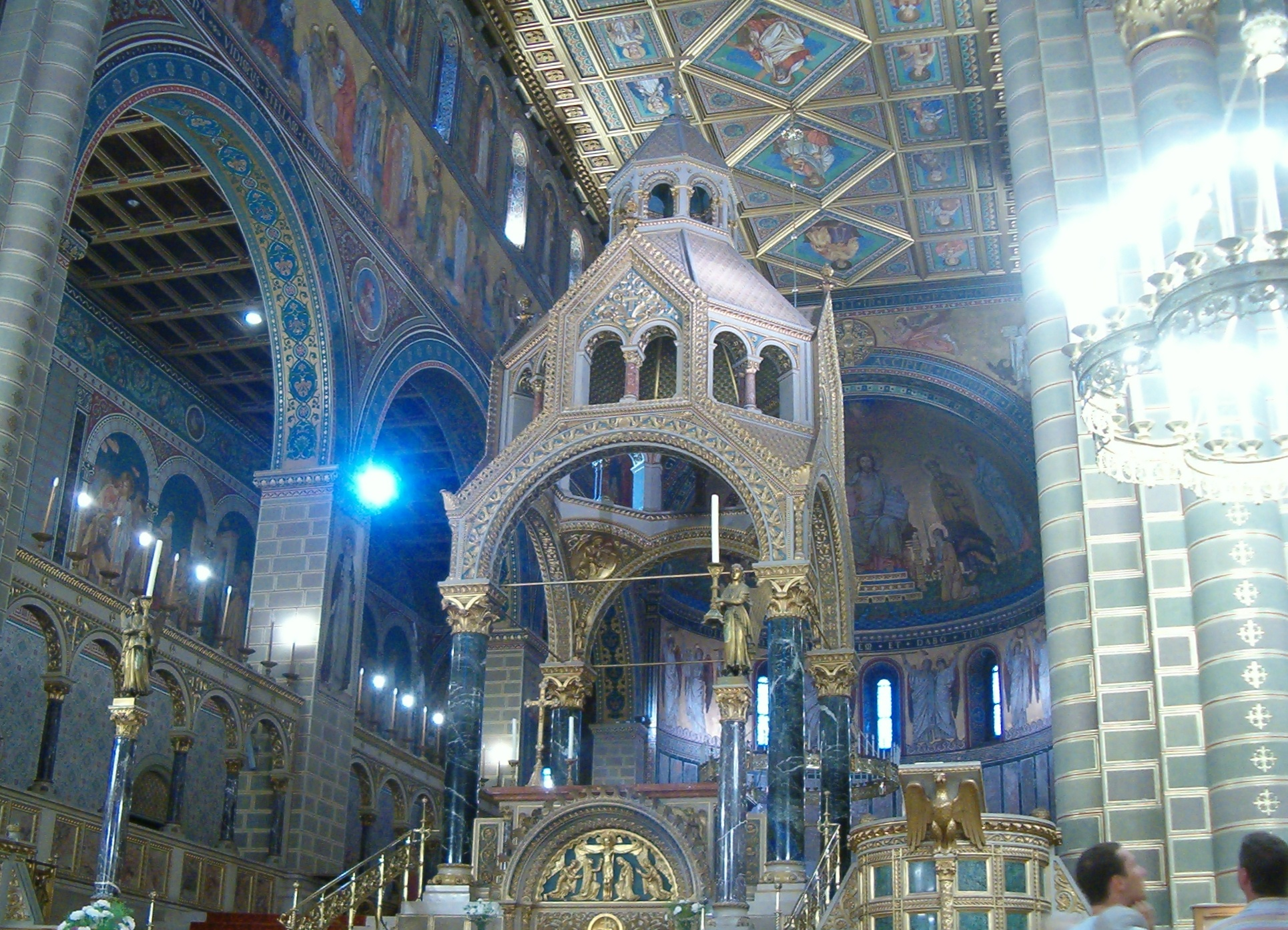
A pécsi székesegyház

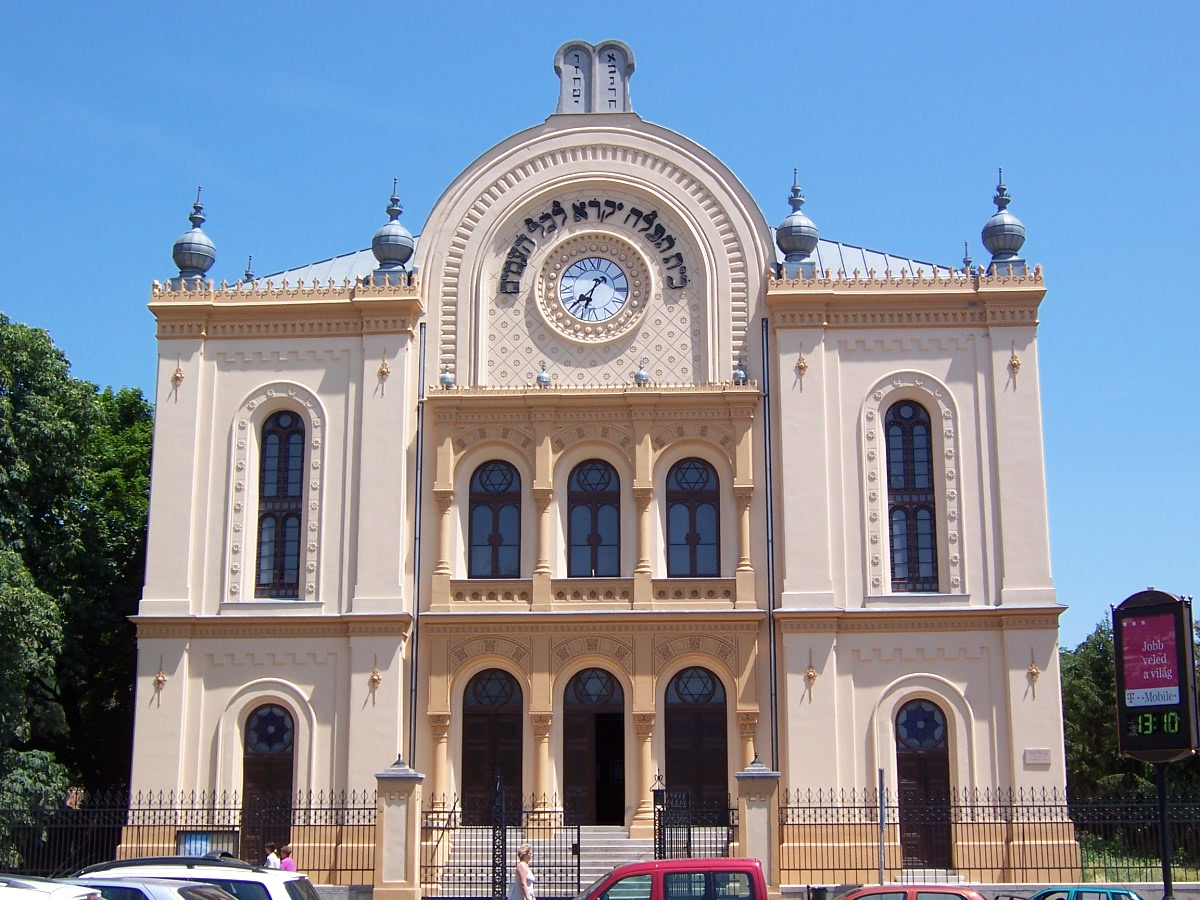
A pécsi zsinagóga főbejárata

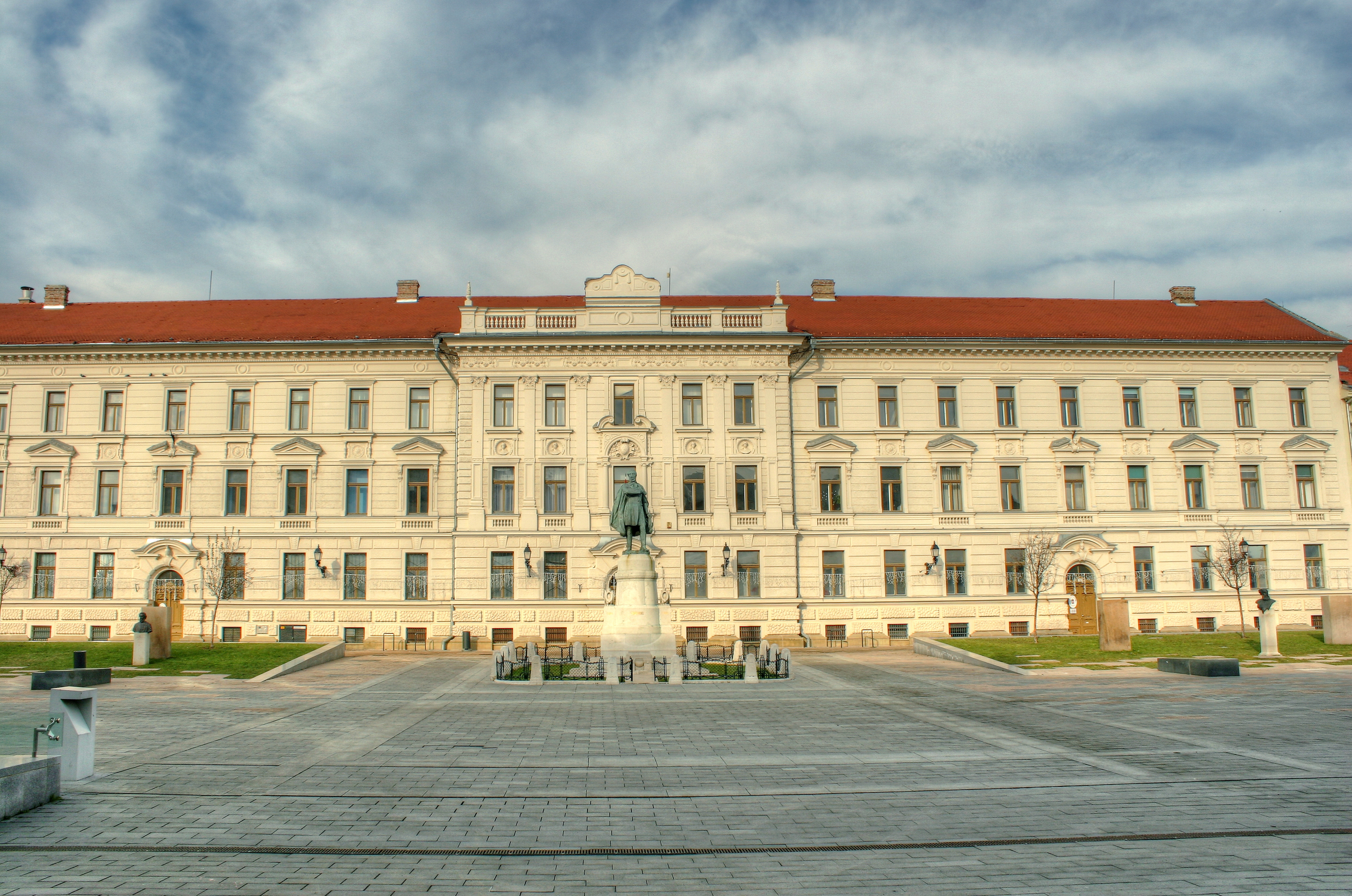
A 2010-ben felújított Kossuth tér

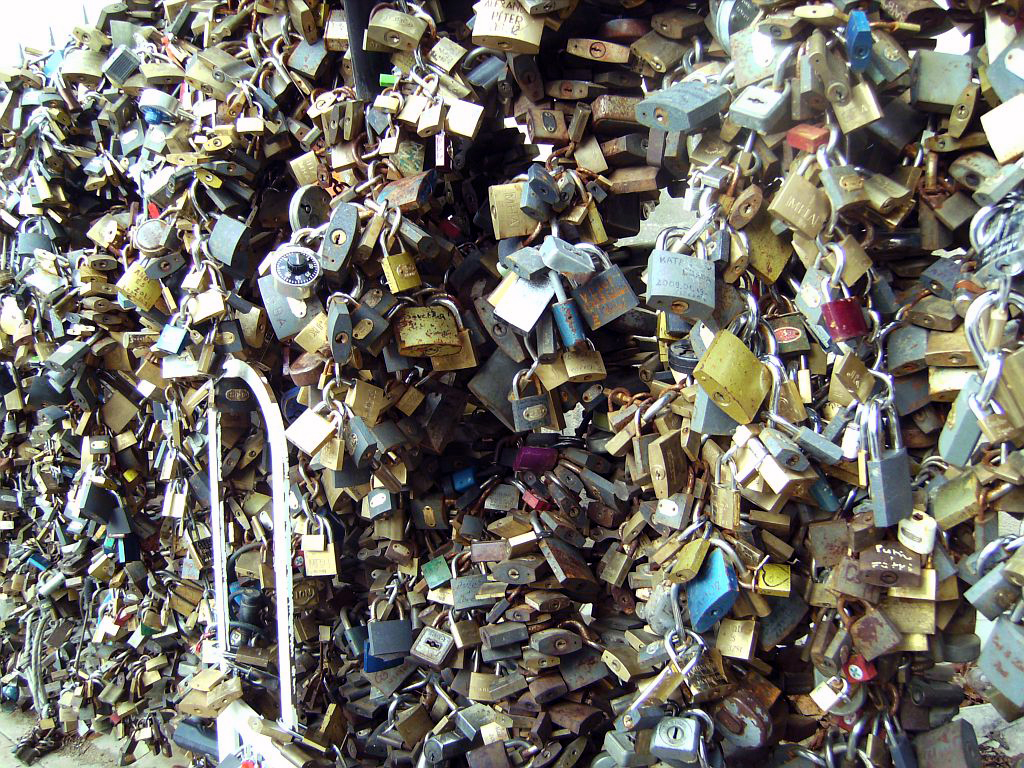
Lakatok hemzsegnek a szerelmesek lakatjainál

Pécsett 2019-ben a hivatalosan regisztrált vendégéjszakák száma pedig 263.471 volt. Ausztria legjelentősebb tesztmagazinjának (Bus&Hotel) 2010. februári számában Pécs a világ 20 legjobb úti célja között volt. A New York Times 2013-ban olvasóinak Pécs városát is ajánlja egy 46 helyszínből álló listán (a 38. helyen). Kereskedelmi szálláshelyeken eltöltött vendégéjszakák tekintetében 201 ezer vendégéjszakával (2012) Magyarország 16. legnépszerűbb települése.
Pécs utcáin sétálva feltárul előttünk húsz évszázad történelme, egymásra rakódott-rétegződött hagyatéka: a római kori elődváros nyomai, a 4. századi ókeresztény nekropolisz, az első magyarországi egyetem, a fallal határolt középkori belváros, a török dzsámik és mecsetek, a német polgárházak, a Dóm épületegyüttese, a Zsolnay-negyed, a Káptalan utcai „múzeumnegyed”, a skandináv típusú lakótelep – Európa történelmének kulturális egyvelege. 2010-ben Pécs a németországi Essennel és a törökországi Isztambullal karöltve Európa egyik kulturális fővárosa.
Pécsett jelenleg több mint 250 műemlék található.
Pécsett egész évben kulturális programok sokasága várja a szórakozni vágyó embereket. Főleg nyáron érik egymást a fesztiválok. Pécsett virtuális sétát lehet tenni a város honlapján, valamint létezik a város nevezetességeiről hangos ismertető is.
A város körül számos szabadidős program közül lehet választani. A Mecsextrém park Pécstől 2 km-re a 66-os főút mellett helyezkedik el. A mecseki kisvasút a város állatkertje és a Dömörkapu között közlekedik 570 méter távon, mellyel az ország legrövidebb vonalú kisvasútja. Pécs egyik új turistacsalogatója a szerelmesek lakatjai, amelynél lakatok lógnak fürtökben vaskerítésekről. Kezdetben csupán egy kerítésre kulcsolták a szerelmesek lakatokat, ma már többet is létrehoztak.

### Templomok, vallási épületek
- Ágoston téri templom
- Cella Septichora (Hétkaréjos templom, 4. század)
- Cella Trichora (Háromkaréjos templom, 4. század)
- Ferhád pasa dzsámija
- Gázi Kászim pasa dzsámija (jelenleg Gyertyaszentelő Boldogasszony római katolikus templom)
- Idrisz Baba türbéje
- Jakováli Hasszán dzsámija
- Kálvária-kápolna
- Lyceum templom (Pécs)
- Ókeresztény sírkamrák[* 1][110]
- Pécsi pálos templom
- Pécsi székesegyház
- Pécsi zsinagóga – 1869-ben épült
- Püspöki palota
- Tettyei romok

### Egyéb látnivalók
- Állatkert és Akvárium-Terrárium
- Barbakán
- Csukás-ház
- Király utca
- Kossuth tér
- Lakatfal
- Lakits-villa
- Lenau Ház
- Memi pasa fürdője
- Szent István tér
- Széchenyi tér
- Tévétorony és kilátó
- Vasváry-villa (MTA Székház)
- Városfal
- Zsolnay-kút

## Sport

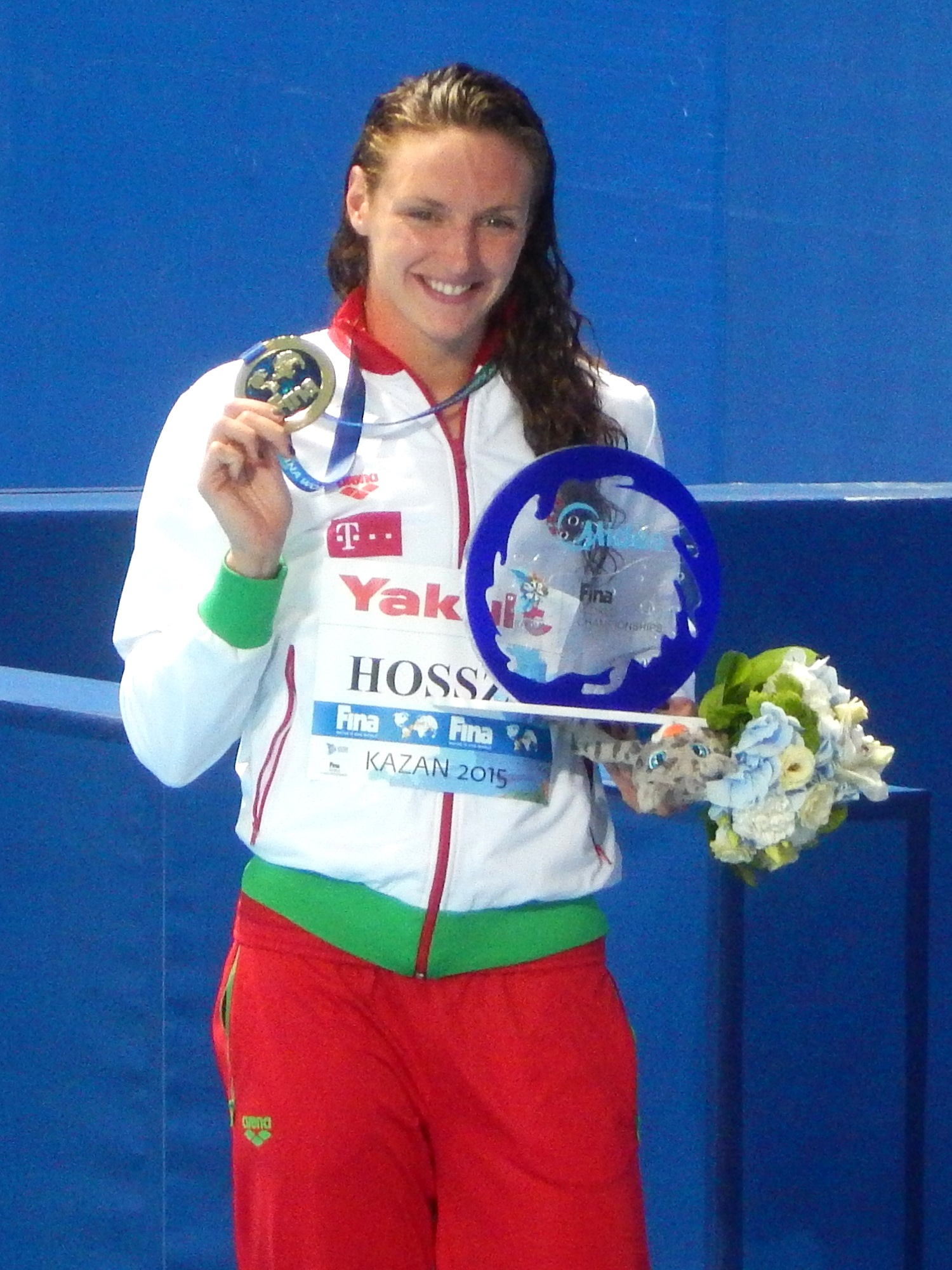
A Pécsett született Hosszú Katinka többszörös olimpiai bajnok

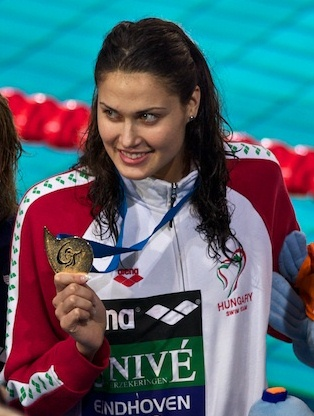
Jakabos Zsuzsanna Európa-bajnok úszó, olimpikon

Pécs sporttörténete mintegy 150 évre nyúlik vissza. Nemzetközi méretekben alig mutatkoztak látványos eredmények Pécs sportéletében, de megvan minden, amit egy közösségnek az egészség, a mozgás és szépség, a becsületes versenyzés keretei között megadhatott. Bizonyára megvoltak ezek a keretek korábban is, hiszen vannak adataink arról, hogy pécsi ifjoncok célba lőttek íjaikkal, vagy, hogy labdáztak és korcsolyáztak a várkertben. De mint a szabadidőt kitöltő, csoportos programokra is alkalmas tevékenység, csak a 19. században jelent meg a sport a város életében.
Pécs első olimpiai aranyérmese Tass Olga tornász, edző, akinek férje Lemhényi Dezső olimpiai bajnok vízilabdázó, a második Pécsett született olimpiai aranyérmes Hosszú Katinka, aki a 2016. évi nyári olimpiai játékokon három arany- és egy ezüstérmet szerzett. Hosszú Katinka olimpiákon és más világversenyeken elért eredményeivel kimagaslik a pécsi sportolók közül.
Az ismert pécsi sportklubok közé tartozik a Pécsi VSK férfi kosárlabda szakosztálya (PVSK-Panthers) és a PEAC-Pécs női kosárlabdacsapata. Korábban 11-szeres magyar bajnokként az 1990-es és a 2000-es évek legsikeresebb csapata volt a PVSK-ból kiváló Mizo Pécs 2010. A város legsikeresebb labdarúgó csapata a jelenleg másodosztályú Pécsi Mecsek FC (PMFC),. Férfi vízilabdában a PVSK-Füszért szerepel. A városban a férfi és a női kézilabda is másodosztályú szinten van képviselve. A város első univerzális szabadidőcentruma, egyben teniszközpontja, az 1995-ben létesült Hotel Makár Sport & Wellness (MTSC) A PVTC (Pécsi Városi Tenisz Club) uránvárosi központja, melyben tíz szabadtéri és négy fedett pályája épült, 2009 májusában került átadásra. Szintén 2009-ben adták át az ország első tollaslabda centrumját, a Multi Alarm SE Badminton Centrumot.

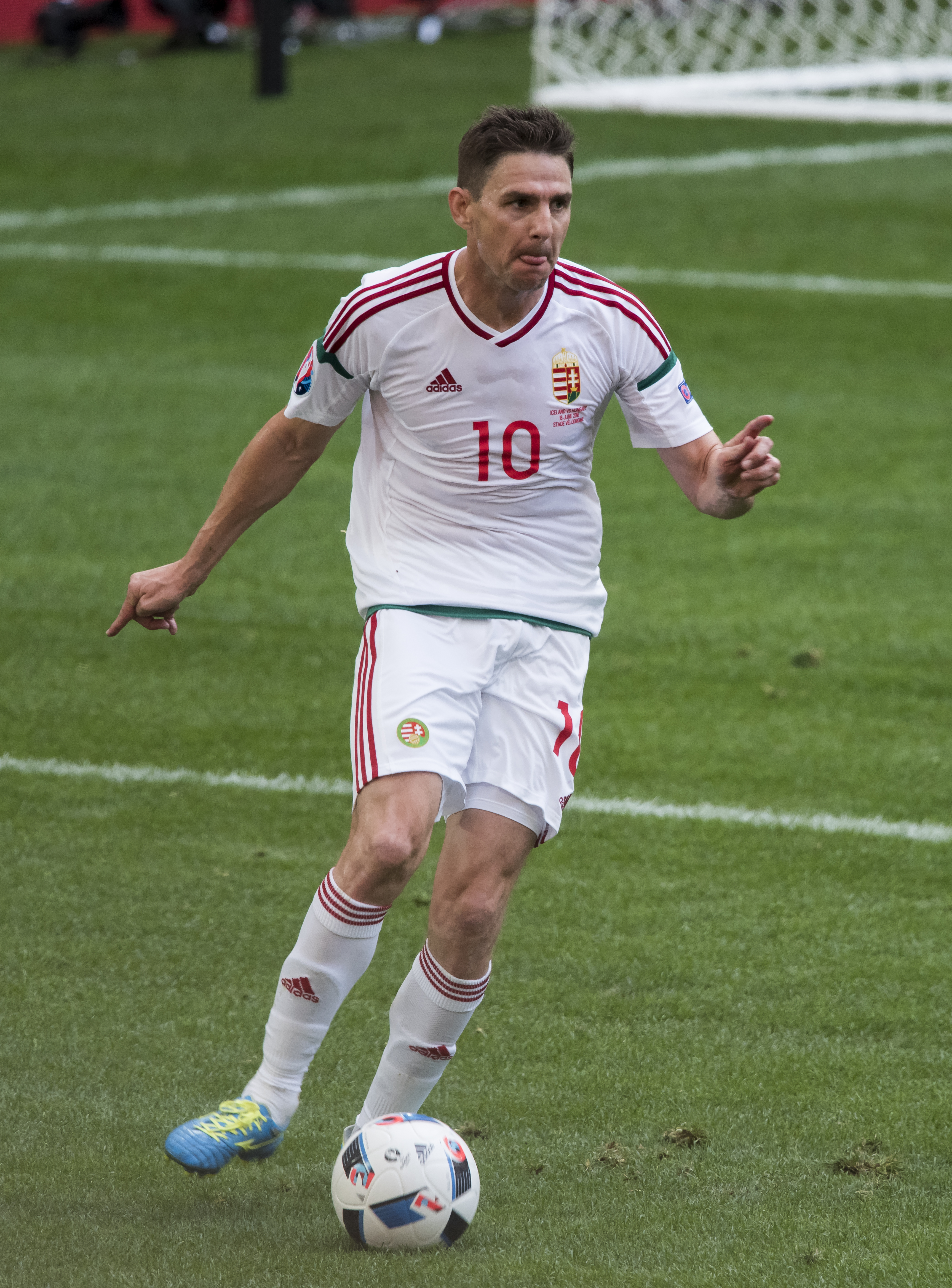
Gera Zoltán többszörös labdarúgó válogatott

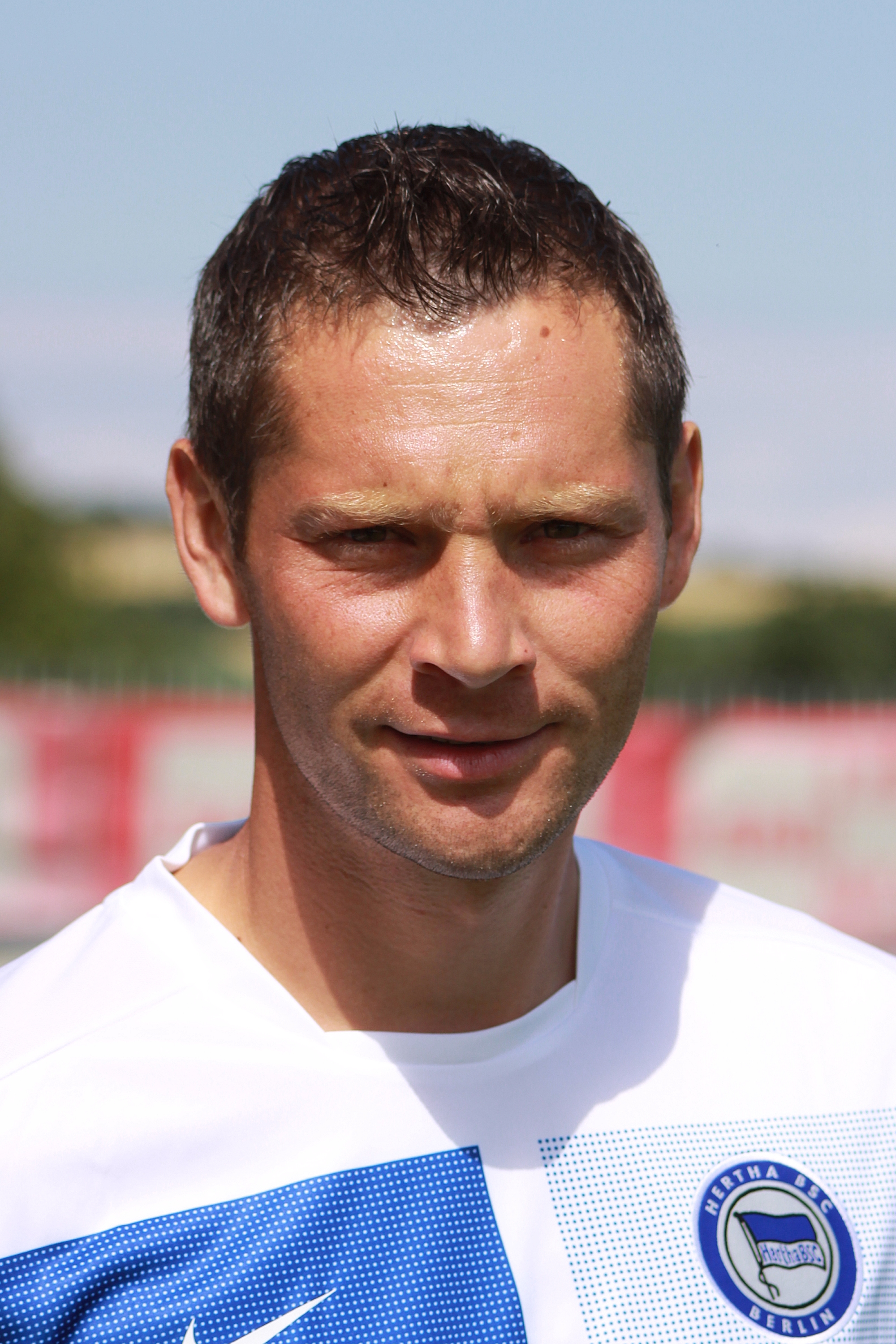
Dárdai Pál 68 alkalommal játszott a PMFC színeiben, jelenleg a német Bundesligában szereplő Hertha BSC vezetőedzője.

A pécsi csapatsportolók közül a legismertebbek a 93-szoros válogatott Gera Zoltán, a 63-szoros válogatott Dárdai Pál, Dibusz Dénes; edzőként ötszörös válogatott Garami József, illetve hétszeres válogatott Dárdai. A legismertebb pécsi kosárlabdázók a háromszoros bajnok, 67-szeres válogatott Horváth Judit, illetve a 223-szoros válogatott, négyszeres magyar bajnok Balogh Judit.
Knoch Viktor a 2006. évi téli olimpiai játékokon hatalmas meglepetésre a rövidpályás gyorskorcsolyázók 1500 méteres számában a döntőbe jutott és végül az 5. helyen végzett. Ezzel 26 év óta a legjobb magyar eredményt érte el a téli olimpiák történetében.
Csonka Zsófia sportlövő 2015-ben Európa-bajnoki címet ért el.
Úszásban igazi sikereket ért el Hosszú Katinka a 2009-es római világbajnokságon, ahol 400 m vegyesen 4:30,31 perces idővel világbajnokság- és Európa-csúcsot úszva aranyérmet nyert. Ezen felül 200 méteres vegyesúszó számban és 200 m pillangón bronzérmes helyezést ért el. 2010. március 15-én  kimagaslóan eredményes sportpályafutása elismeréseként a Magyar Köztársasági Érdemrend lovagkeresztje kitüntetésben részesült.
A 2010-es úszó-Európa-bajnokságon Budapesten 400 méteres vegyesúszásban ezüstérmes, majd a rövidebb távon 200 méteren Európa-bajnok lett. A női 4×200-as gyorsváltó tagjaként is aranyérmet nyert, valamint 200 méteres pillangóúszásban is nyert, Jakabos Zsuzsanna előtt. Edzője Petrov Anatolij úszó mesteredző volt.
2009-ben a magyarországi szövetségek döntése szerint búvársportban Pusztai Máté (víz alatti hoki) első helyen, illetve gyorskorcsolyázásban Knoch Viktor (PKSE) a második helyen végzett.
A 2012. évi nyári olimpiai játékokon a magyar csapat egyik fogadalom tevője (Kásás Tamás mellett) Jakabos Zsuzsanna volt. Pécsiek az olimpián érmet nem szereztek, ám a kézilabdázó Putics Barna és az úszó Hosszú Katinka (400m vegyes úszásban) 4. helyen végzett. Pontot szerzett még 6. helyével női sportpisztolyban Csonka Zsófia is. Financsek Gábor a vegyes váltó tartaléktagja volt, Jakabos Zsuzsanna 200m pillangóban a 7. helyen végzett, Hosszú Katinka a 200m vegyes úszás döntőjében a 8. helyet szerezte meg.
Sors Tamás a 2008-as és a 2012-es paralimpiai játékokon egyaránt aranyérmet szerzett S9 kategóriában 100 méter pillangóúszásban (2008-ban a magyar csapat egyetlen aranyérmese lett). Ezen a számon 2010-ben világbajnok, 2009-ben rövidpályás világbajnok lett. Edzője Petrov Anatolij úszó mesteredző volt.

## Média

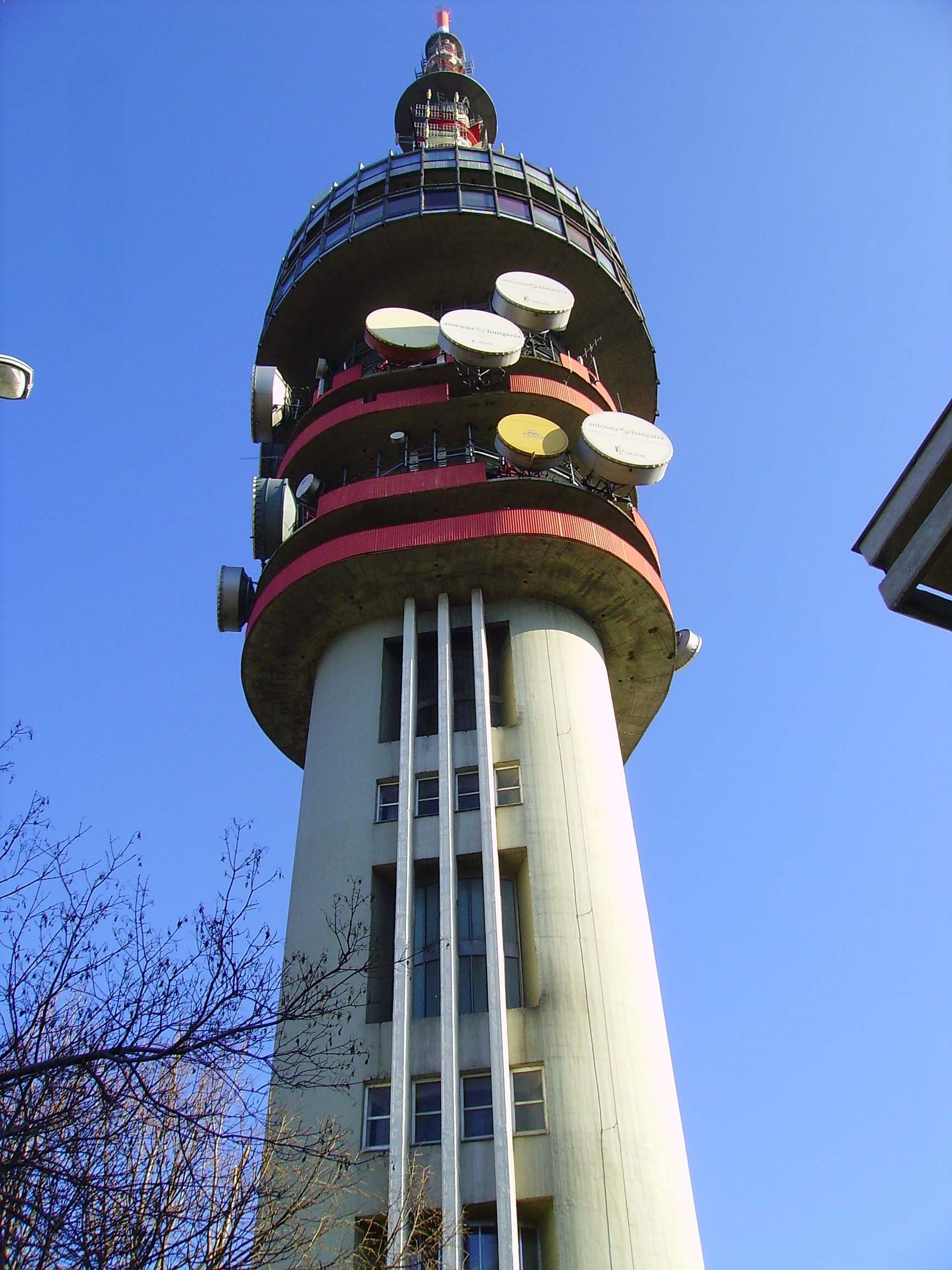
A pécsi tévétorony lábánál

### Televízió
Pécsett jelenleg két helyi sugárzású televíziós adó működik:
- Pécs TV – a Pécs Megyei Jogú Város Önkormányzatának teljes tulajdonában álló Pécs TV a hazai televíziózás történetében először valósította meg a 24 órás, azaz a nonstop műsorszolgáltatást.[123] A Lyceum utcai központú tévécsatorna az Európai Nagyvárosi Televíziók Egyesületének tagja[124] A televízió az UHF 46-os frekvencián Pécsett és 18–30 km-es vételkörzetében fogható. A potenciális nézőszám 250-260 000 fő.[125]
- Pannon Televízió – közéleti és kulturális hírcsatorna Pécsett, Hosszúhetényben, Hirden és Komlón. A televízió potenciális nézőszáma 100 000.[126]

### Rádió
A városban fogható országos rádióadók: Kossuth Rádió, Petőfi Rádió, Bartók Rádió, Nemzetiségi adások, Dankó Rádió, Retro Rádió
Helyi üzemeltetésű rádióadók:
| - Rádió 1 Pécs 90,6 MHz - Best FM – Pécs – FM 101,7 MHz - Karc FM Pécs 94.6 Mhz (2018-) | - Periszkóp Rádió 97,1 MHz - Remete Rádió 87,8 MHz (2004-) (16:00-20:00) - Origó-ház Rádió 87,8 MHz (H-P 16:30-20:30 Sz-V 09:00-13:00) |

Korábban működő (megszűnt) helyi rádióadók:
| - Pécsi rádió 90,0 Mhz - Expo Rádió 90,6 Mhz (2000 körül) - Mambó Rádió 90,6 Mhz - Szubjektív Rádió 91,75 MHz (1999 előtt) | - Remény Rádió 94,6 MHz (2000–2006) - Rádió Aktív Pécs 94,6 Mhz (2006-2013) (12-16 óra) - Mária Rádió 94,6 Mhz (2008-2013) - Lánchíd Rádió Pécs 94,6 Mhz (2013-2018) - Fordan-Zengő Rádió 101,2 MHz (1996–2001) - Juventus Rádió 101,2 MHz (2001–2005) - Mediterrán Rádió 101,2 MHz (2005–2011) | - Publikum Rádió 101,2 MHz (1995-) - Rádió 2000 102,2 MHz (2000 körül) - Dráva Rádió 104,4 MHz (1999 előtt) - Pécs FM – FM 101,7 MHz (2019-2021) |

## Pécsett játszódó regények
- Surányi Miklós: Kantate

A Kantate hőse, Regen Richard orgonaművész és komponista a kiegyezést követő időszakban, Németország déli részéből érkezik meg Pécsre. Beteg felesége még a vonaton meghal, így a művész támasz nélkül lát hozzá a püspök szolgálatában nagyralátó zenei terveinek megvalósításához. A pécsi dóm karnagyaként pezsgő és európai színvonalú zenei életet szeretne létrehozni. A megnyerő művészemberre felfigyel, és a kegyeivel halmozza el a városban élő nagyszámú és fölötte csinos gyengébb nem is. Minden sikere és korábbi tragédiái mellett is eltörpül azonban Regen beteljesíthetetlen vágya és új fájdalma, amelynek tárgya felesége első házasságából származó leánya, Jenny.
- Surányi Miklós: Noé bárkája

A kisregény a Kantate folytatása. Regen orgonista már öreg, tönkrement korhely. Életének mégis sok eseménye kapcsolódik a titokzatos Birukov hercegné tragikus életútjához, aki a Mohácsi-szigeten építi föl álmát, a Noé bárkája nevű csodakastélyt. A regény óriási szenvedélyekről, művészetről, szerelemről, szülői szeretetről szól. A hősök életmenetét egészen fantasztikus körülmények között követi. A cselekmény a romantikus fordulatok és megrendítő egybejátszások ellenére sem szerves, inkább az egyes figurák, helyzetek, hangulatok megragadása szerencsés. Nem mentes a közvetett társadalomkritikától sem, annak ellenére, hogy ez általában elnéző anekdotába hajlik.
- Dénes Gizella: Csodálatos fazekas

Az 1850-es évek Fünfkirchenjében, amikor még német szóval tereferéltek a városka polgárai, valamely tekervényes utcában volt egy kis bolt. Oroszlay Miklós hangszer és nürnbergi áru kereskedése. Ebben az öreg, igénytelen boltban találkozunk először a regény szereplőivel, de ők már magyar emberek. A vén Oroszlay Miklós, boltos, azután két fia, a világot járt nyughatatlan Tamás és a művészetekről álmodozó, de szorgalmas, kitartó kereskedő, Vilmos. Utóbbi a regény hőse is, ő lesz az, aki hosszas készülődés után a mecsekalji városkájának halhatatlanságot ad, világra jön a híres pécsi majolika. A szereplők mögött láthatóvá válik egész Fünfkirchen, a biedermeier-hangulatok kényelmes álmaiból nehezen ébreszthető lakosság, akik a gyárkémények magasba szökő füstje mögött csak nehezen eszmélnek rá, hogy új korba értek.
- Nácsa János: A Csontváry-kód, avagy nem esik messze a macska a fájától

Szatirikus-misztikus krimi
Csontváry pécsi kiállítását olyanok is látogatják, akik nemcsak a művészetében szeretnének gyönyörködni. Sötét céljaik megvalósítása érdekében nem riadnak vissza a képhamisítástól, az emberrablástól, valamint a gyilkosságtól sem. Ahogy a botcsinálta magánnyomozó egyre jobban belegabalyodik a szövevényes ügybe, úgy válik nyilvánvalóvá számára, hogy nem csupán néhány vagyont érő festmény tulajdonjoga a tét. Mindezek tetejébe még maga a Mester is tiszteletét teszi a helyszínen, segítve saját kódja megfejtését.
- Horváth Viktor: Török tükör

Török tükör időutazásra hívja az olvasót a 16. századba, a félelmetes I. Szulejmán szultán frissen meghódított tartományába – Magyarországra. Egy féktelen török kamasz szemével látjuk két nagy birodalom bizonytalan határvidékét. Találkozunk királyokkal, császárokkal, hatalmas szultánokkal, magyar főurakkal, oszmán bégekkel, kereskedőkkel, polgárokkal, falusi bírókkal, sőt néha még angyalokkal és dzsinnekkel, furcsa repülő szerkezetekkel is. Látjuk, ahogy Pécs városát meghódítja az Ezeregyéj mesevilága, az utcákon feltűnnek a tevék, a kertekben a kajszi és a füge, az erdőkben a rablók, felépül az első dzsámi és török fürdő.
- Babits Mihály: Tímár Virgil fia[142]

A mű színtere, Pécs városa, a regényben Sótként szerepel. A város neves oktatási intézménye a cisztercita főgimnázium, amely szigorú elveivel messze
földről ide vonzotta a diákokat. A regény főhőse Timár Virgil, a csak a tudományoknak élő szerzetes, akinek sikerült kialakítania az érzelmektől mentes, ezért kiegyensúlyozott és elmélyülten békés szellemi életet. Tanítványai között felfedezte magának Vágner Pistát, akinek csillogó szelleme, mohó tudásvágya szinte meghatotta. A fiú magánéletén keresztül megismerte, mi a nyomor, a kiszolgáltatottság – és főként felfedezte önmagában, mi a részvét. Amikor Pista kétes múltú anyja meghalt, fiává fogadta a gyermeket.

## Idézetek Pécsről

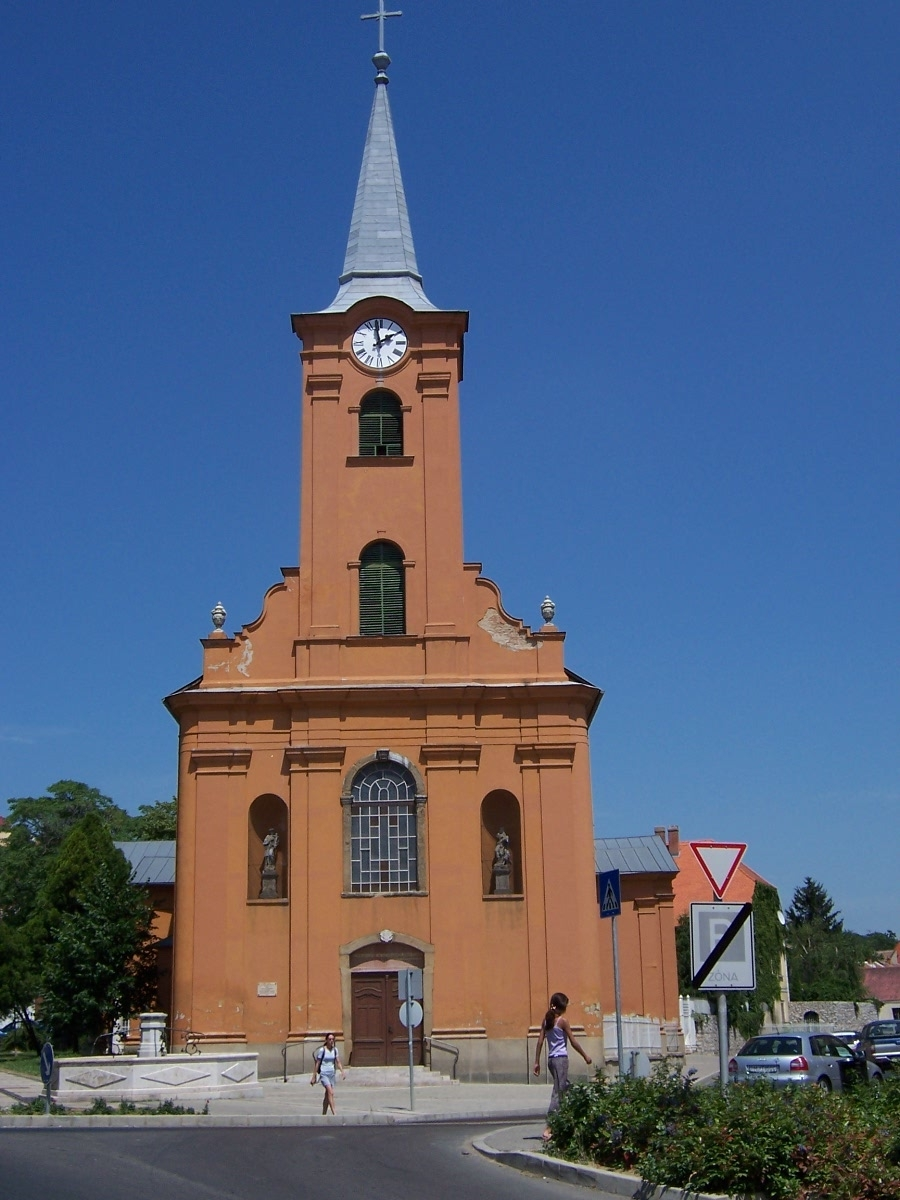
Az Ágoston téri templom vörös színben pompázó frontja

- Arany János „Toldi estéje” című költeményében, az Ötödik ének 12. versszakában az I. Lajos által alapított pécsi egyetem szerepel.:[143] „Nem egy azok közül látogatta Pécset,/Hol a tudománynak Lajos gyujta mécset”.
- Cseh Tamás egyik szerzeményének címe „Pécs”, szövegét Bereményi Géza írta.[144]
- Haas Mihály (1845).:[145] „Itt jó lennünk, itt akarunk magunknak hajlékot építeni”.
- Haas Mihály:[146] „Gyönyörű fekvése a hegy tövében, a legjobb vízzel bővelkedő forrásai, bőtermő vidéke és kellemetes éghajlata igen hihetővé teszi időszámításunk előtti létezését”.
- Náray János:[147] „Utcái keskenyek, s ó modor szerint rendetlenek, az egyik ház beljebb, a másik kijjebb állván; most azonban a nemes város, az új építkezéseknél nagyon figyel az irányra…”
- Richard Bright (angol orvos): „Délről nézve a város elragadó látványt ad. Egy mészköves sziklagerinc oldalában fekszik. Egyik másik ház benne feltűnően nagyméretű és mivel a templomok egy két kis toronnyal vannak ellátva és mindegyik kolostor ugyanannyival, így az egész nagyobb külsővel bír, mint amilyen az ember egy alig 9000 lakost számláló várostól várna”.
- Fényes Elek: „…a belvárosi házak általában csinosak, egészséges és kényelmes lakást nyújtanak, csaknem mindnyájának van udvara, kertve… A külvárosi házak azonban még többnyire zsuppal födvék, alacsonyak és többnyire nedvesek”.
- Babits Mihály: Emléksorok egy régi pécsi uszodáról: „Messze messze sík terül, hol a káplár sort hív, messze fontos négy torony, minaret és boltív; messze füstölgő Mecsek zöld teteje újít, szemnek nyújtva legalább üde koszorúit”.[148]
- Weöres Sándor: Rongyszőnyeg: „Pécs az ország déli városa,/néha télen is meleg van itt,/Jakabhegy és Tettye hajlatán/januárban hóvirág virít”.[149]
- Bertók László: "Érzel-e mindenkit, aki egyszer itt élt? Hiszed-e, hogy ötezerben is lesz Pécs?"[150]

## Nemzetközi kapcsolatok
Pécs testvérvárosai és partnervárosai a következők:

### Testvértelepülések[152]
- Lahti, Finnország (1956)
- Eszék, Horvátország (1973)
- Kütahya, Törökország (1981)
- Fellbach, Németország (1986)
- Graz, Ausztria (1989)
- Kolozsvár, Románia (1990)
- Seattle, Amerikai Egyesült Államok (1990)
- Tucson, Amerikai Egyesült Államok (1991)
- Terracina, Olaszország (1996)
- Lyon, Franciaország (1998)
- Arad, Románia (2009)
- Újvidék, Szerbia (2009)
- Siráz, Irán (2015)
- Isztambul Beyoğlu kerülete, Törökország (2018)

### Partnerváros
| - Krakkó, Lengyelország - Namur, Belgium - Olomouc, Csehország | - Póla, Horvátország - Szliven, Bulgária - Tuzla, Bosznia-Hercegovina |

### Nyomtatott könyvek
- Aknai Tamás. Pécs – Változó Világ sorozat 12. kötete. Útmutató Kiadó (1997). ISBN 963-9001-16-3
- Cellár Katalin, Somorjai Ferenc. Magyarország. Panoráma, 466-476. o. (1996). ISBN 963-243-761-6
- Hámori Istvánné, Vokó János. Pécs-Somogy története. Pro Pannónia, 223 o.. o. (2006). ISBN 963-9498-63-7
- Szentkirályi Zoltán. Az építészet világtörténete. Terc (2004). ISBN 963-9535-02-8
- Zsadányi Oszkár. Pécsi családfák (1933)

### Külső hivatkozások
- Pécs város hivatalos oldala
- Pécsi Stúdió Blog – Visszatekintés a 80-as évekre, töredékek a város videós múltjából
- A Baranya Megyei Múzeumok Igazgatóságának honlapja
- Pécs postai irányítószámai
- A pécsi dohánybeváltó
- A Pécsi Dohánygyár története